# 制服 (ナチ党)

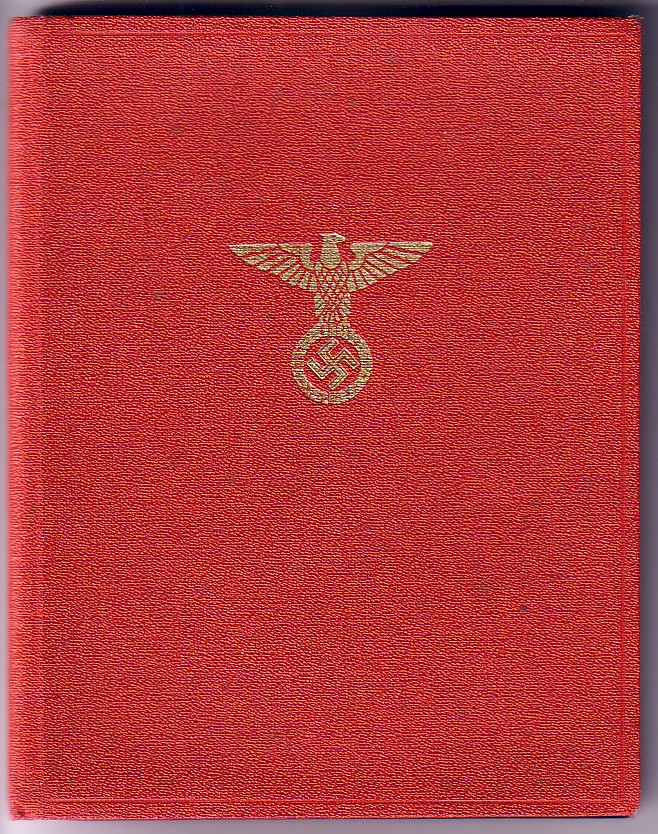
党員手帳

本稿ではドイツ（ヴァイマル共和政期からナチス・ドイツ期）の政党国家社会主義ドイツ労働者党（ナチ党）の制服について記述する。

## 概要
国家社会主義ドイツ労働者党(ナチ党)では党員用の制服が官給されており、多くの党員は制服を用いていた。特にナチ党の政治指導部においては自らの政治的階級、権威を示す重要なものであった。
これらの制服は主に褐色を基調としたものが多用されており、突撃隊やヒトラーユーゲントといった他の党諸組織においても同様の配色がとられていた。これらはイタリアファシスト党の準軍事組織である黒シャツ隊を模したものとされるが、ナチズムのイデオロギーの1つである『血と土』の思想や農村への憧憬に結びついた農村主義的思想などに基づいたものとされる。

## 黎明期の制服

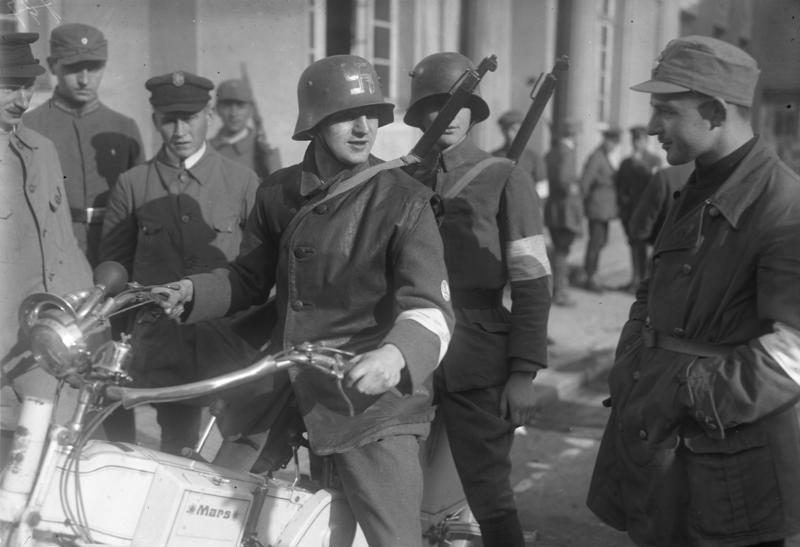
エハアルト旅団のヘルメットを用いる初期の突撃隊員 (1923年)

1920年代のワイマール共和国期のドイツでは過激な政治団体やフライコーア等の義勇軍組織は軍服を制服として用いていた。
当初、ナチ党員の一部(義勇軍活動家、現役、退役軍人など)は当時の傾向にならい、義勇軍と同様に軍服を独自に用いていたが、後に党の準軍事組織である『突撃隊(Sturmabteilung)』が設立されると制服の導入を検討するようになった。ナチ党指導者であるアドルフ・ヒトラーの主著、『我が闘争』の著述によると、主に陸軍の山岳部隊が用いた防寒着である『ヴィントヤッケ(Windjacke)』を突撃隊員の制服として規定し、他の一般党員との区別が行われた。この服装は当時の社会民主党(SPD)の準軍事組織である『国旗団』を参照したものと思われる。
この頃の党員の服装は共和国軍の軍服や民族服、私服といった混在した状態であった。
しばらくして、党員の制服は、防寒着のヴィントヤッケ（防寒着にも左腕にはハーケンクロイツの腕章がついた）とフィールドグレー色の旧帝国及び共和国陸軍の軍服と山岳型の制帽が主流となった。制帽には、旧バイエルン帝国軍の水色の「コカルデ（帽章）」が取り付けられており、帽章本体の配色はフィールドグレーやカーキ、ベージュ色などまばらであった。他の装身具には、腰ベルトとゲートル、ショルダー・ベルトなどが存在した。
地方党員や末端党員の制服は、上記の服装と同様であったが、帽子や制服の徽章が取り付けられていなかったり腕章のハーケンクロイツが傾斜せず水平に配置されているなど、若干の違いがあった。また、党員の大半は大戦時に受章した勲章を身につけていた。
宣伝効果として、凱旋時には党の政治的信念を誇示すため、党員には共通の服装と共に旗が与えられ、党員が集まれば集まるほどこれらは効果的に作用していた。
1923年9月2日にニュルンベルクで開催された右翼団体の会合『ドイツ・デー（Deutschen Tag）』においてナチ党員は、ヴィントヤッケと制服、制帽を用いて参加した。これらの制帽姿は他団体からは『ヒトラー帽（Hitlermützen）』と呼ばれ、後の9月30日にバイロイトで開催された国家社会主義大会でも同様の服装であった。なお、突撃隊はこの党大会で初めて制服と帽子を纏い、市街での示威行進を行った。

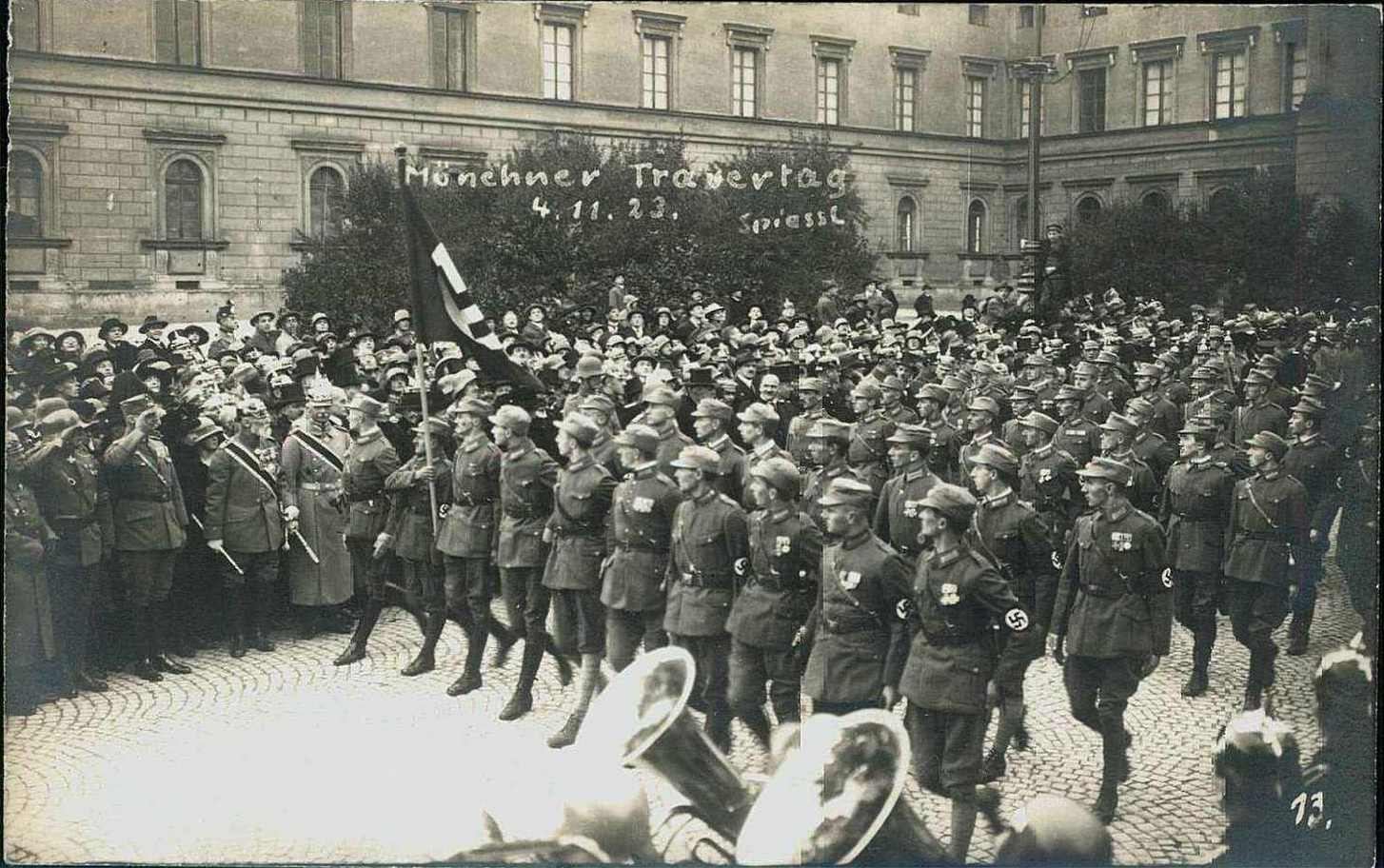
軍服を流用した1923年の党員の制服
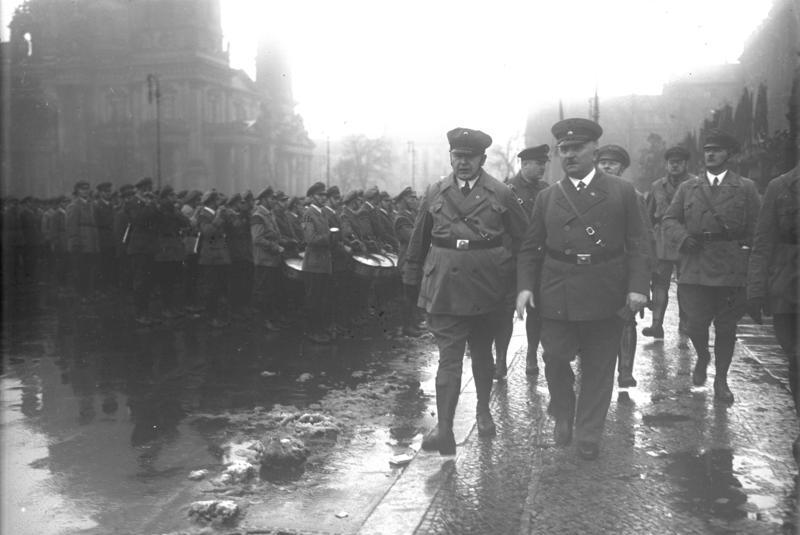
ヴィントヤッケを制服として着用する国旗団員
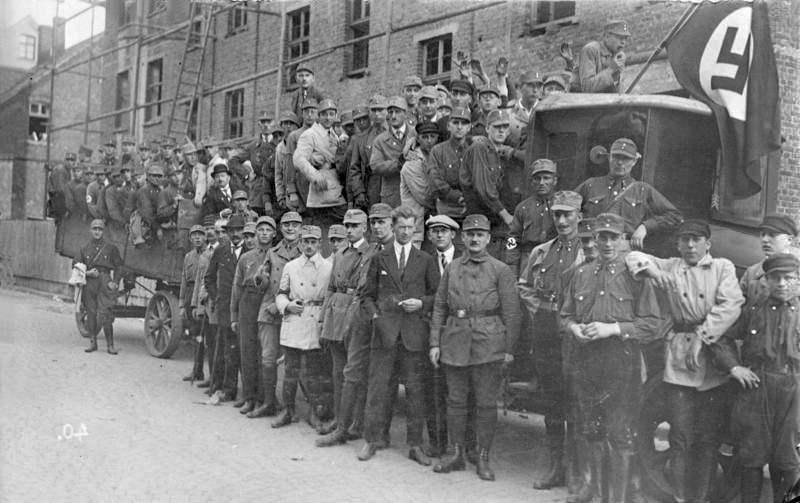
エッセン大管区指導者ヨーゼフ・テアボーフェン（背広の人物）とヴィントヤッケを着た突撃隊員 (1926年)
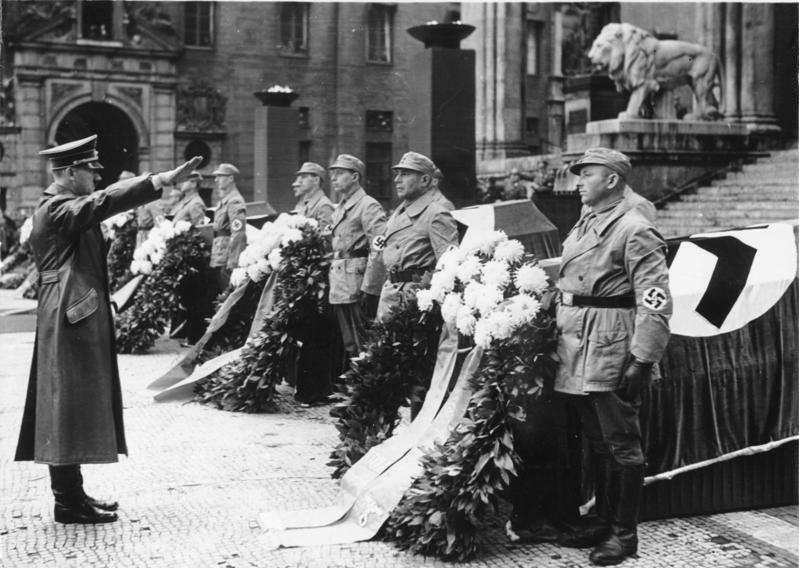
ミュンヘン一揆追悼式典における当時の突撃隊の服装に扮した党員 (1939年 フェルトヘルンハレ)

### 腕章の導入

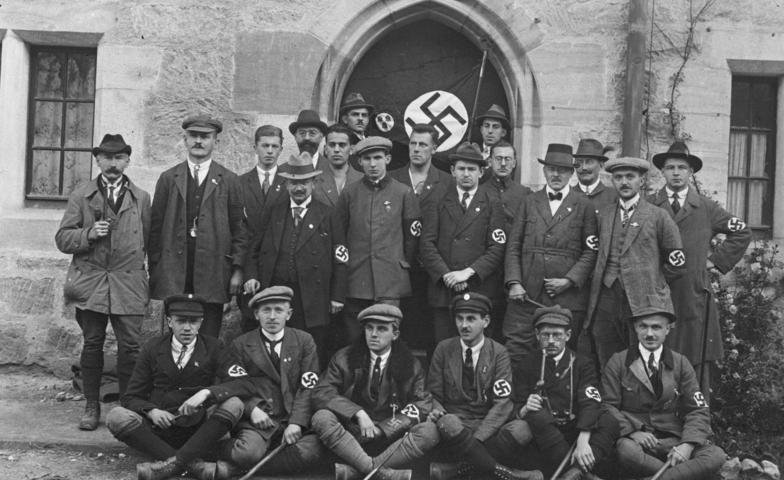
腕章を用いた党員 ｢コーブルク闘争｣時の記念撮影 (1922年)

当時、スパルタクス団をはじめとする共産主義者などの革命派は腕に赤い腕章を用いており、これらをナチ党は革命派のシンボルとして模し、党員は腕章を用いるようになった。腕章にはナチ党のシンボルである『鍵十字(ハーケンクロイツ)』があしらわれ、全体のデザインは党旗と同じく斜めに傾いた鍵十字に赤白黒の配色であったが、一部では鍵十字が垂直にデザインされているものもあった。腕章の材質には様々なものが用いられた。

## 褐色の制服

### シャツ型制服

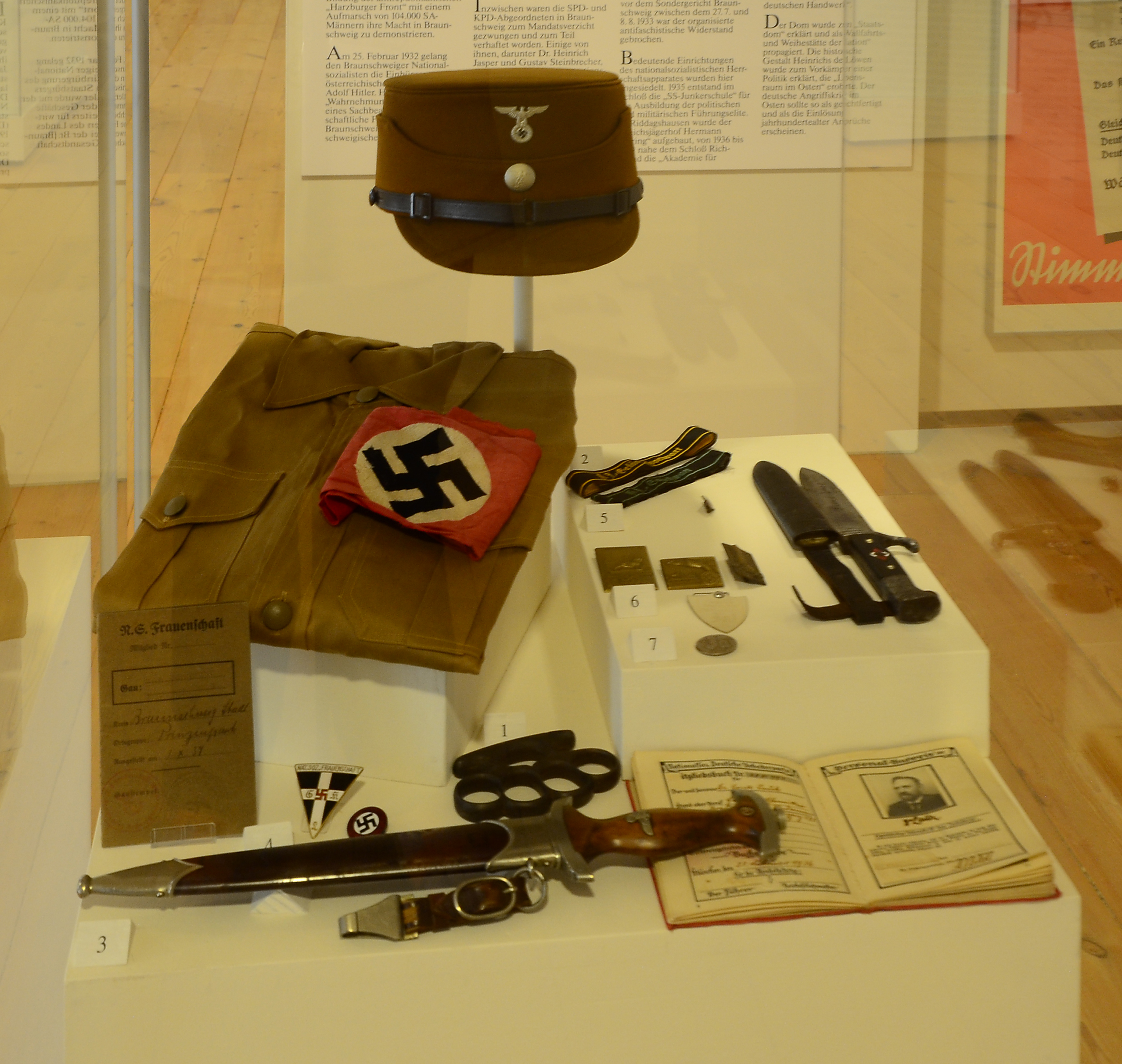
党員用褐色シャツとケピ帽

1923年11月のミュンヘン一揆の失敗の後、ヒトラー及びナチ党員らは逮捕、拘禁され1925年のナチ党再結成の後新たに制服が導入されるようになった。
新しい制服はイタリアファシスト党のベニート・ムッソリーニ率いる『黒シャツ隊(Camicie Nere)』の黒色の制服が参考にされ、『褐色シャツ(Braunhemden)』型の制服が党の新たな制服となった。これらは帝政時代の植民地における軍の在庫品であった。
基本的な服装はシャツ型制服に制帽、ネクタイ、腰ベルト、ショルダーベルト、乗馬ズボン、ブーツという具合だった。
褐色シャツの制服は本来、突撃隊の制服として導入されたが、後にヒトラーをはじめ党の政治指導者など広範に用いられ、これらのシャツ型制服は後に所属や階級を示す徽章が用いられるようになる。当初、褐色は茶色味が強くダークブラウンに近かった。また、襟左右の衿先にそれぞれボタンがとりつけられていたが制服が新調された後、ボタンは廃止され、配色も黄土色に近い茶褐色に調色された。しかし、製造元によって制服の配色は若干異なっており、後に採用された勤務服においても同様であった。

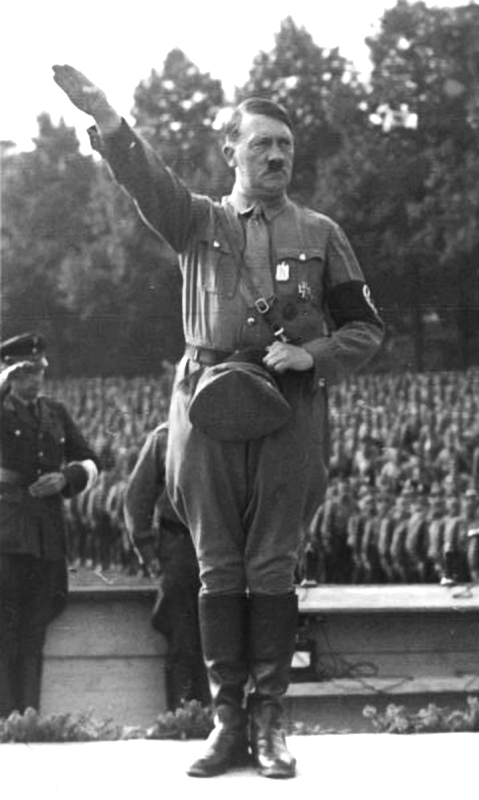
1933年の党大会におけるヒトラー
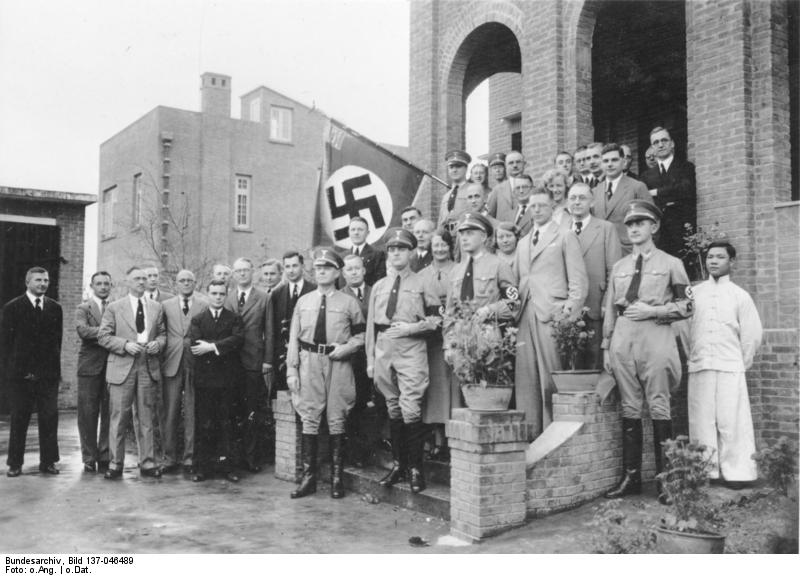
シャツ型制服を着用した地区指導者
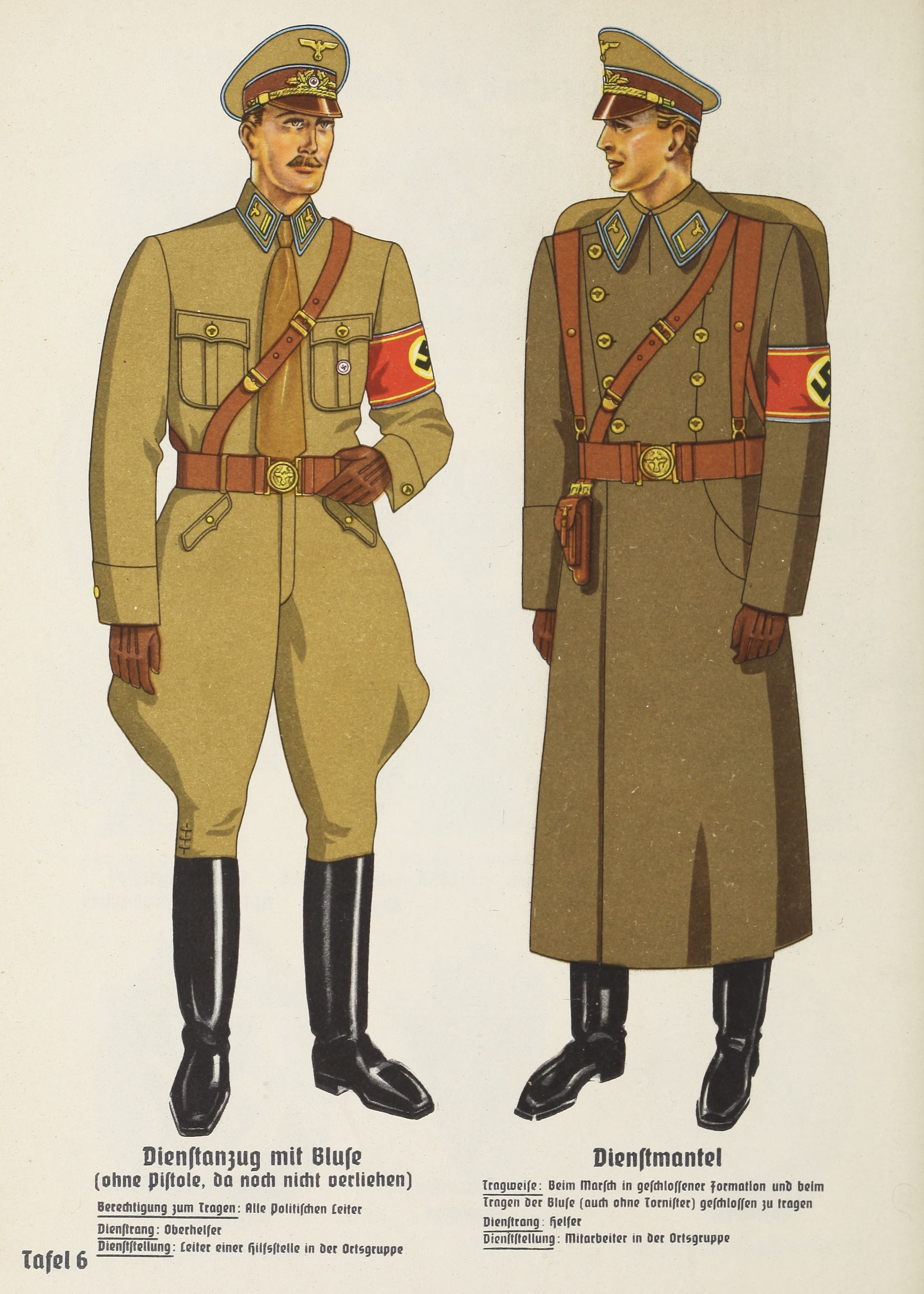
政治指導者用シャツ型勤務服(左挿絵)
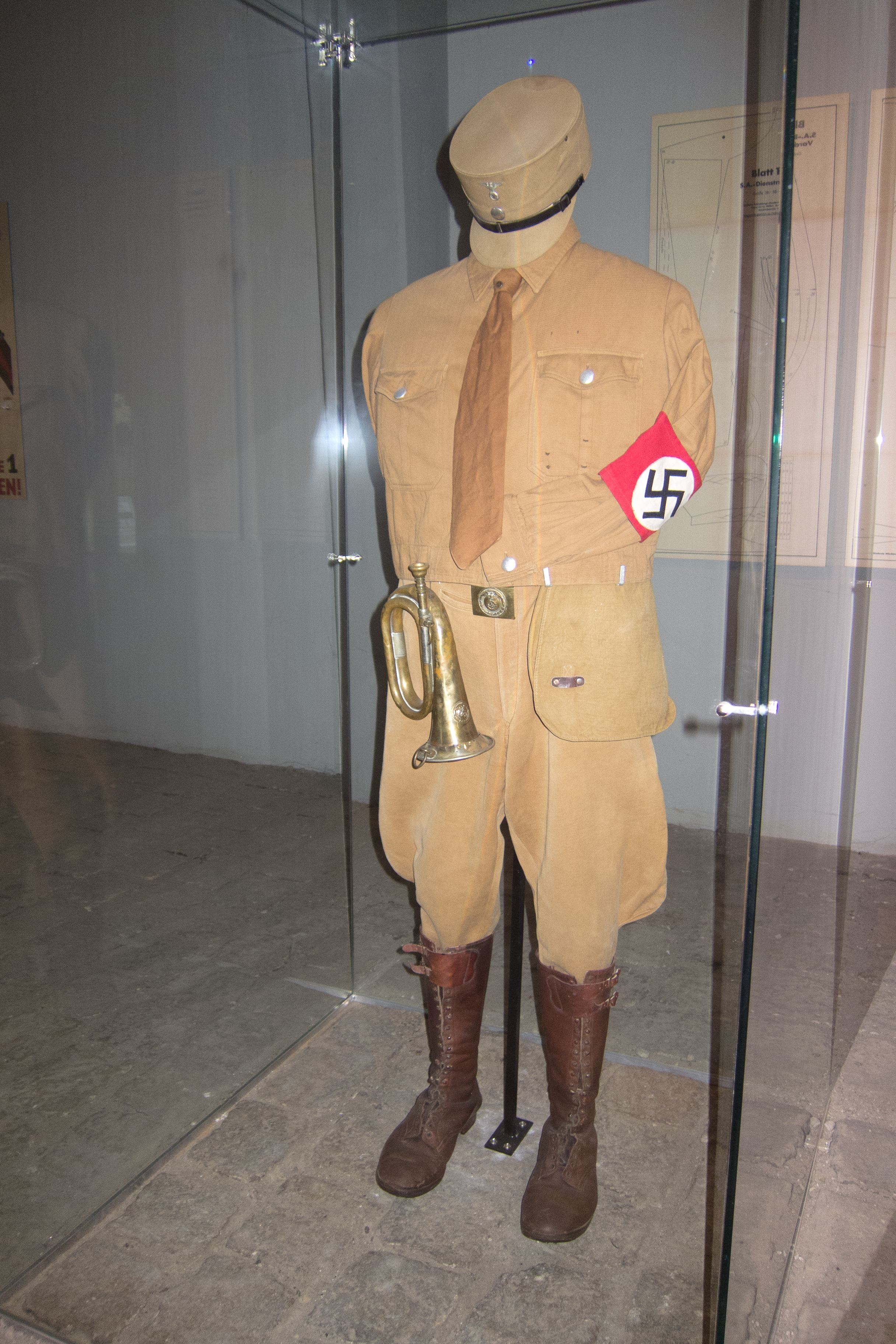
褐色シャツ型制服の全体

### 勤務服

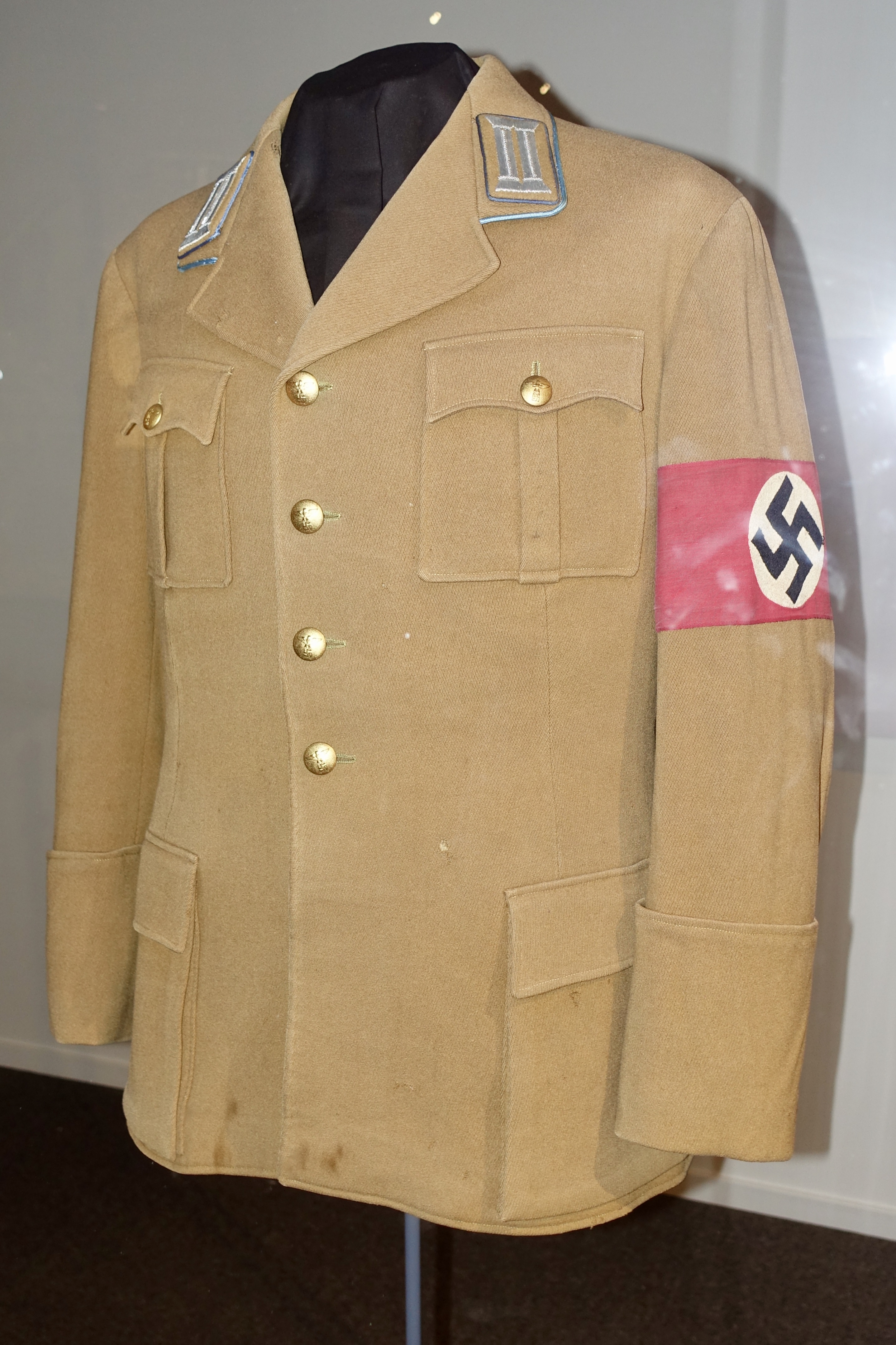
開襟型の勤務服 この制服の裁断は党の制服の基本形になっていた

1933年、ナチ党が政権を掌握すると新たに『勤務服(Dienstrock)』が導入された。
この制服はギャバジン製のスーツ型開襟服であり、シャツ型制服と同様に褐色で、党の指導者であるヒトラーをはじめ主に高級党員や突撃隊などが用いた。突撃隊用の勤務服は党員用よりも茶色味が強くなっている。また、政治指導者用の勤務服には独自の襟章と腕章がついた。
制服の裁断は袖部分がカフス状になっており、前ボタン4つとベルト留めボタンが後ろに2つき、胸と腰の左右にボタン付きのポケットが計4つ配置された。ボタンには鍵十字を掴む鷲の党章が施されていた。
ポケットの形状は胸ポケットにはステッチがあり腰ポケットは直角の形状になった貼り付け式になっている。右肩にはショルダーベルト用のループがつき、そこからベルトを通すようになっていた。
勤務服の派生型に腰ポケットが貼り付け型ではなく斜めに切り込んである『外出着』があり、第二次世界大戦末期には物資の不足からウール製の勤務服が生産された。
また、白色の夏季用の勤務服があり礼服としても用いられた。この夏季用制服も勤務型と外出用型が存在した。
尚、それまでのシャツ型制服は勤務服として下級党員や一部の政治指導者が着用し続け、党大会やミュンヘン一揆追悼式といった党の式典などの礼服としても着用された。

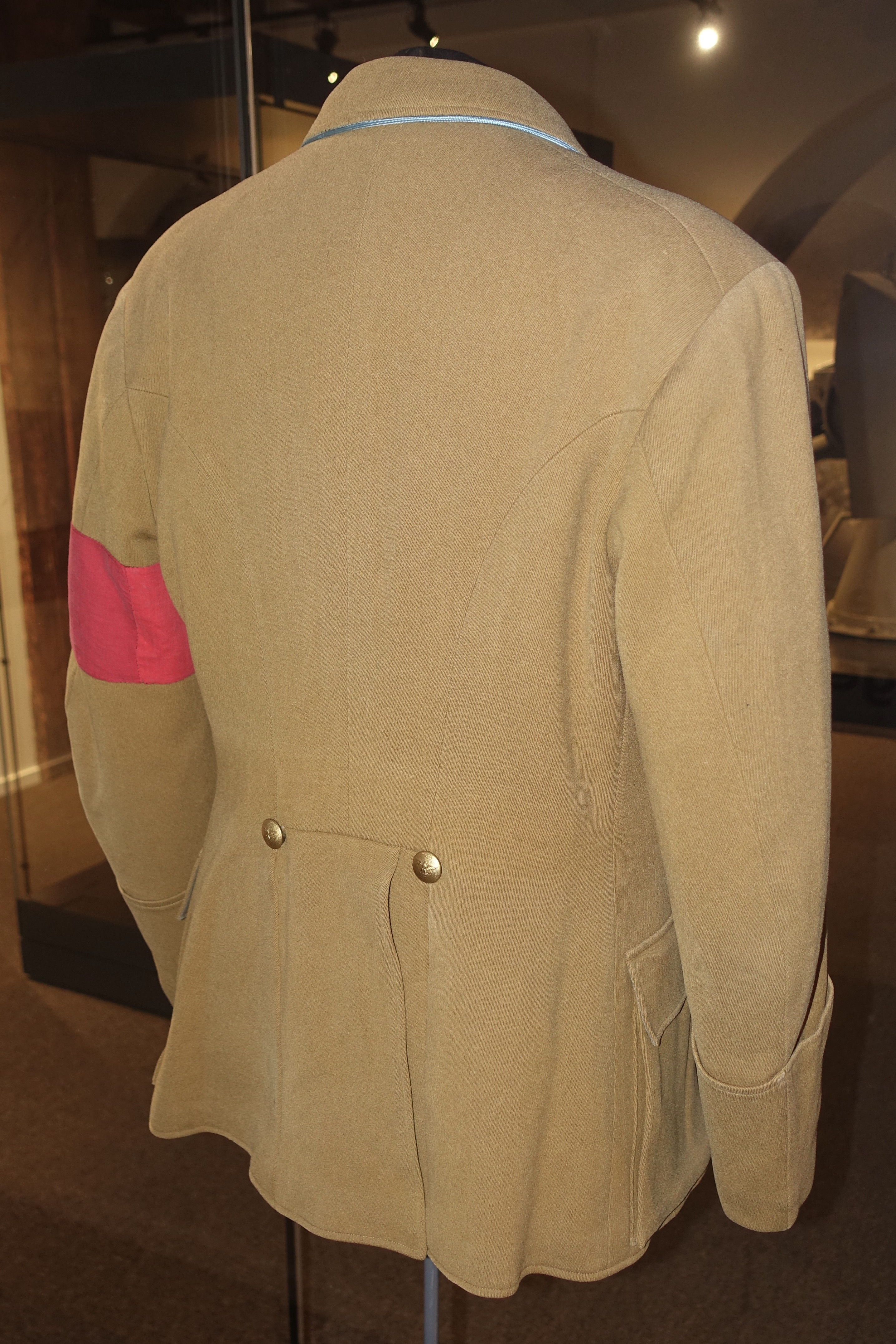
勤務服の背面 ベルト留め用のボタンが取り付けられている
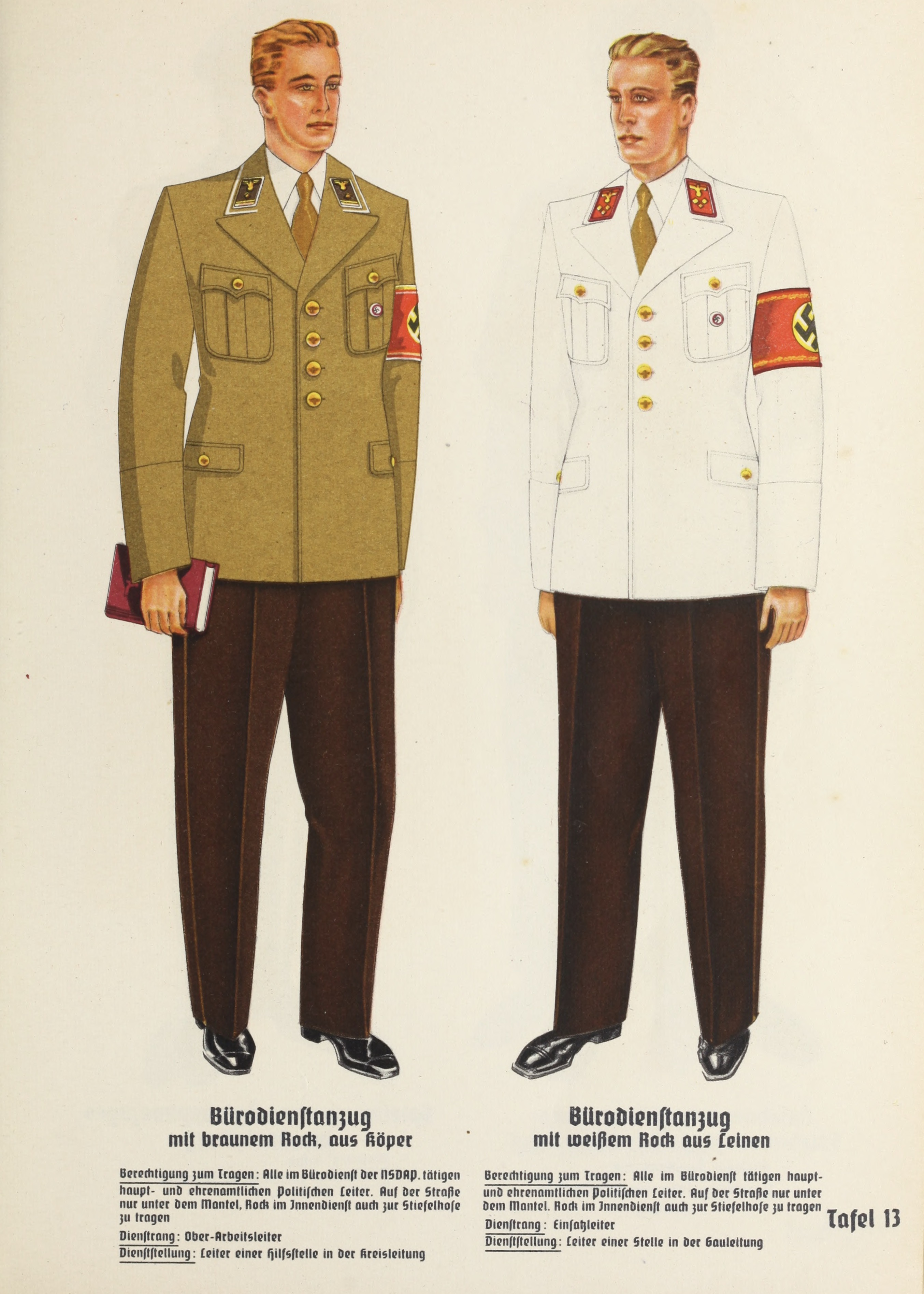
外出着と夏季用勤務服
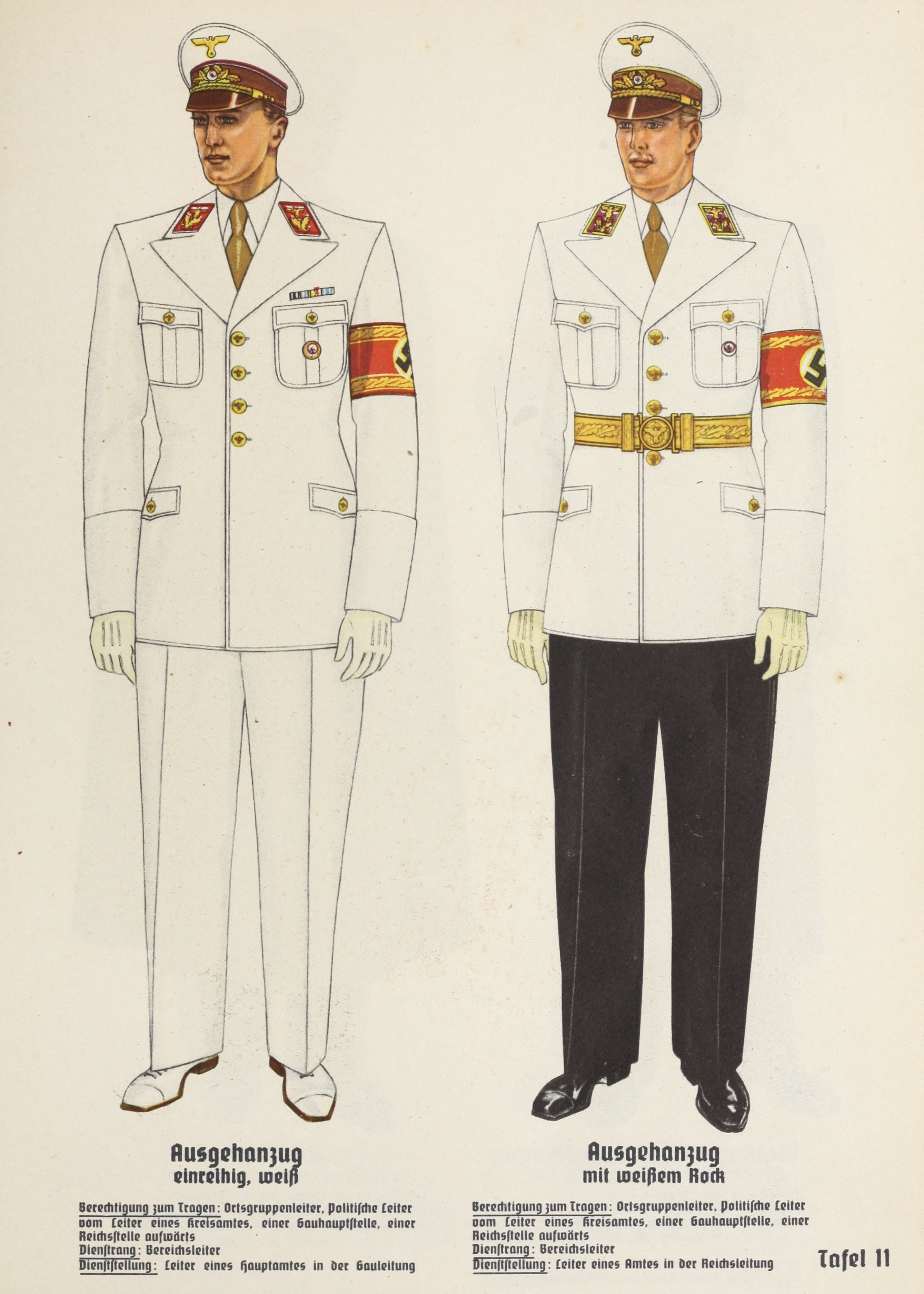
夏期用勤務服
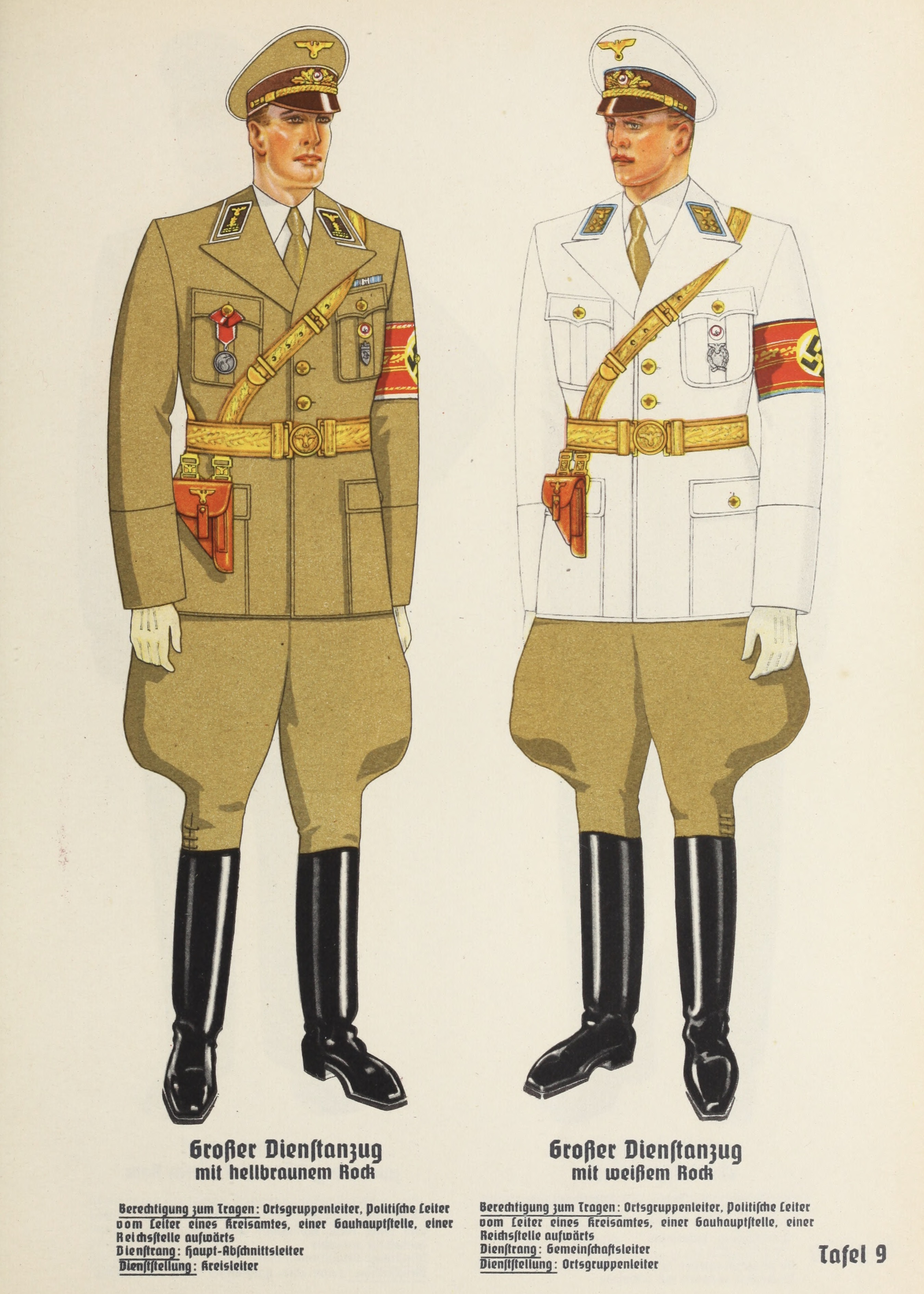
礼服型の勤務服
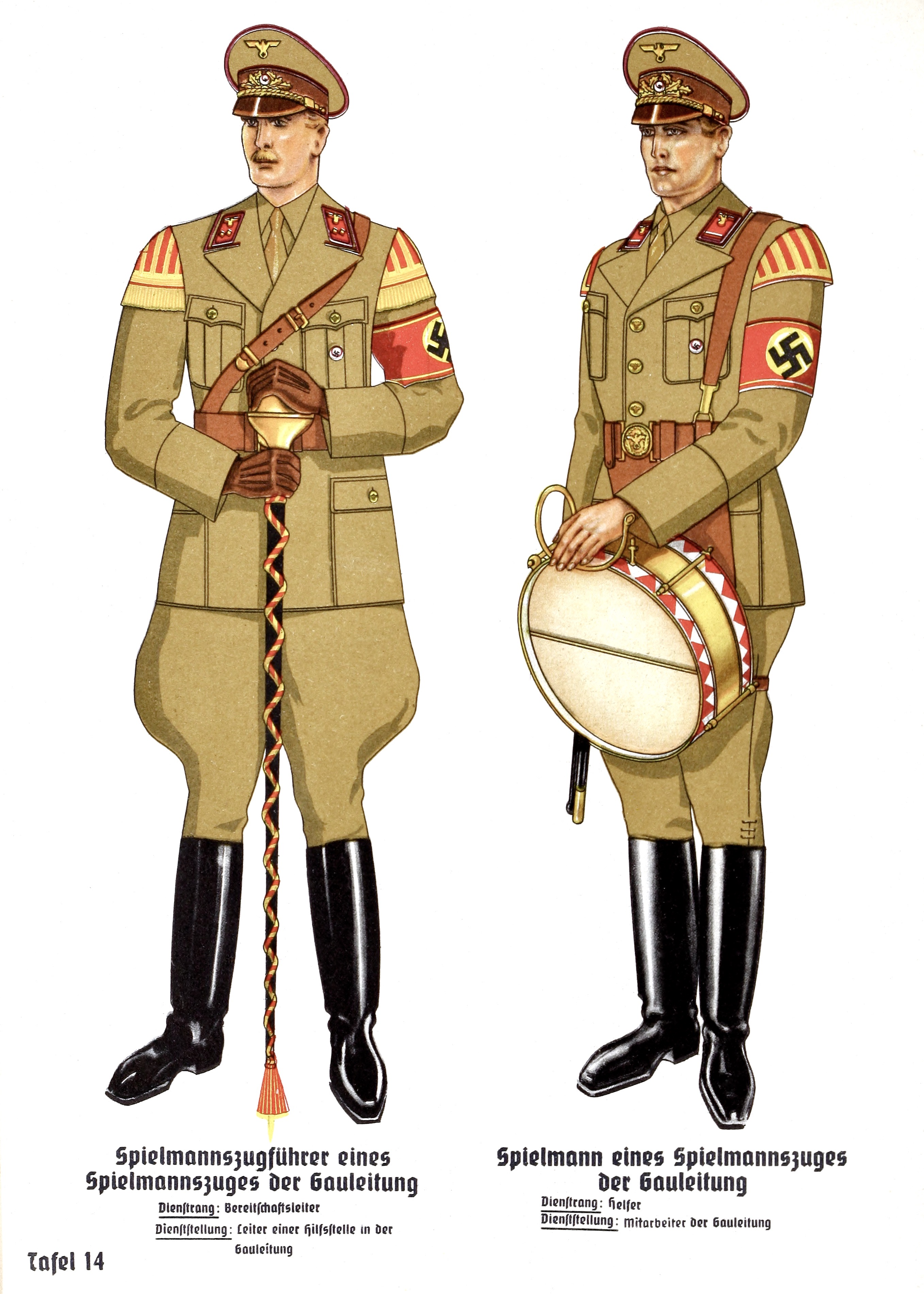
党楽隊
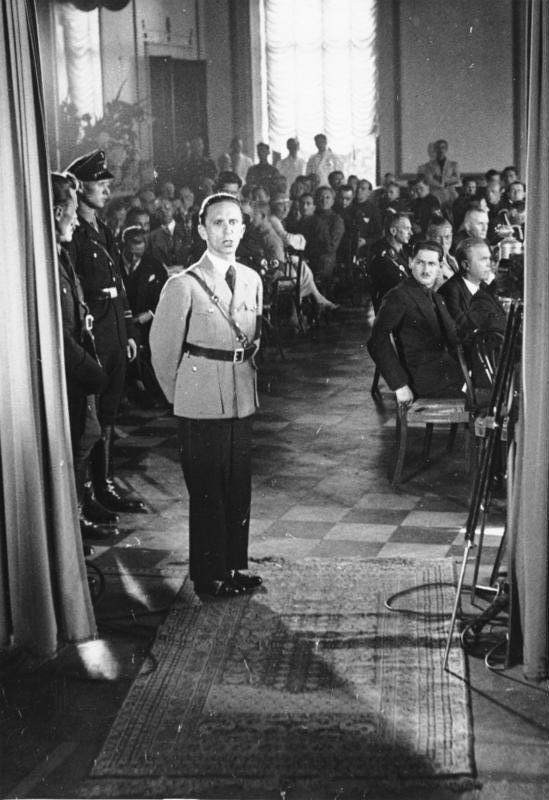
1933年の勤務服導入間もない頃に見られた、変則型である一般勤務服に外出用ストレートズボン姿のヨーゼフ・ゲッベルス
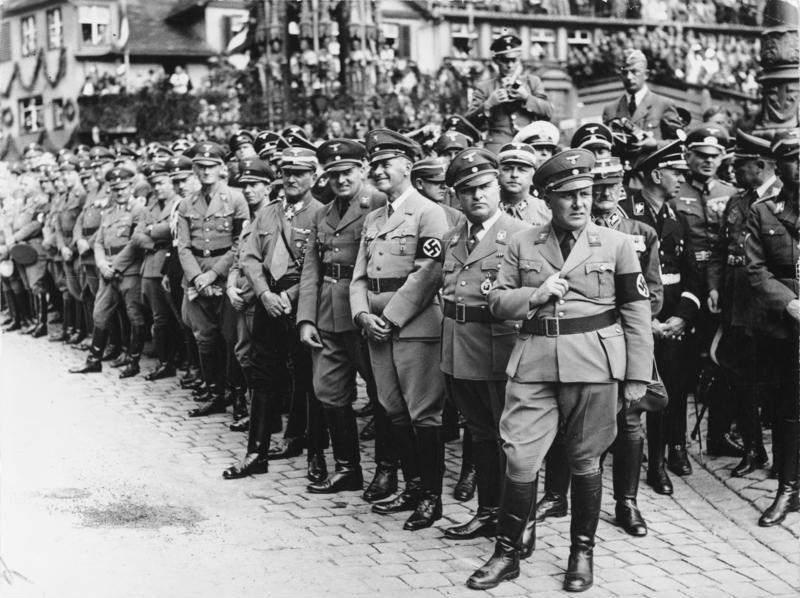
1938年の党大会におけるナチ党高官
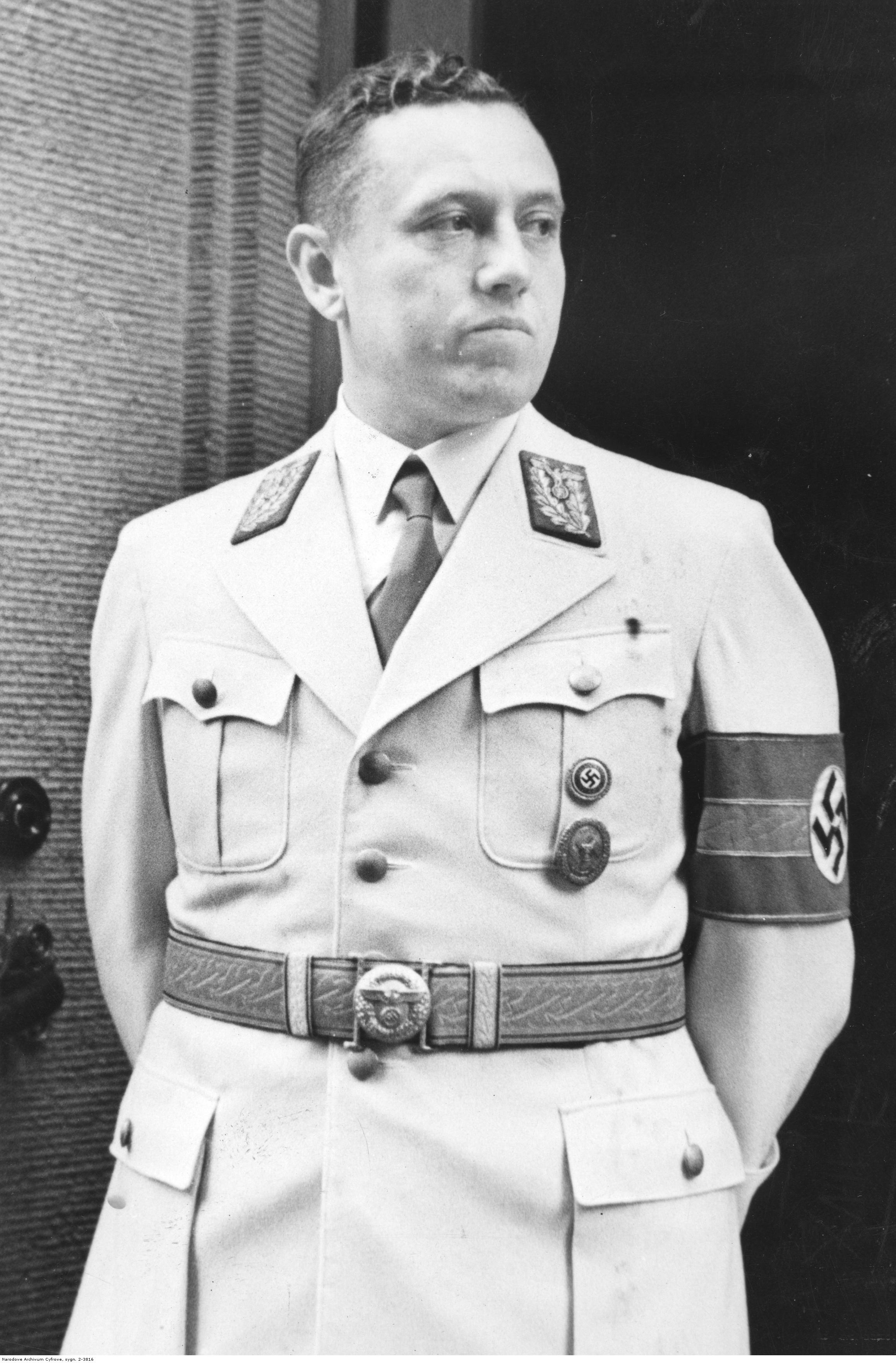
夏季用勤務服姿のアルベルト・フォルスター
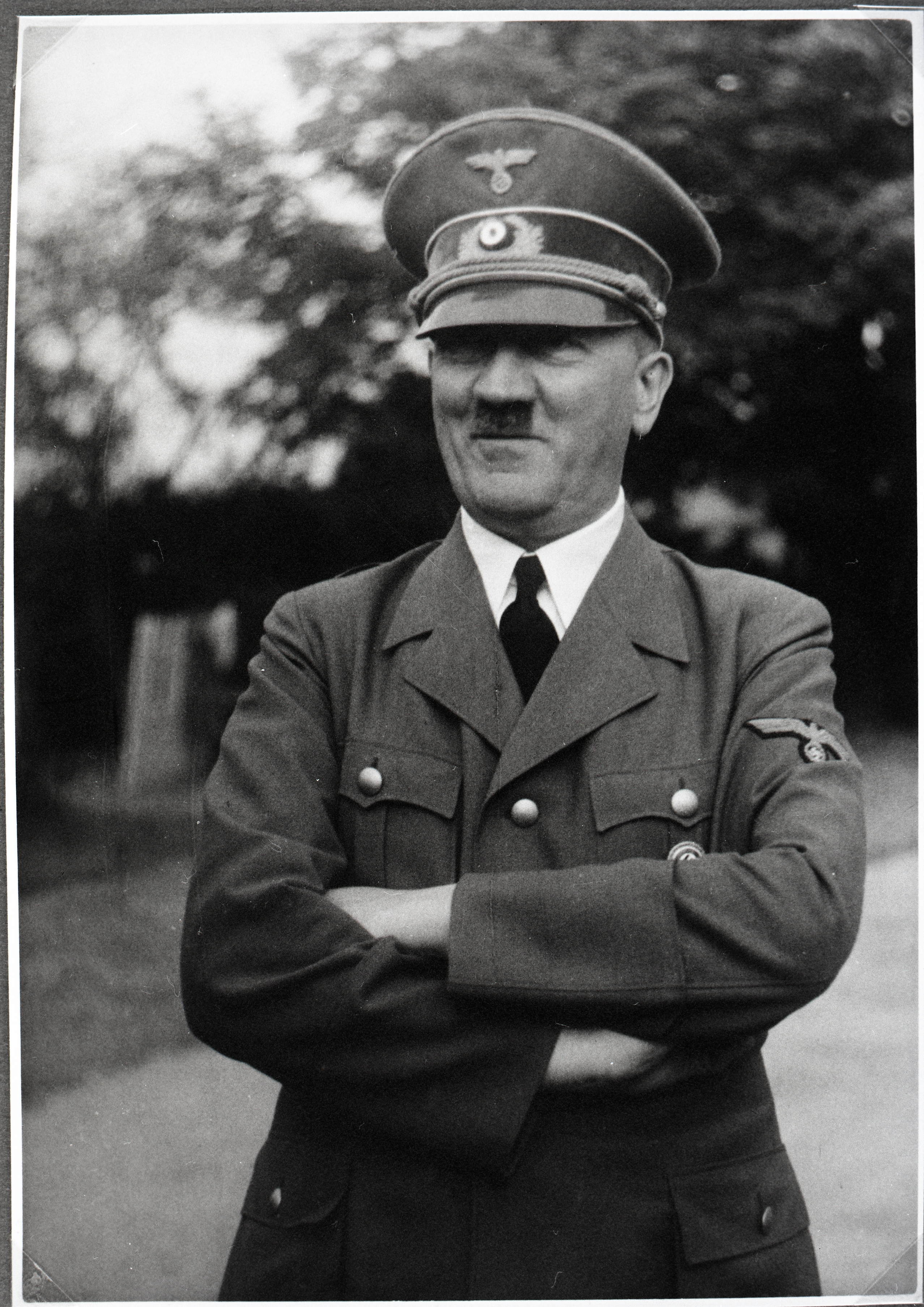
1939年以降のフィールドグレー型の勤務服姿のヒトラー。ハーケンクロイツの腕章から金色の国家鷲章をあしらった袖章に変更された。

### ダブルブレスト型制服
一部の高級党員は開襟型の制服の他にダブルブレスト型の制服を用いていた。
一般的な裁断は前ボタンが左右4つづつの計8つであったが、前ボタンが6つの裁断のタイプもあった。後者は袖の部分がダブルカフスであり、襟部分の形状もそれぞれ異なっていた。
なお、ヒトラーの勤務服及びダブルブレスト型制服は第二次世界大戦の開戦が近づいた頃からは、戦意高揚のため褐色から国防軍の軍服を意識したフィールドグレー色になり腕章はハーケンクロイツの腕章から鷲章の刺繍に変更された。

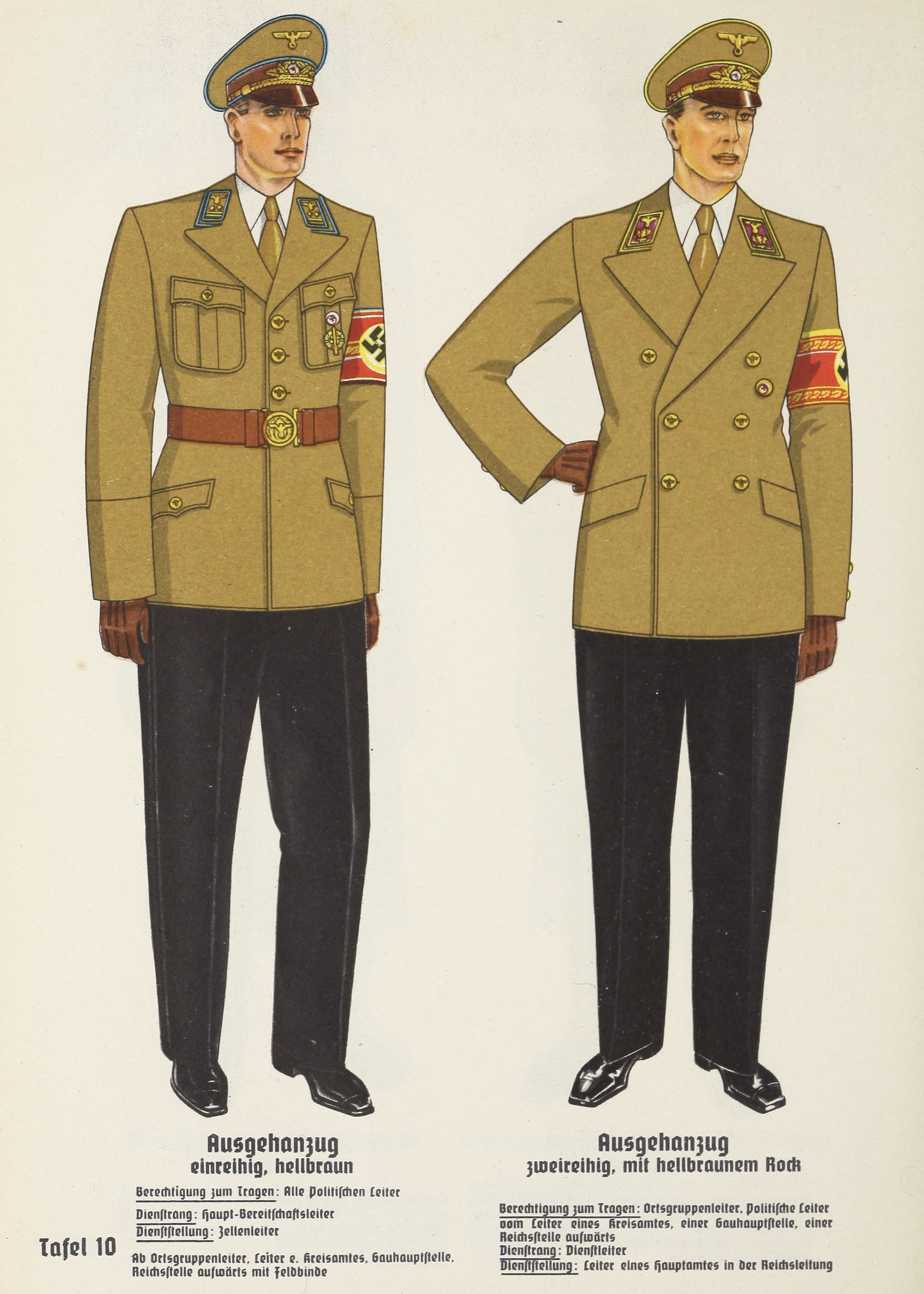
ダブルブレスト型制服(右挿絵)
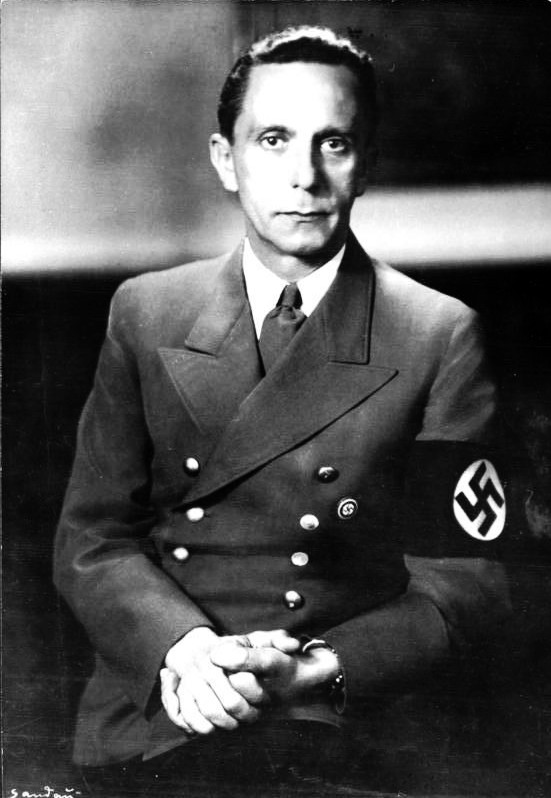
褐色のダブルブレスト型制服を着用したヨーゼフ・ゲッベルス
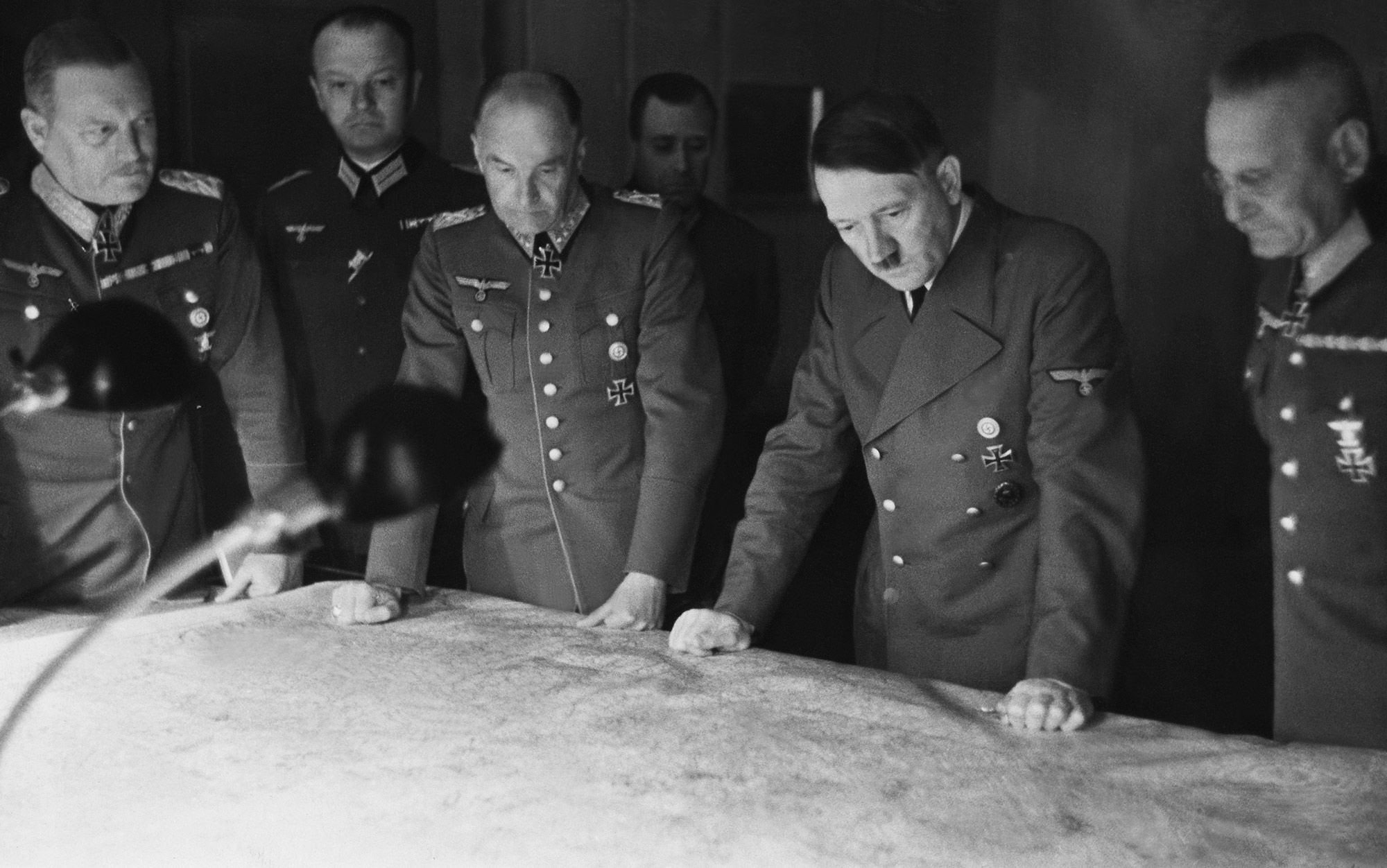
グレーのダブルブレスト型制服を着用したヒトラー
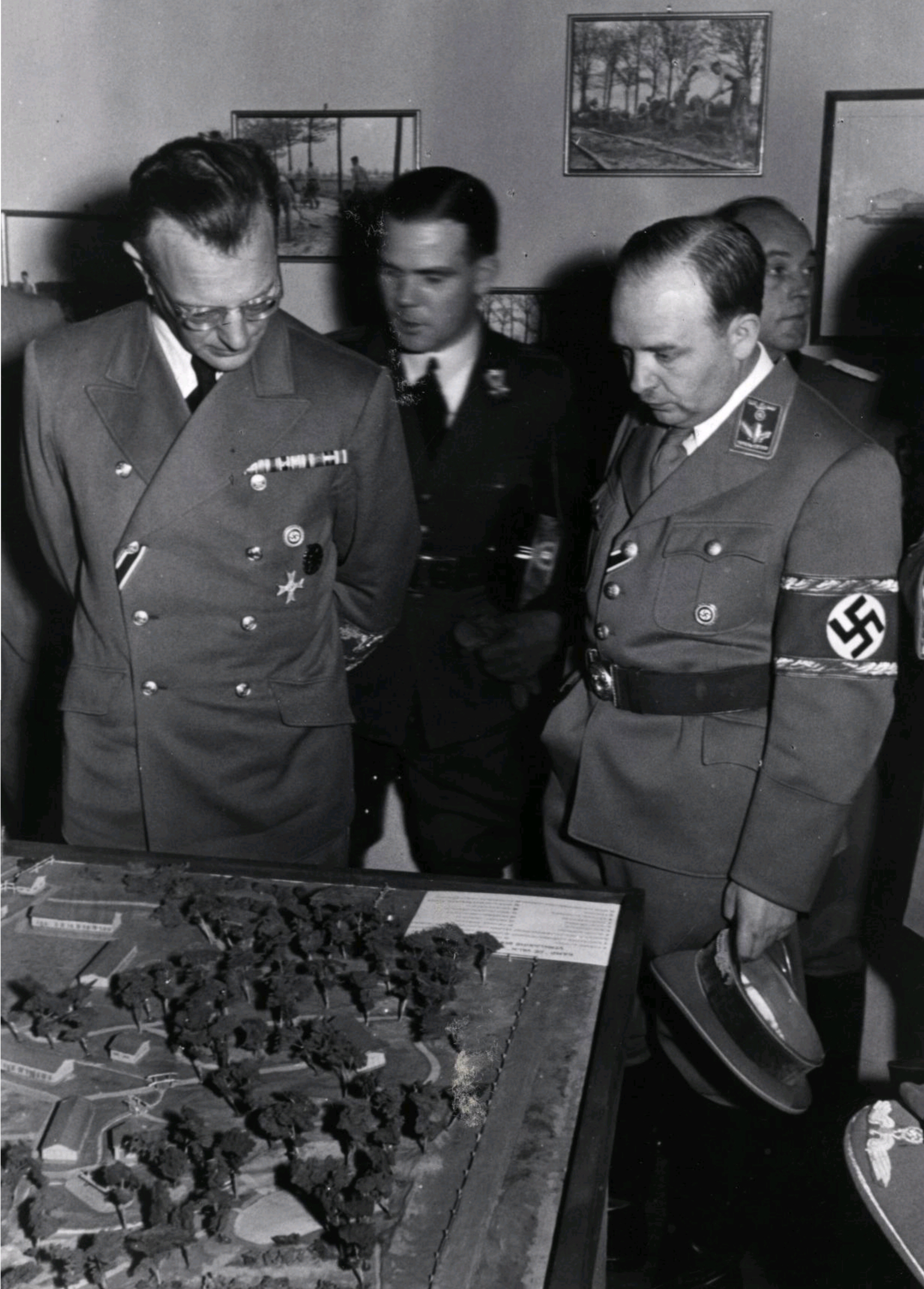
ダブルブレスト型の制服を着用したオランダの国家弁務官アルトゥル・ザイス＝インクヴァルト(左)と外出着型の勤務服を着用したフリッツ・シュミット（ドイツ語版）政治・宣伝問題担当弁務官(右)
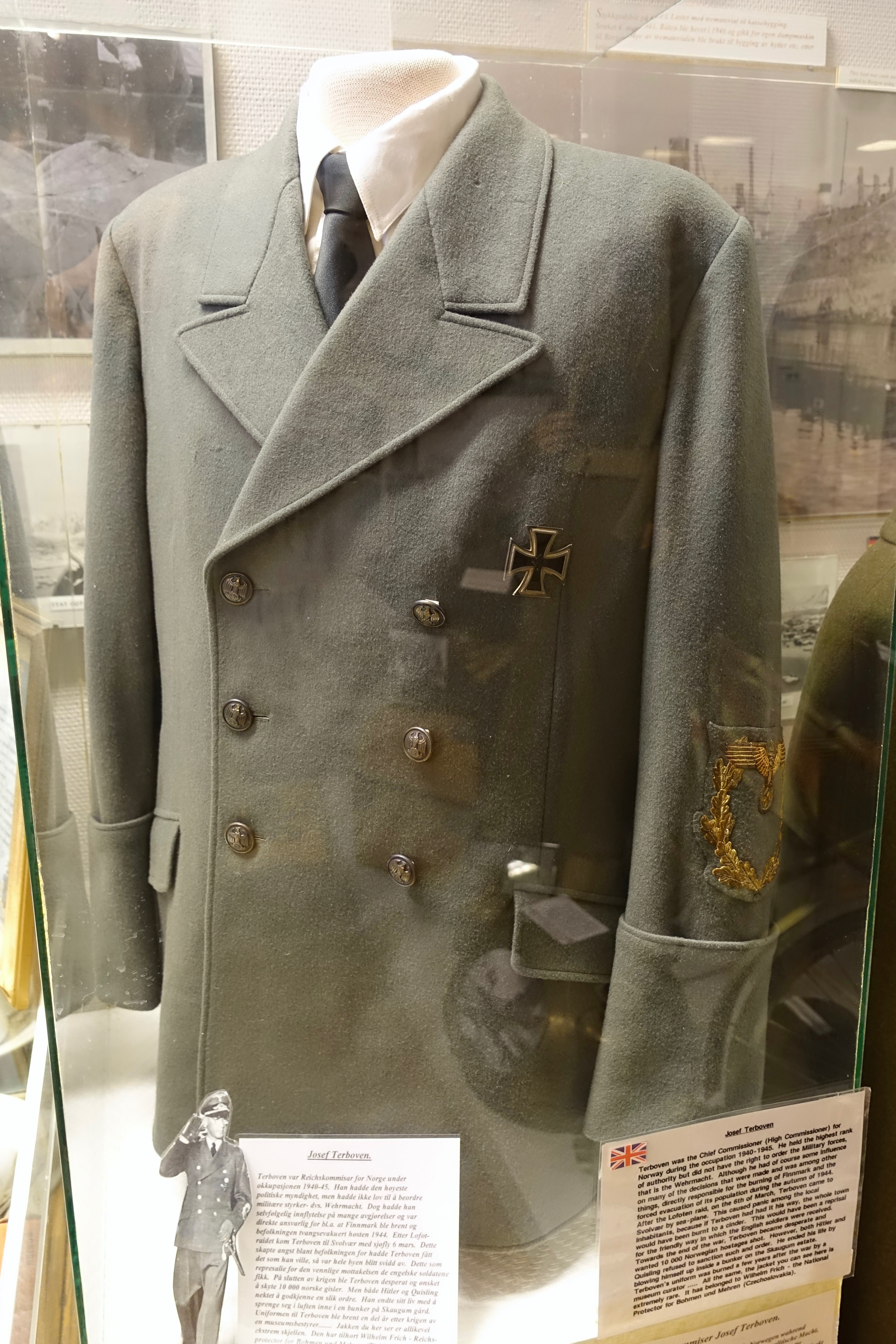
ノルウェー国家弁務官ヨーゼフ・テアボーフェンのブレスト型制服。文官用のボタンと袖章が装飾されている。

### スポーツ着
党員用のスポーツ着は屋外、屋内用が存在していた。

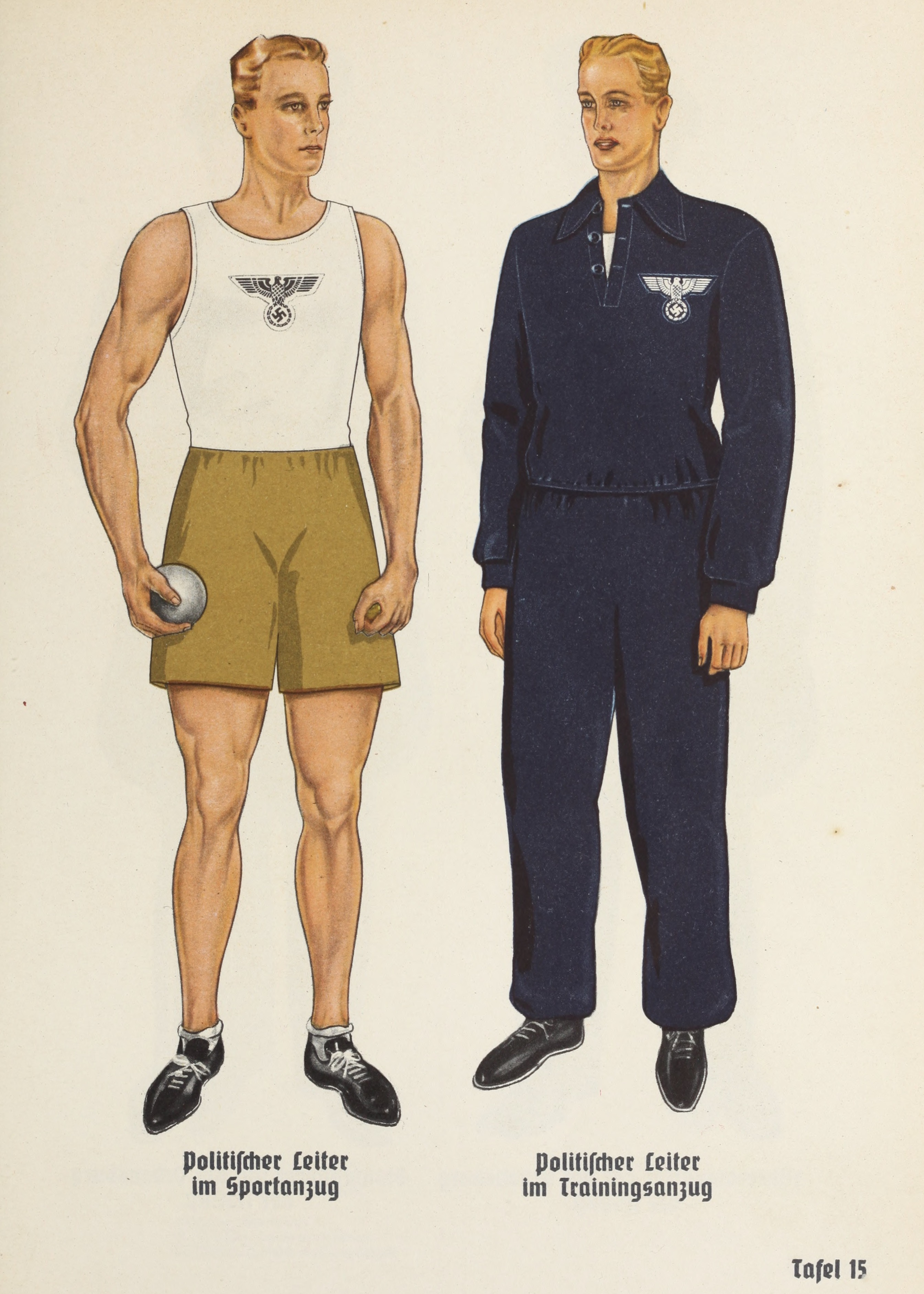
屋外用のスポーツ着（左）と屋内用スポーツ着（右）

## 外套
初期のナチ党では防寒着が使われた。陸軍のオーバーコートやヴィントヤッケの他、海軍の革製のPコートなどが存在した。
ナチ党の政権掌握後には党員用の外套が正式に導入され、外套はオーバーコートかマントに規定された。しかし、個人の嗜好によってヴィントヤッケや民生品なども用いられていた。
党員用のオーバーコートは前ボタンは一列6個のダブルとなっており、斜めの切り込みポケットが腰部分の左右に付いていた。後部はボタンで止められたハーフベルトが付いている（ナチ党型ハーフベルト）。襟周りは、国防軍の将官用オーバーコートと同様、本体との配色が分けられており、材質も襟周りのみ勤務服と同様の綿製で本体部分をウール地にするなど、個人の嗜好で仕立てられていた。襟章と腕章は取り付けるように規定されていた。

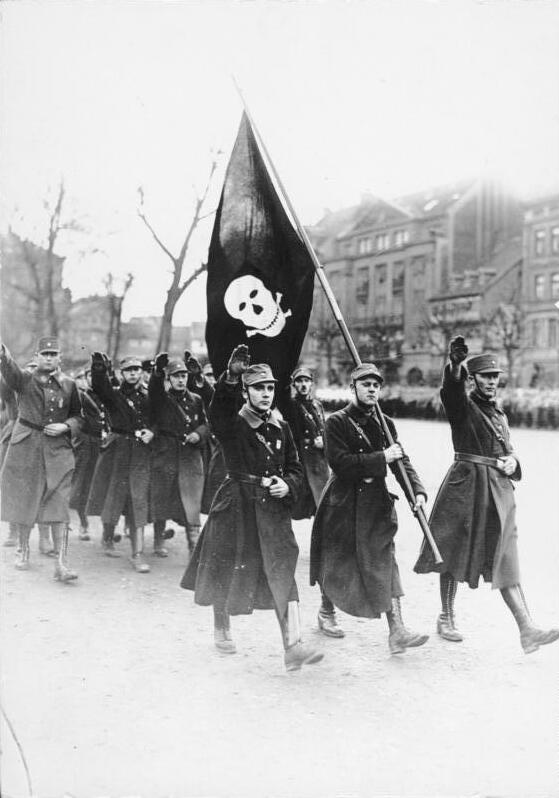
1916年型の陸軍のオーバーコートを褐色に染色して用いた初期の突撃隊｢SA髑髏旅団(Totenkopf-Brigade der SA)｣隊員(1923年)
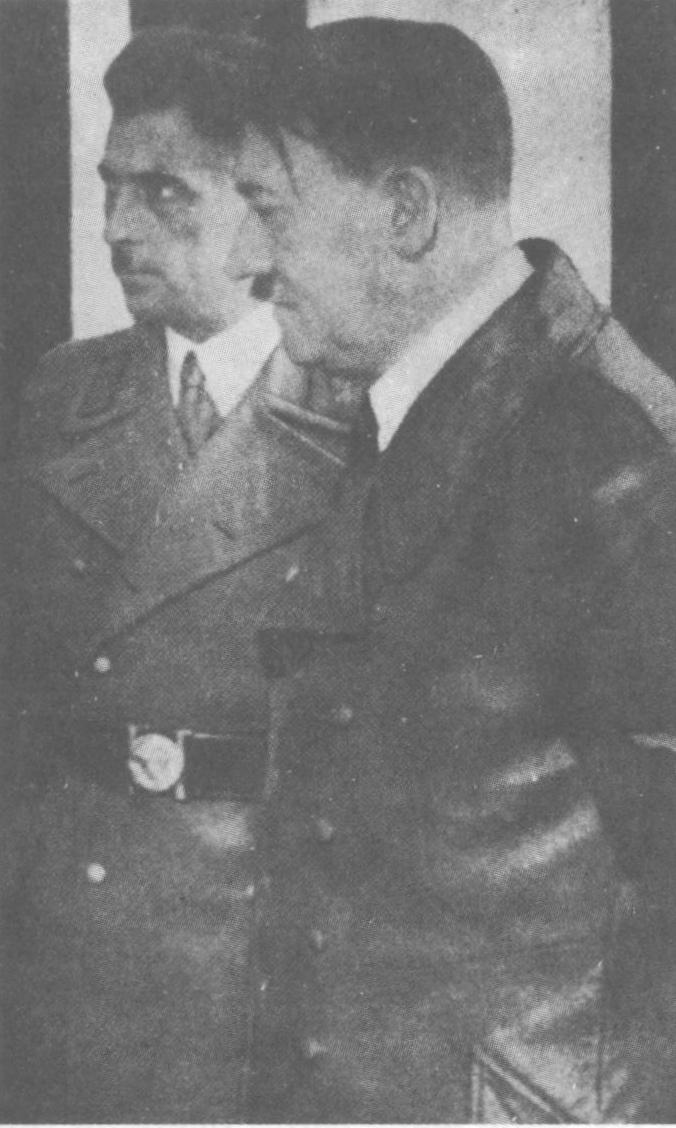
党員用オーバーコートを纏ったフランツ・クッチェラ（左）
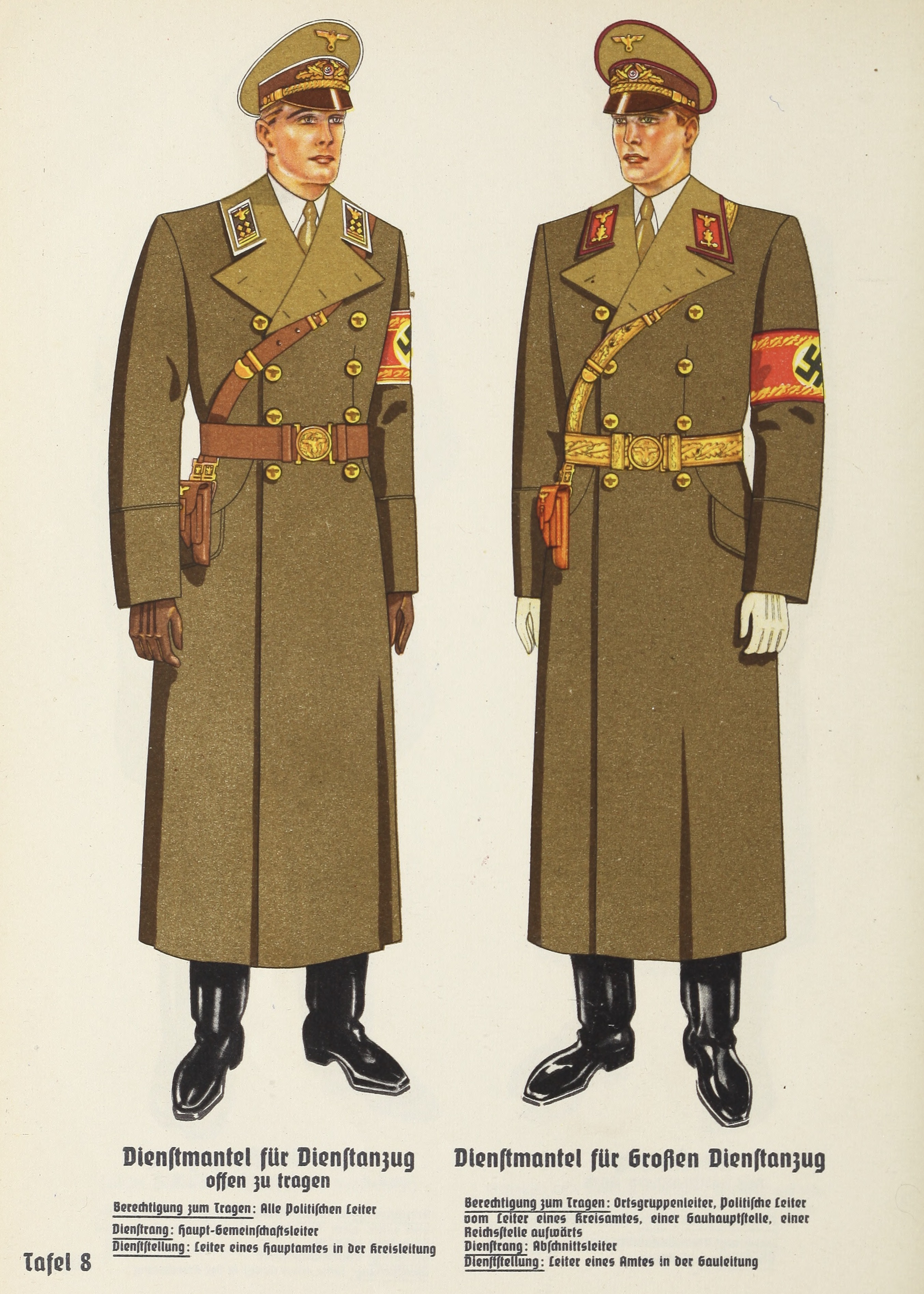
政治指導者用オーバーコート
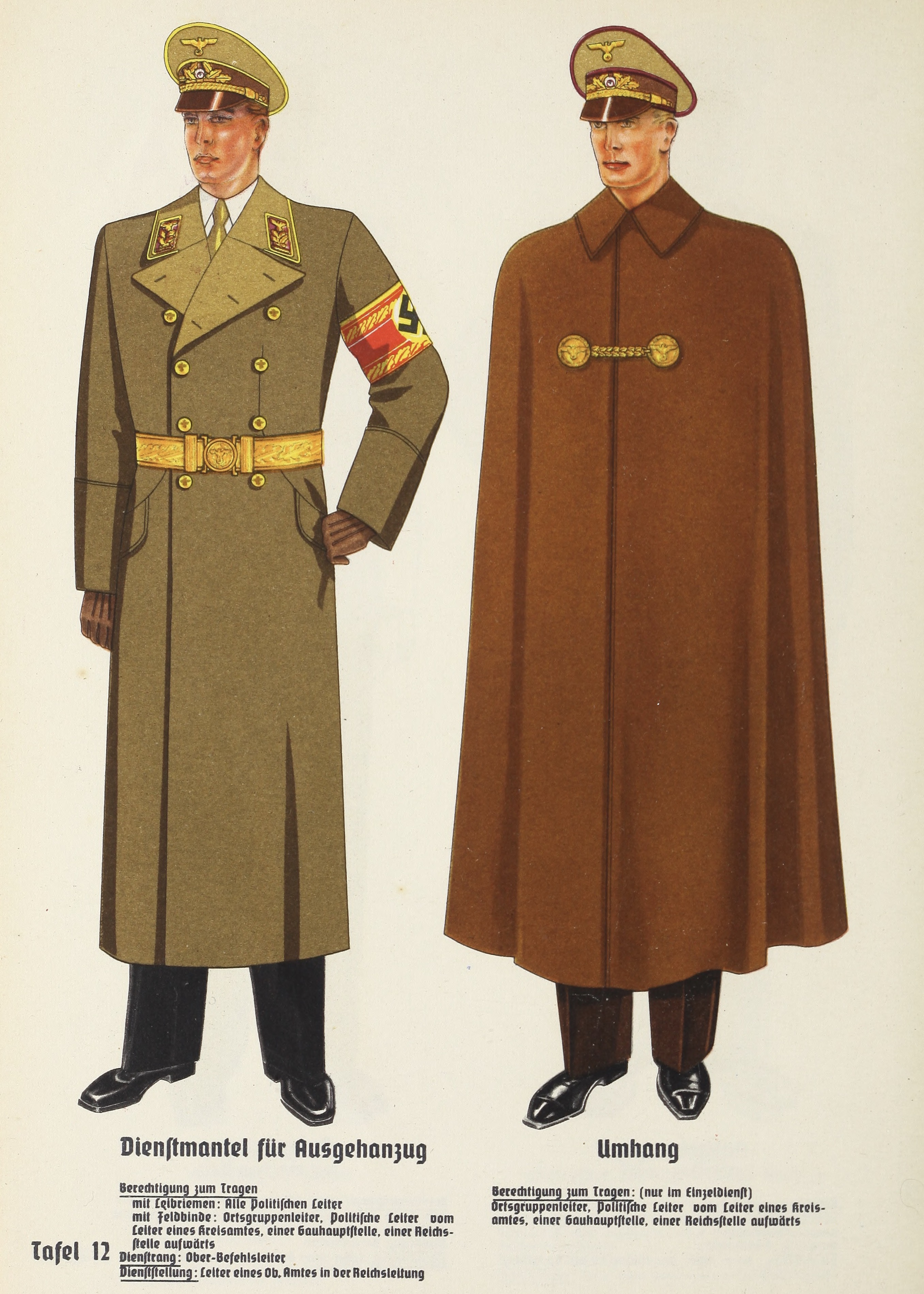
政治指導者用オーバーコート(左挿絵)と党員用マント(右挿絵)

## 制帽

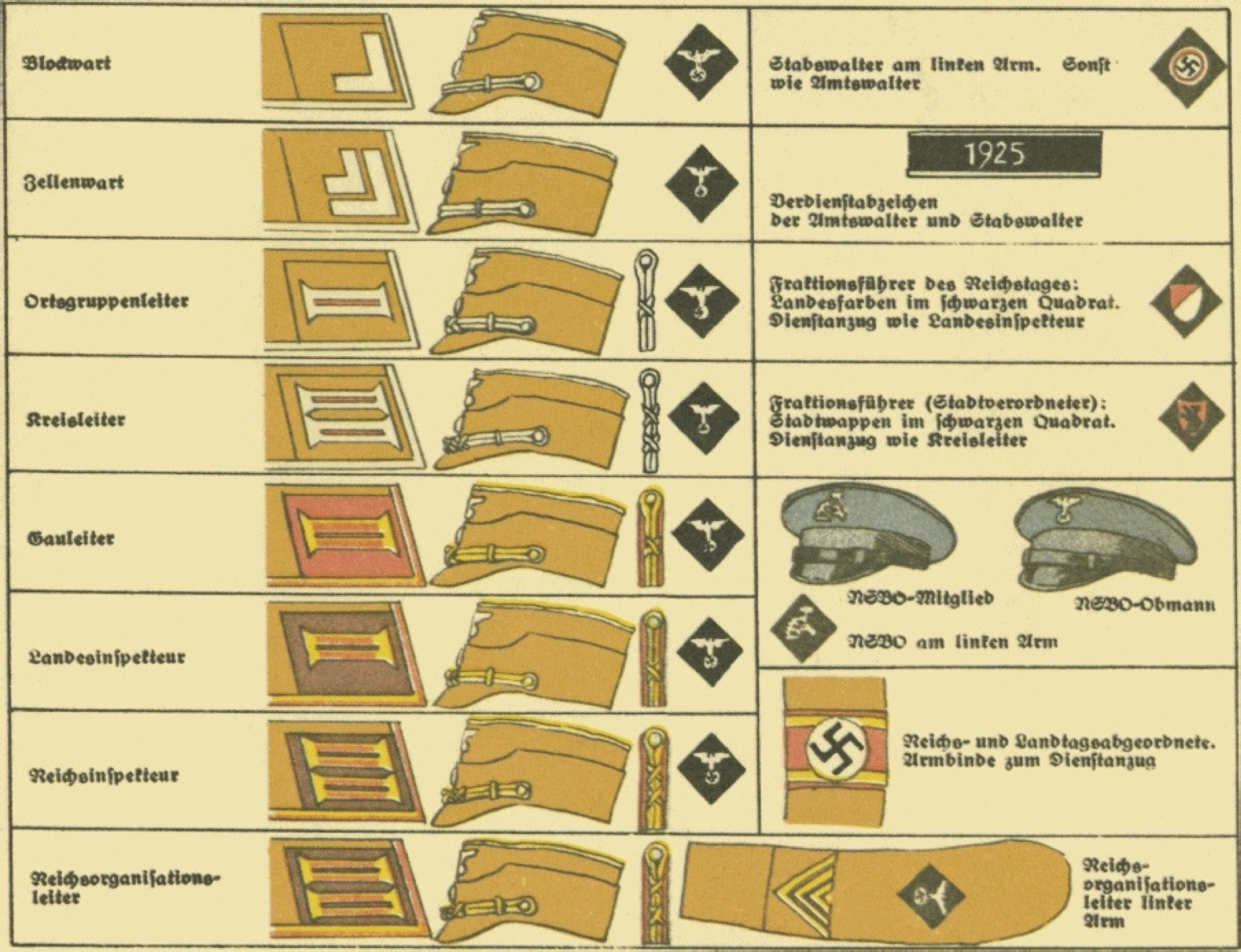
初期の政治指導者用の制帽として用いられたケピ帽

ナチ党の制帽は制服と同じく褐色の配色で構成されていた。当初は、帝政期の軍用の規格帽や民間の山岳帽などが用いられていたが、ナチ党再結党後の1925年頃からは、鷲の帽章とボタンと顎紐で構成されたケピ帽が新たに導入された。しかし、後に軍将校の制帽と同型のものが導入されるようになった。初期型の制帽は鷲の帽章と顎紐のみでコカルデが存在しない形状であったが、後にハーケンクロイツが彫られたコカルデが取り付けられるようになった。また、制帽の形状は初期型ではクラッシュタイプの型があったが、後に形状は統一されている。
政治指導者用の制帽には、帽子の上部の周りと前面の鉢巻き部に各区域識別の為のパイピングの縁取りがつき、それぞれの色が配色された。鉢巻の正面は当初、何も取り付けられていなかったが、後にハーケンクロイツの丸型のコカルデがつき、1938年以降は金色のオークリーフ(柏葉)の装飾が施された。
| 階級                                       | 訳                             | ケピ帽 |
| ------------------------------------------ | ------------------------------ | ------ |
| Reichsorganisationsleiter/Reichsinspekteur | 全国組織指導者および全国監督官 |        |
| Landesinspekteur                           | 方面監督官                     |        |
| Gauleiter                                  | 大管区指導者                   |        |
| Kreisleiter                                | 管区指導者                     |        |
| Ortsgruppenleiter                          | 地区指導者                     |        |
| Zellenwart                                 | 細胞監査官                     |        |
| Blockwart                                  | 街区監査官                     |        |

| 指導部       | 階級           | 顎紐 鷲帽章 | 鉢巻           | 縁取             |
| ------------ | -------------- | ----------- | -------------- | ---------------- |
| 全国指導部   | 全国指導者     | 金          | ダークブラウン | オレンジイエロー |
| 全国指導部   | 幹事長         | 金          | ダークブラウン | オレンジイエロー |
| 全国指導部   | 総本局長       | 金          | ダークブラウン | オレンジイエロー |
| 全国指導部   | 局長           | 金          | ダークブラウン | オレンジイエロー |
| 全国指導部   | 統括官         | 銀          | ダークブラウン | オレンジイエロー |
| 全国指導部   | 参事官         | 銀          | ダークブラウン | オレンジイエロー |
| 全国指導部   | 副参事官       | 銀          | ダークブラウン | オレンジイエロー |
| 全国指導部   | 事務官         | 銀          | ダークブラウン | オレンジイエロー |
| 大管区指導部 | 大管区指導者   | 金          | ダークブラウン | ライトレッド     |
| 大管区指導部 | 副大管区指導者 | 金          | ダークブラウン | ライトレッド     |
| 大管区指導部 | 本局長         | 銀          | ダークブラウン | ライトレッド     |
| 大管区指導部 | 局長           | 銀          | ダークブラウン | ライトレッド     |
| 大管区指導部 | 総務部長       | 銀          | ダークブラウン | ライトレッド     |
| 大管区指導部 | 事務部長       | 銀          | ダークブラウン | ライトレッド     |
| 大管区指導部 | 事務員         | 銀          | ダークブラウン | ライトレッド     |
| 管区指導部   | 管区指導者     | 金          | ダークブラウン | 黒               |
| 管区指導部   | 本局長         | 銀          | ダークブラウン | 黒               |
| 管区指導部   | 局長           | 銀          | ダークブラウン | 黒               |
| 管区指導部   | 総務部長       | 銀          | ダークブラウン | 黒               |
| 管区指導部   | 事務部長       | 銀          | ダークブラウン | 黒               |
| 管区指導部   | 事務員         | 銀          | ダークブラウン | 黒               |
| 地区指導部   | 地区指導者     | 金          | ライトブラウン | ライトブルー     |
| 地区指導部   | 拠点分区指導者 | 金          | ライトブラウン | ライトブルー     |
| 地区指導部   | 室長           | 銀          | ライトブラウン | ライトブルー     |
| 地区指導部   | 細胞指導者     | 金          | ライトブラウン | ライトブルー     |
| 地区指導部   | 街区指導者     | 金          | ライトブラウン | ライトブルー     |
| 地区指導部   | 事務総長       | 銀          | ライトブラウン | ライトブルー     |
| 地区指導部   | 事務長         | 銀          | ライトブラウン | ライトブルー     |
| 地区指導部   | 作業員/事務員  | 銀          | ライトブラウン | ライトブルー     |

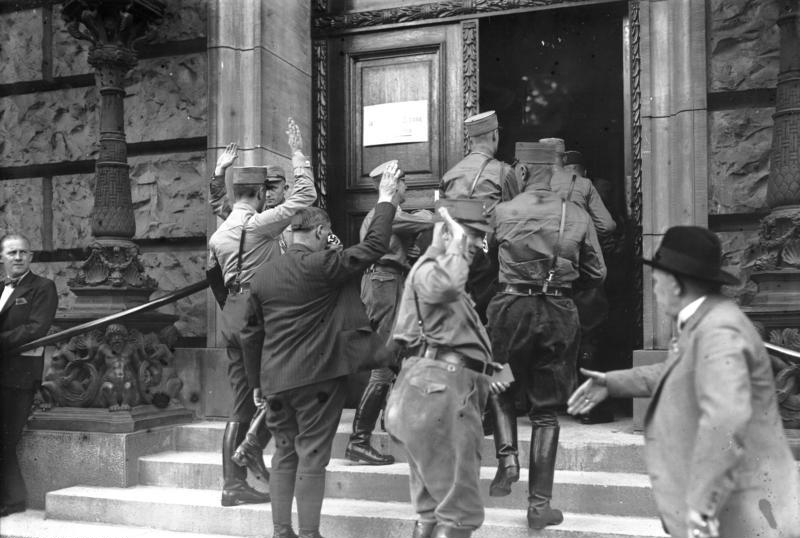
制帽にケピ帽を用いるナチ党の国会議員団 (1932年)
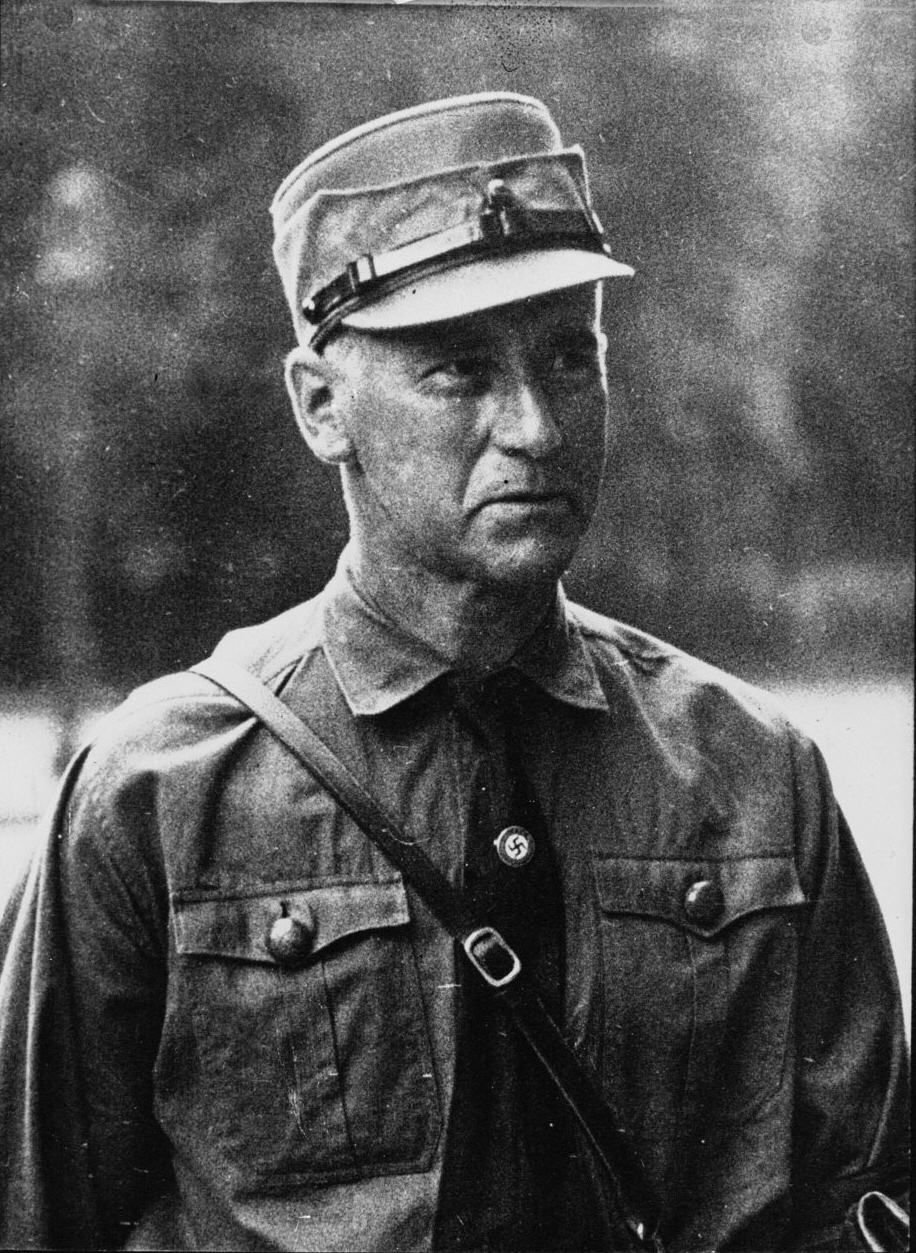
ケピ帽を用いる党国会議員団長ヴィルヘルム・フリック
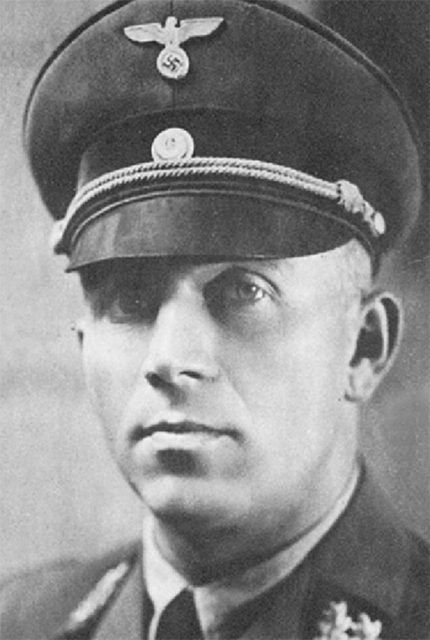
帽子の鉢巻部がコカルデのみの初期型制帽(モーゼルラント大管区指導者グスタフ・ジーモン)
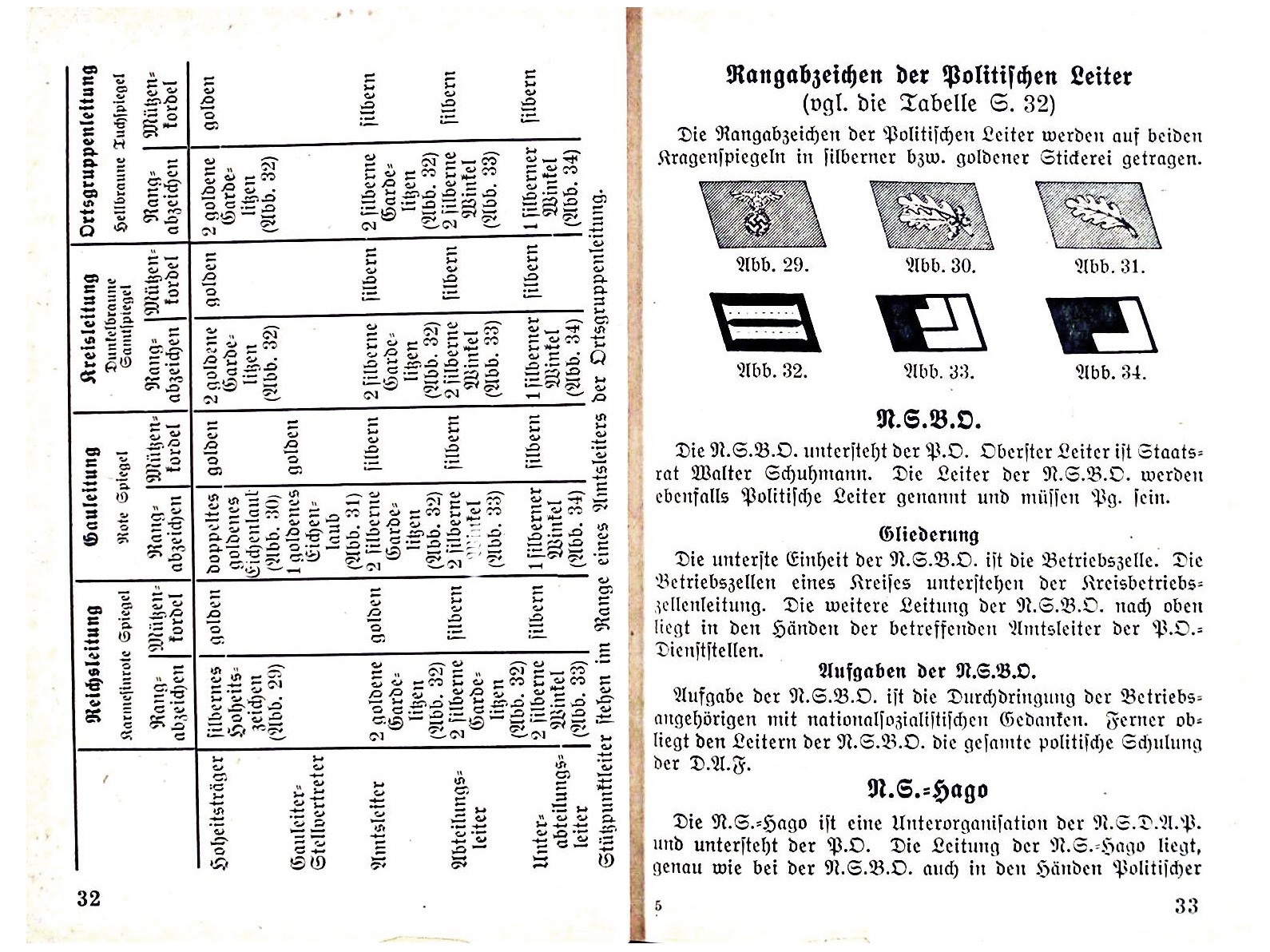
1934年の制帽用ボタンと顎紐の配色概覧表（左）
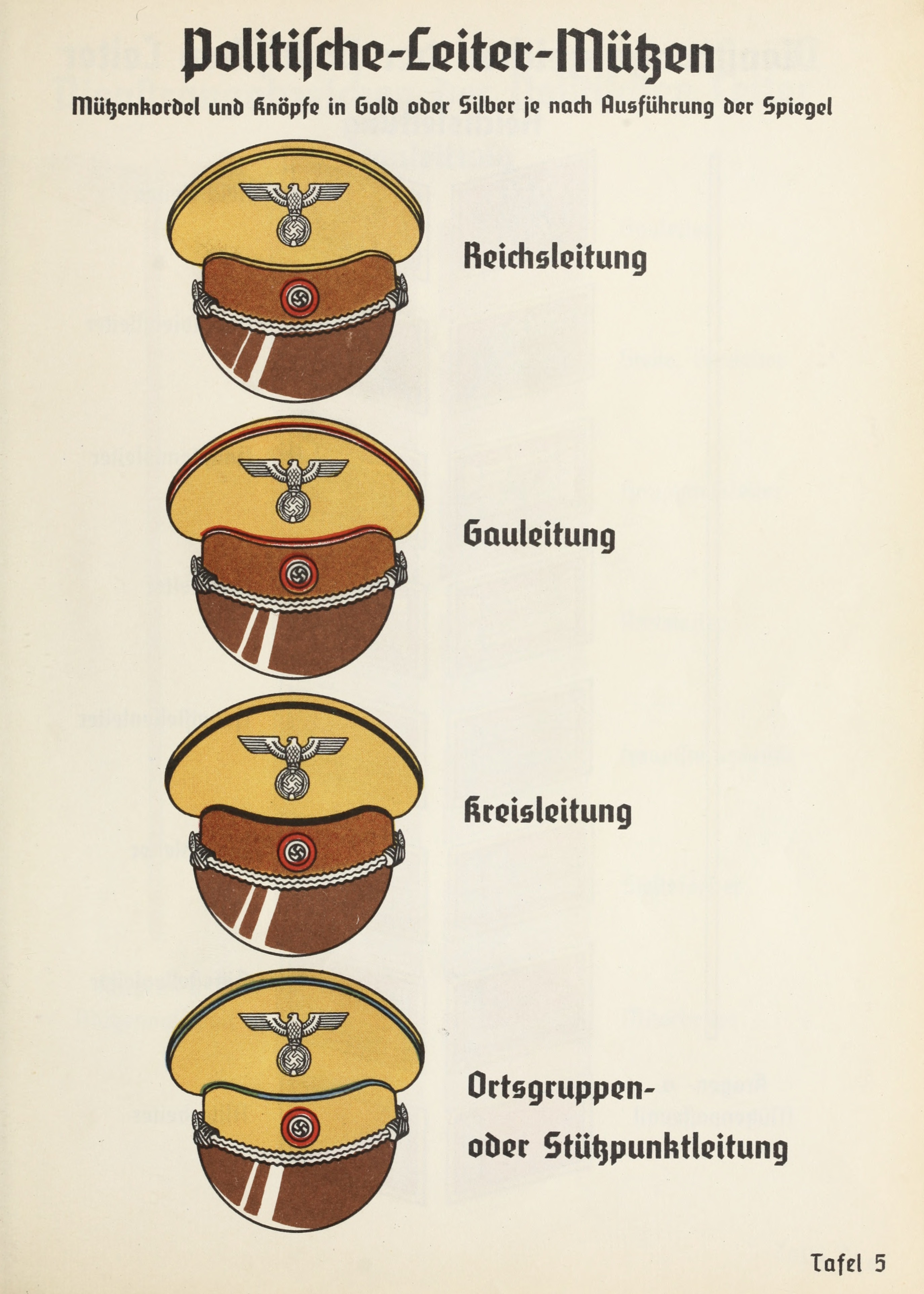
1936年の政治指導者の制帽
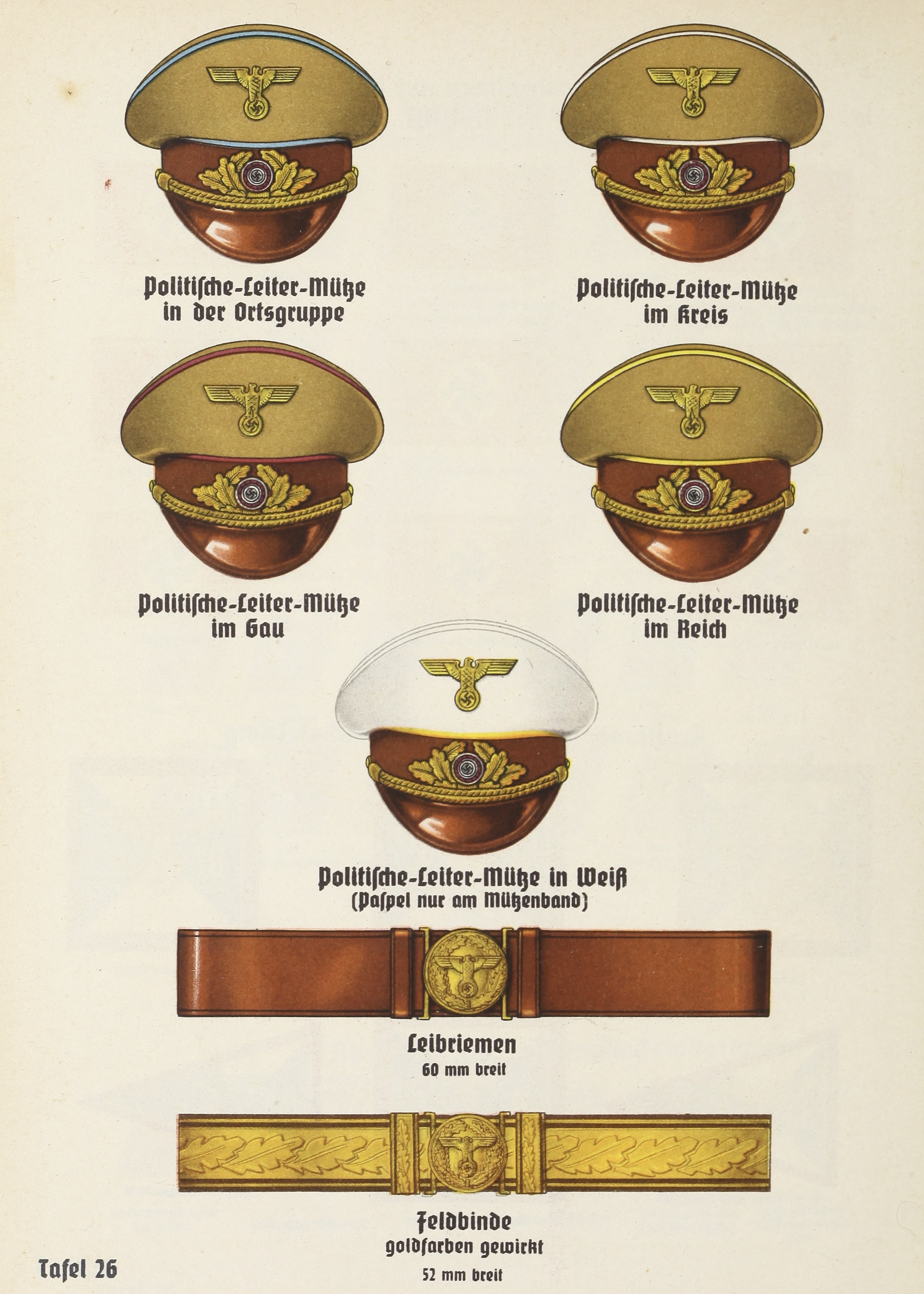
装飾が追加された1938年以降の政治指導者の制帽

### 略帽
第二次世界大戦中には、制帽の他に軍の山岳帽と同型の略帽が生産された。基本的に材質はウールであったが、個人によっては制服と同型の綿製の高品質なものを仕立てる者もいた。これらは陸軍の山岳帽と同様に帽子の折り返し部分を止めるボタンが2つ前面につき、これを外すと耳あての状態になるように裁断されていた。ボタンには1つのものもあった。帽章にはBEVO織りの党鷲章がついたが、金属製の党鷲章を取り付けることもあった。

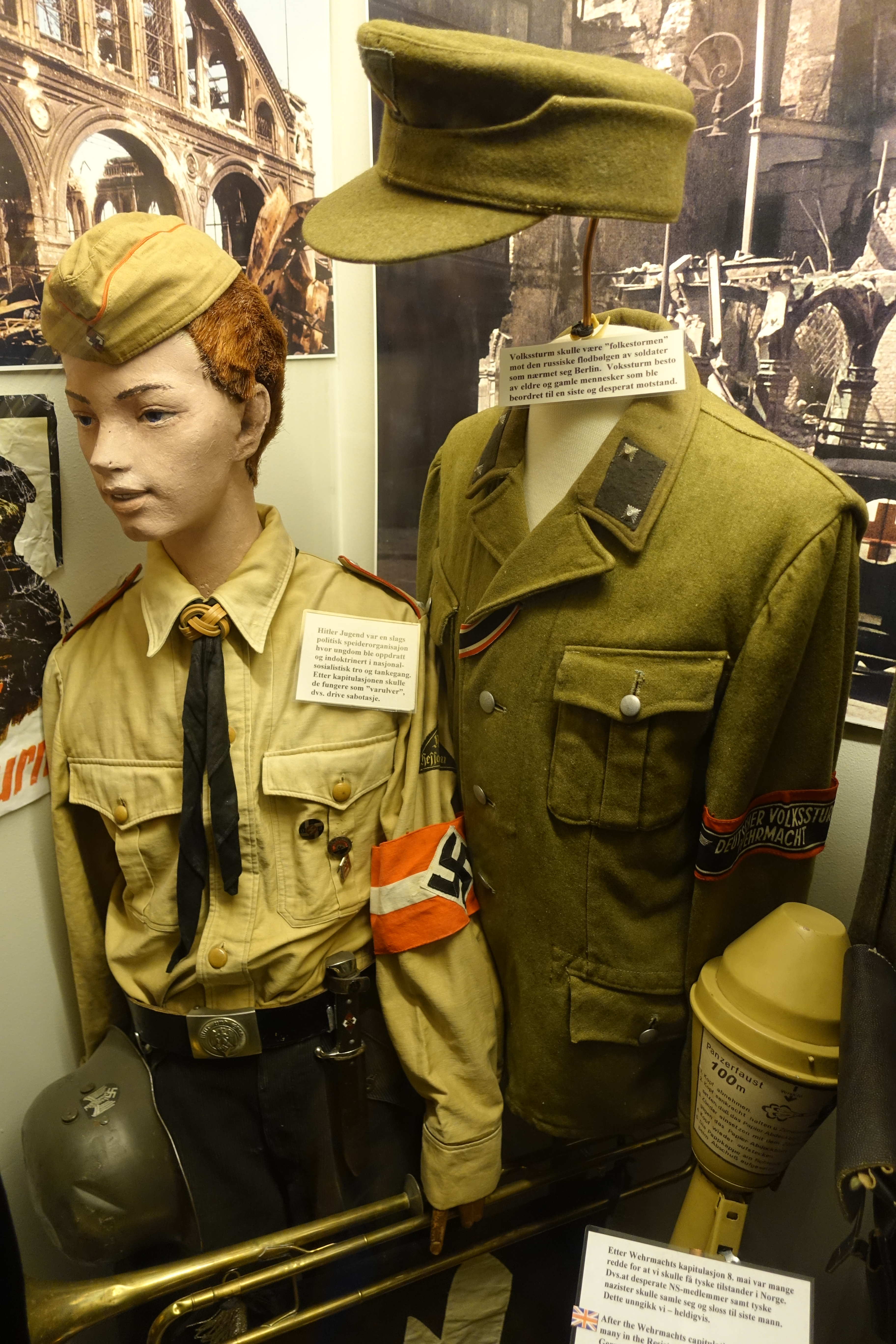
大戦中の党員用略帽 トート機関や突撃隊でも同型の略帽を用いていた。写真は国民突撃隊の制帽として用いた例。
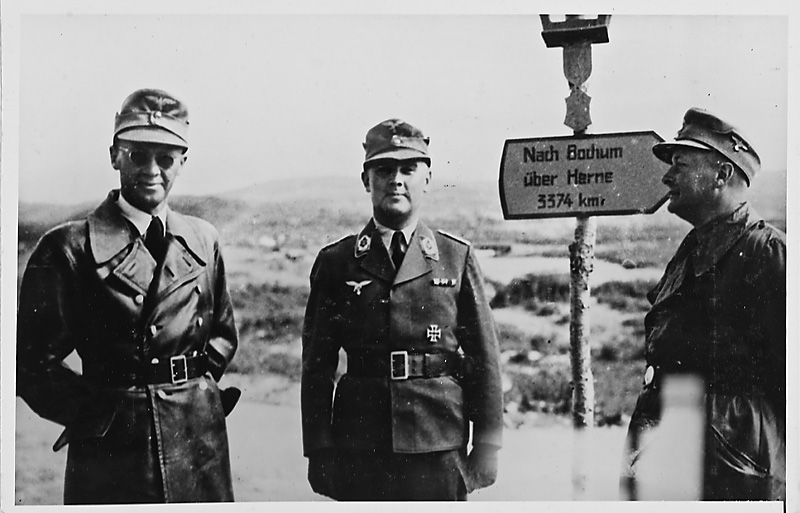
制服と同じ材質の党員用略帽を被るノルウェーの国家弁務官時代のヨーゼフ・テアボーフェン(左)

## 装身具

### 腰ベルト
シャツ型の制服および勤務服には腰ベルトが用いられた。当初、腰ベルトは陸軍士官と同型のオープン・フレーム型バックルの茶色ベルトを用いており、バックルの配色は階級によって金色と銀色に分けられていた。1938年の改訂以後、オークと党鷲章の装飾が施された金色の丸型バックルに変更された。構造は、親衛隊士官用のベルトと同型であり、また、礼装用のベルトが新たに追加された。なお、ヒトラーや一部の高官などは旧来の陸軍士官型のベルトを用い続けていた。

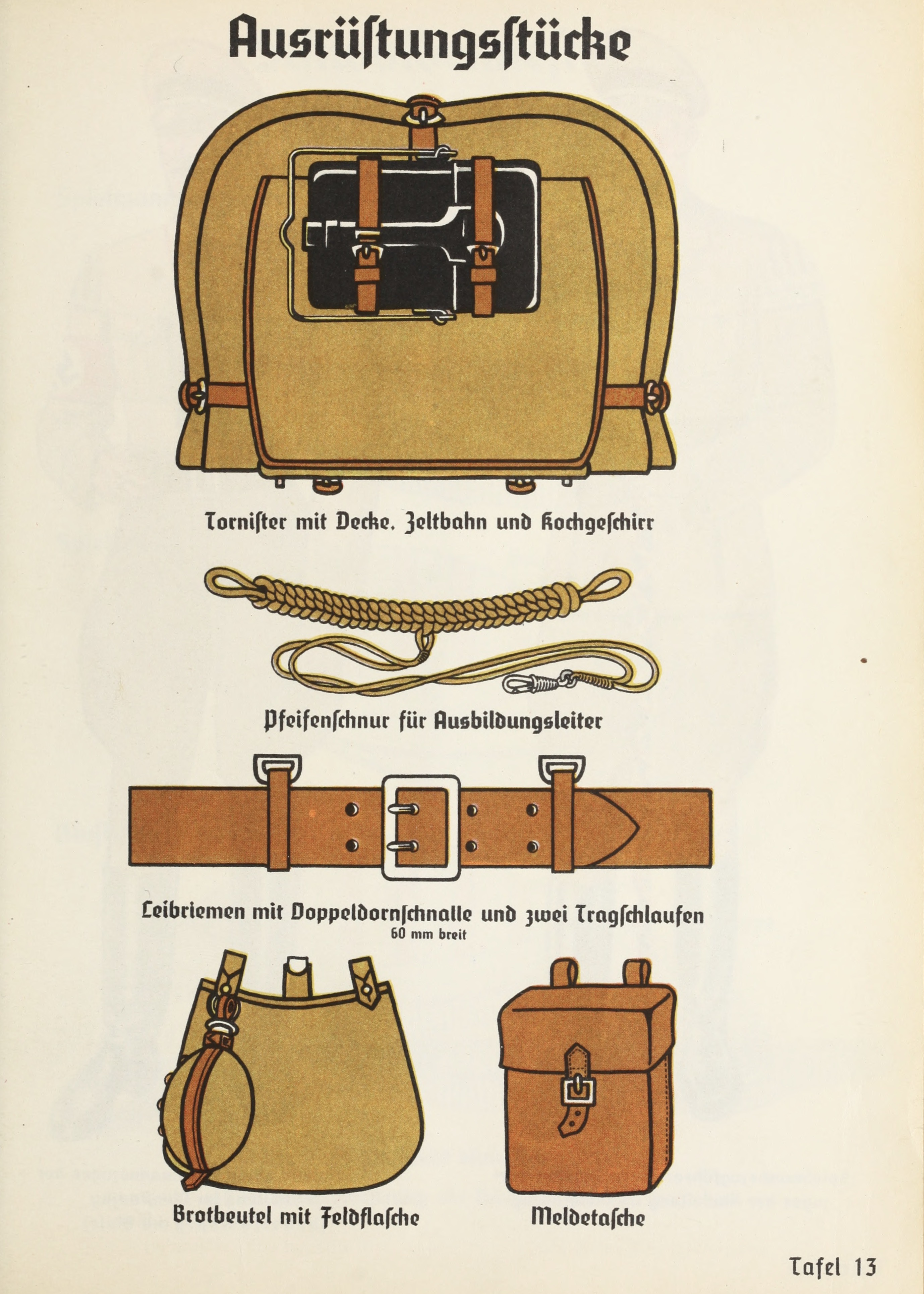
1938年以前のベルト（中央）と背嚢などの各装備
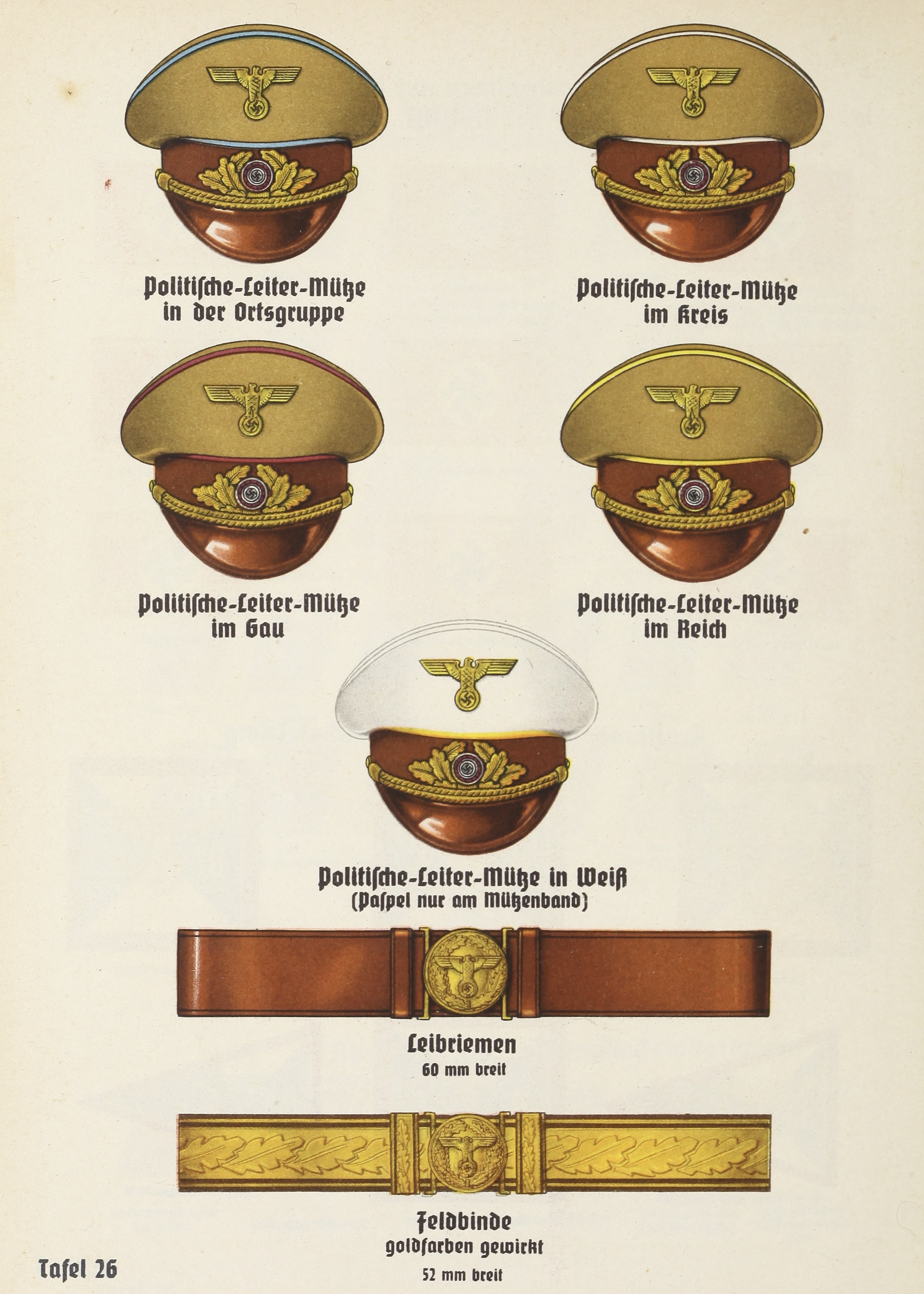
1938年以後のベルトと礼装用ベルト（下段）
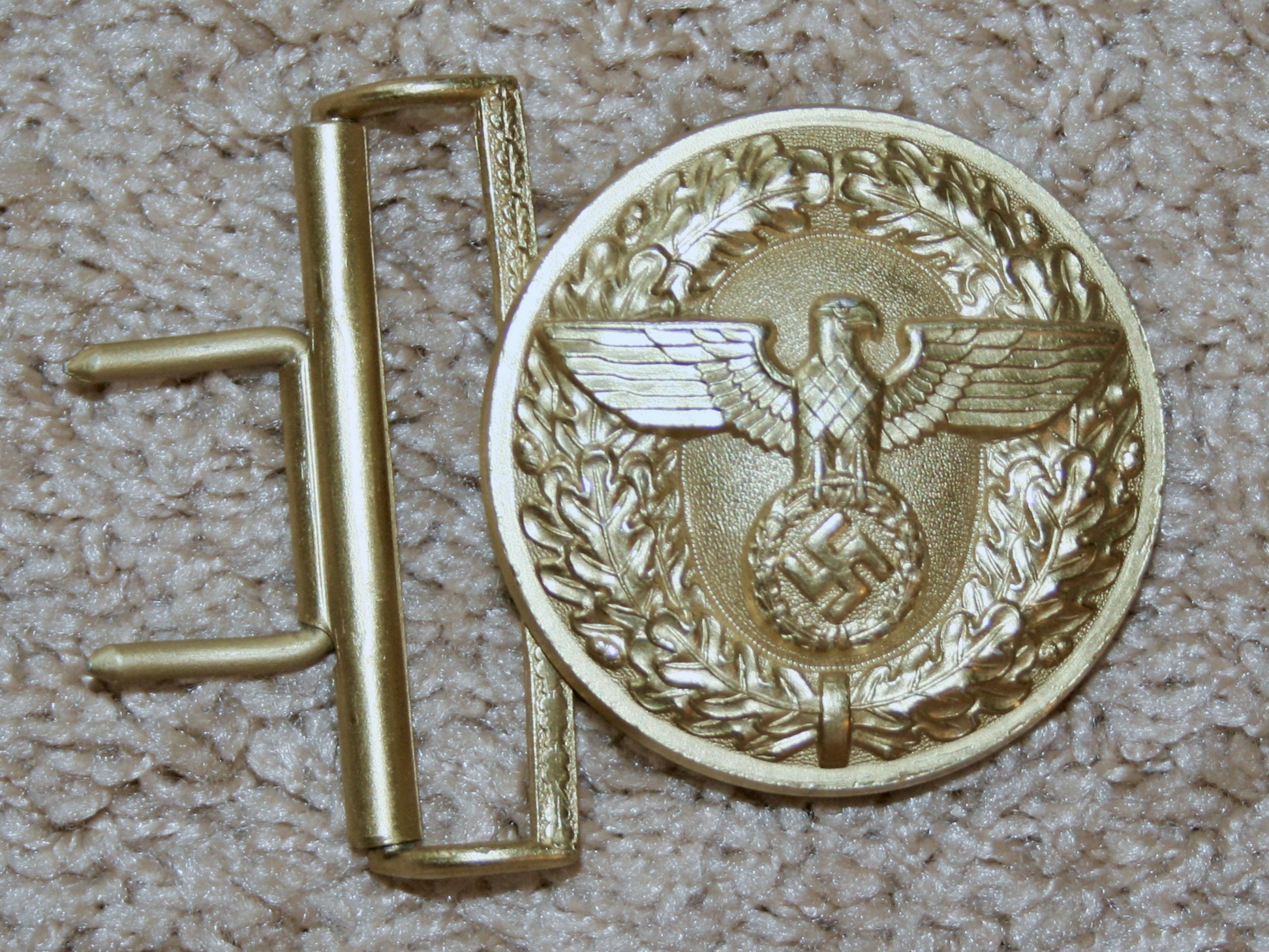
1938年以後のベルトバックル

### ボタン
制服のボタンは当初、陸軍士官用のボタンと同型の形状をしており、階級ごとに金色、銀色に分けられていたが、後に党鷲章の刻印された金色のボタンに統一された。これも同様、ヒトラーや一部の党高官などは陸軍士官型のボタンを用い続けていた。

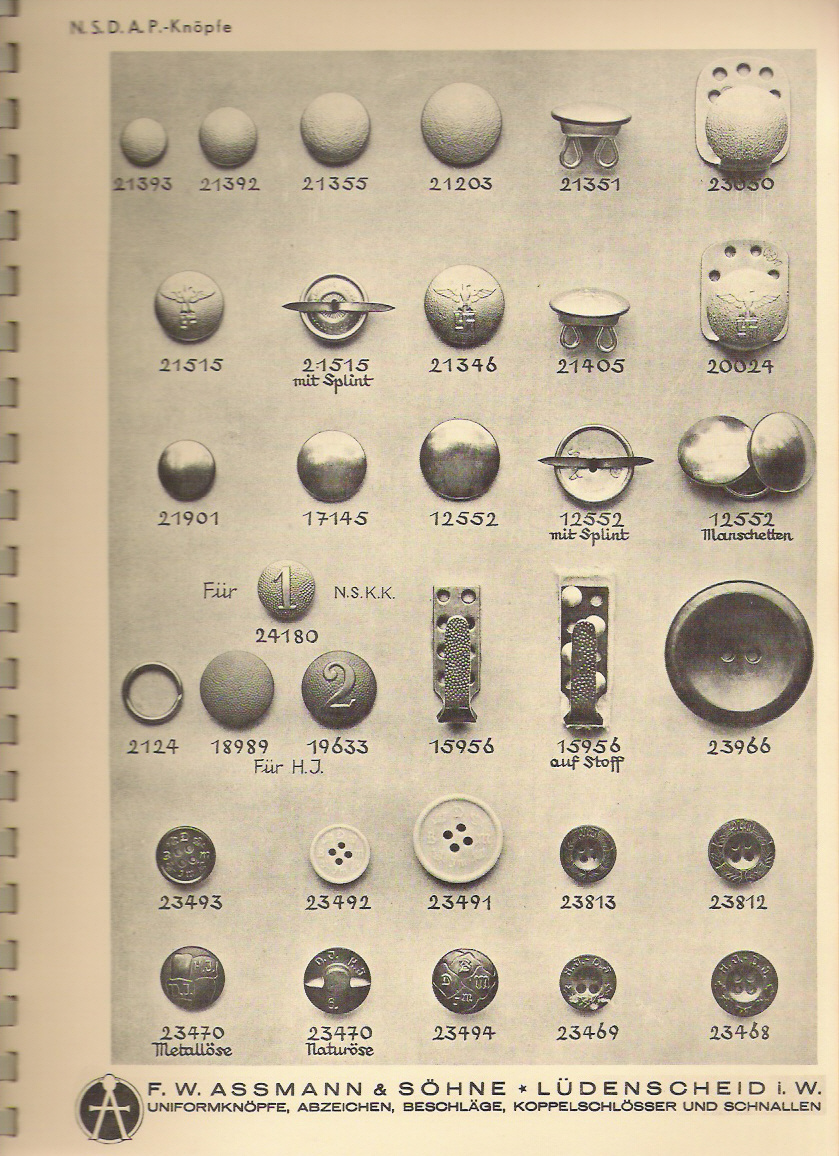
党鷲章型のボタン（21515-装飾用、21346-制服用、20024-ベルト留用）

### ネクタイ
党員の制服にはネクタイを用いるように規定されていた。当初、ネクタイの配色は黒の無地が多用されていたが、後に制服と同様の褐色無地のものが用いられるようになった。
ネクタイには、一般党員章を取り付けるのが基本となっており、黄金党員名誉章の受章者は一般党員章の提示を省くよう認められていたが、ネクタイに一般党員章を併用することもあった。なお、ヒトラーや一部の党高官などは一般党員章ではなく党鷲章のネクタイピンを取り付けていた。

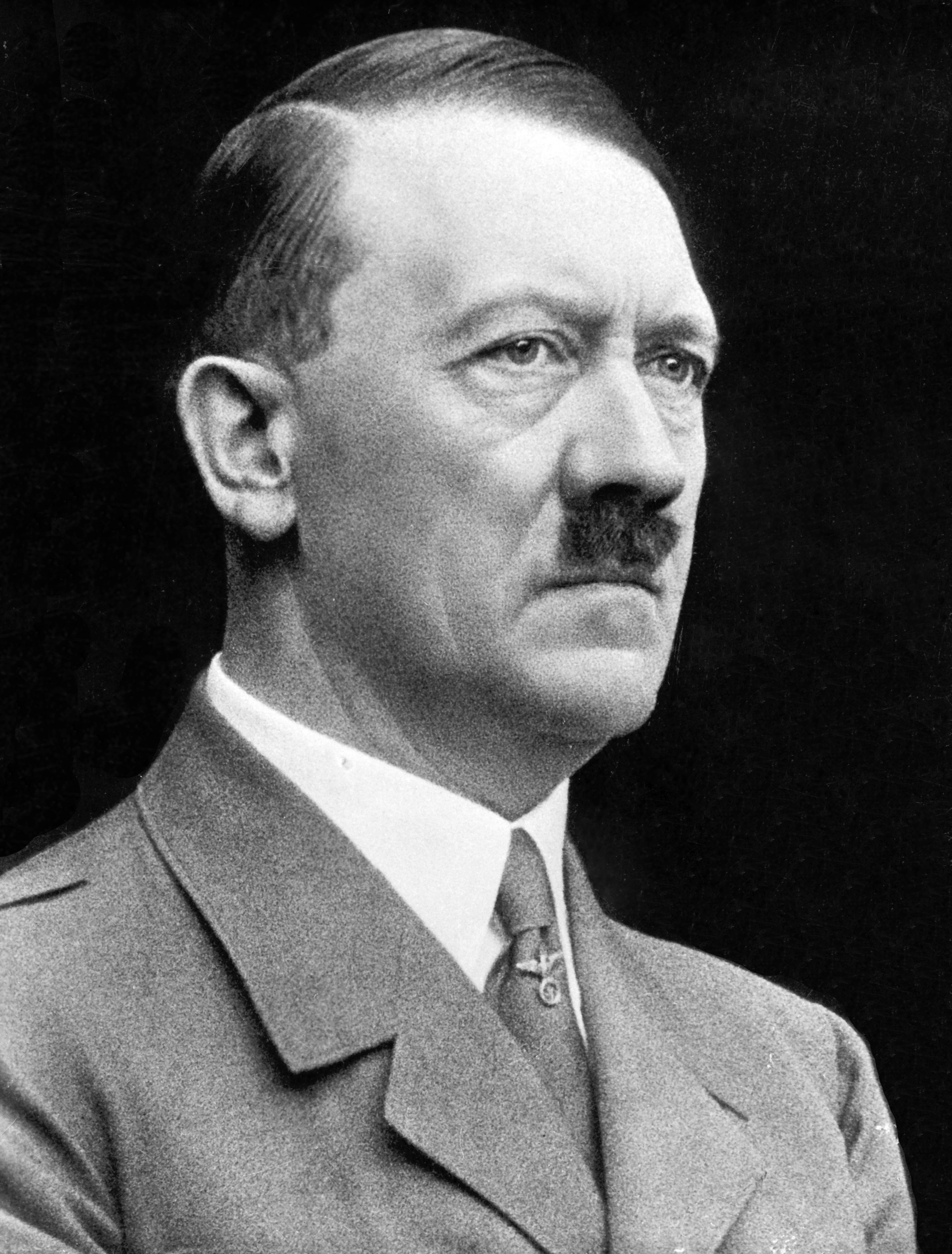
党鷲章のネクタイピンを取り付けたヒトラー

## 徽章

### 勲章

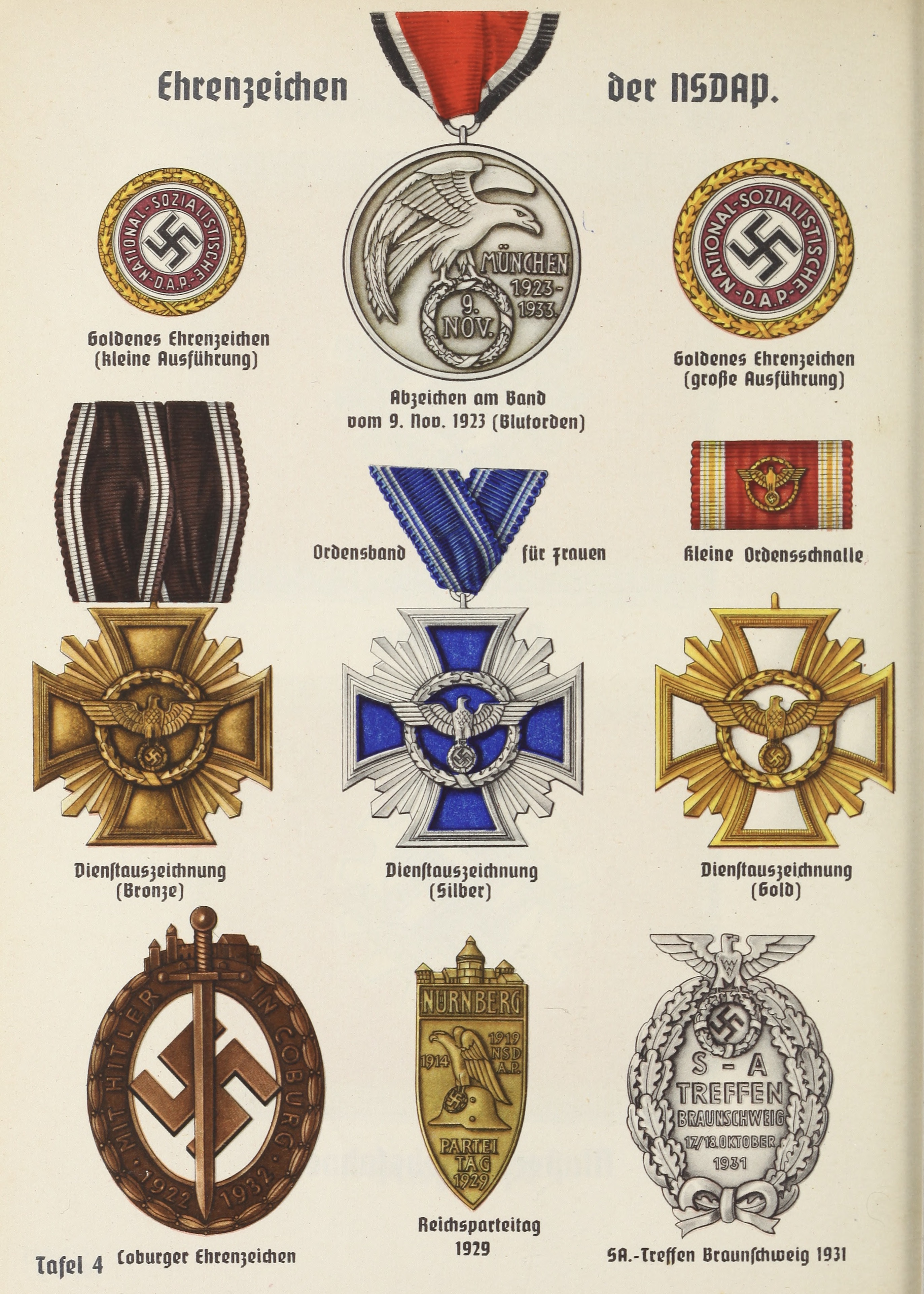
各名誉章

ナチ党における勲章類には『血盟勲章(Blutorden)』などをはじめとする『名誉章(Ehrenzeichen)』が存在しており、党内での権威を示すものとして重要視されていた。特に重要なものとして党員章と党の勤続章があった。
党員章はバッジの形状で大まかに2つ存在しており、一般党員章と黄金党員名誉章（高級党員章）が発行されていた。高級党員章は一般党員章よりやや大型で、金色の柏葉の縁取りが装飾されていた。
一般党員章は1930年9月の国会選挙におけるナチの躍進を見て入党した連中を指す所謂『9月党員』のものとして、高級党員章の所持者から見下される対象になっていた。

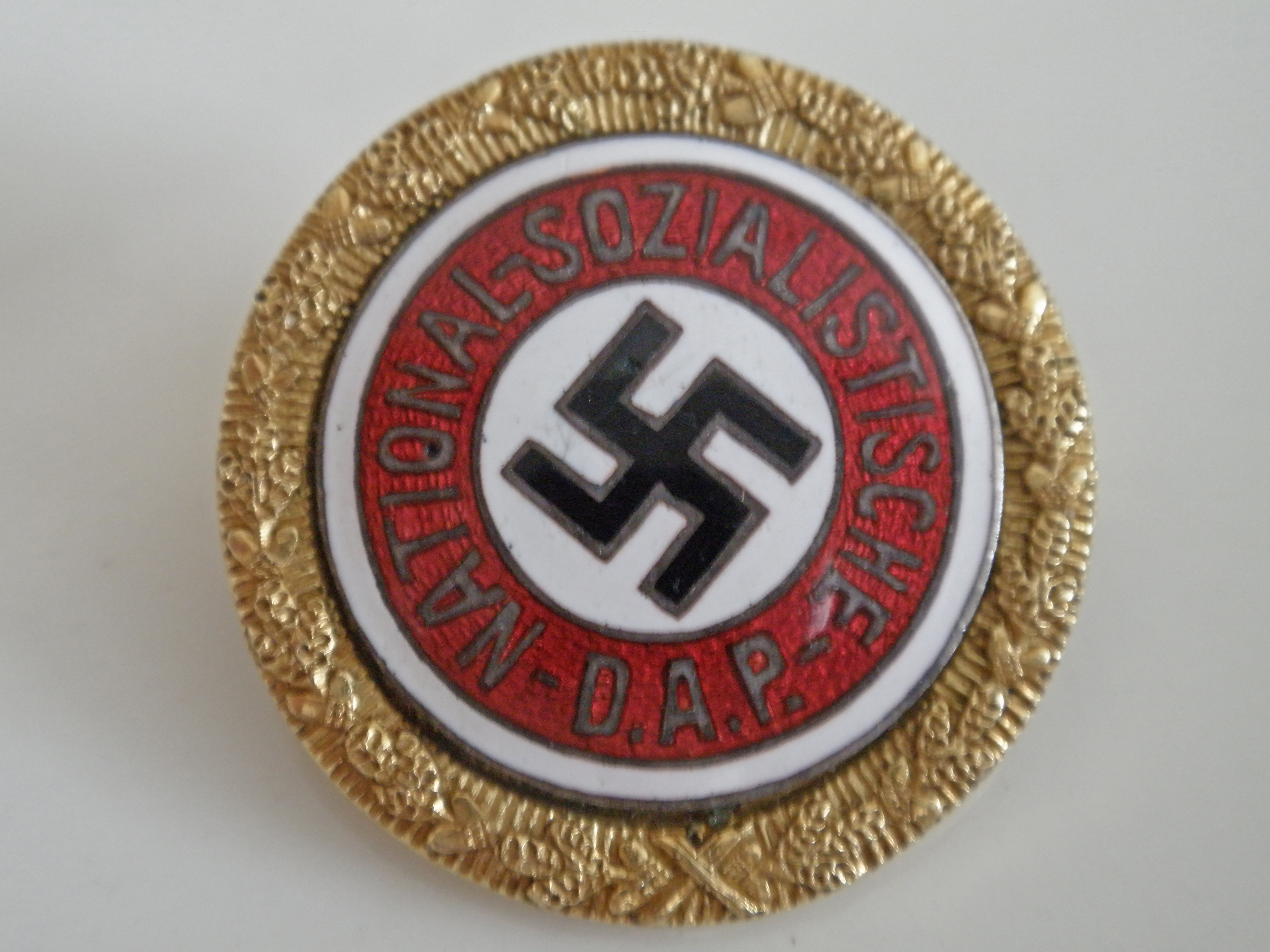
高級党員章
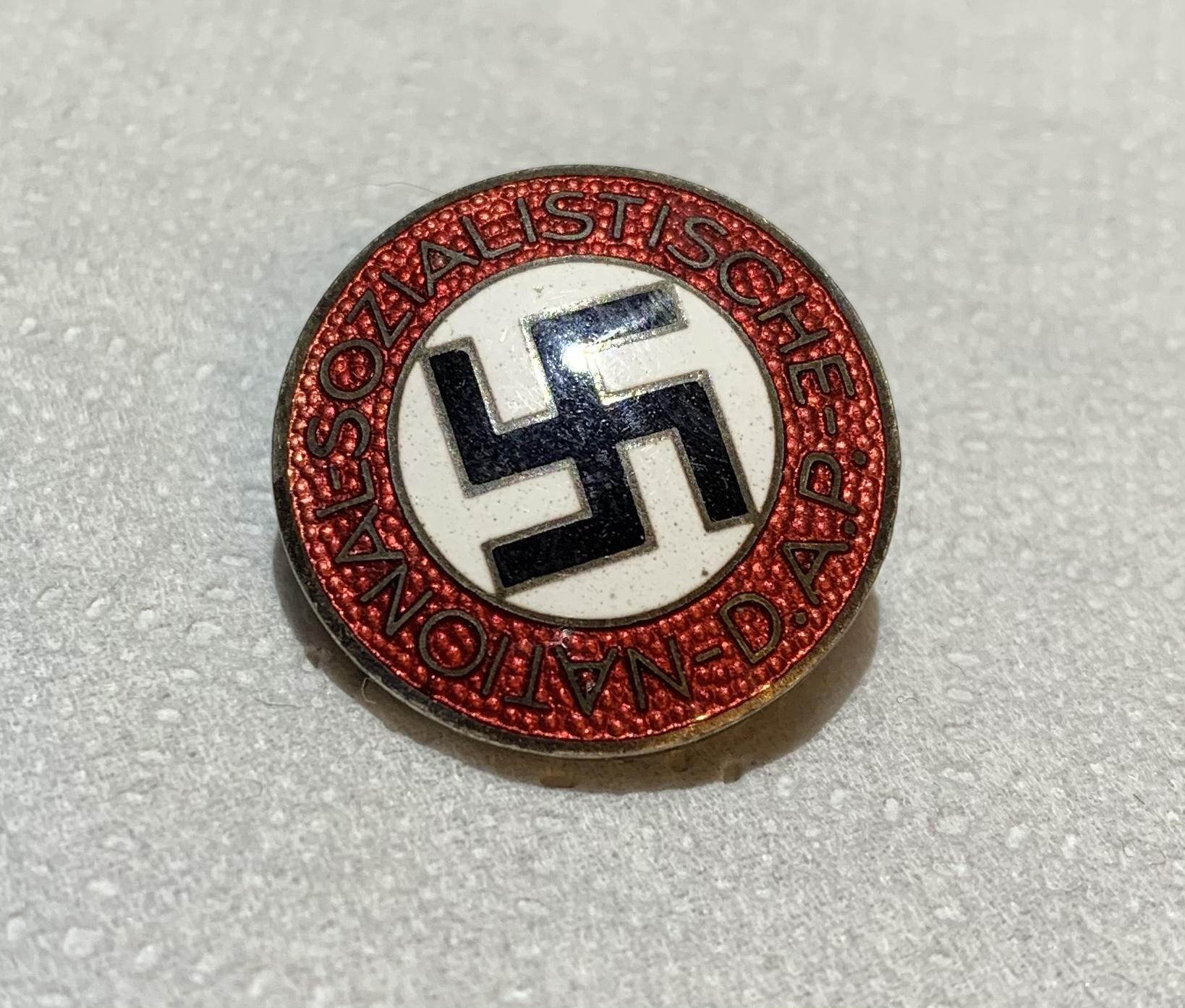
一般党員章

党勤続章は3等級に区分されたリボンつきの勲章でそれぞれ、10年、15年、25年の等級で分けられた。ナチ党の権力掌握の1933年以前から党員であった者は在籍年数が2倍で換算された。
| 等級      | 勲章 | 略綬 |
| --------- | ---- | ---- |
| 25年 (金) |      |      |
| 15年 (銀) |      |      |
| 10年 (銅) |      |      |

この勤続章の獲得は党の地方指導者にとっては大きな関心の的であり、党の文献のなかにはその申請に関わる多くの文書が存在する。党本部はこの勤続章の乱発を防ぐため、申請にあたっては第三者の証明を必ず必要とする厳格な体制をとり、授章の要件を満たさない場合には、執拗な申請があっても授与を拒んでいた。

### 襟章
1930年頃より党の政治指導者および地域指導者には階級と区域を示す襟章と肩章が導入された。
襟章は亜麻製の芯のフェルト生地を土台にドイツ軍の軍服の襟章に用いられる｢リッツェ｣を模した徽章がつき、それぞれの指導区域を示す色が配色された。ナチ党の政権掌握後の1933年に襟章が新たに新調され、1934年頃からは肩章が廃止され、襟章の周囲に区域識別用の色つきのパイピング線の縁取りがついた。

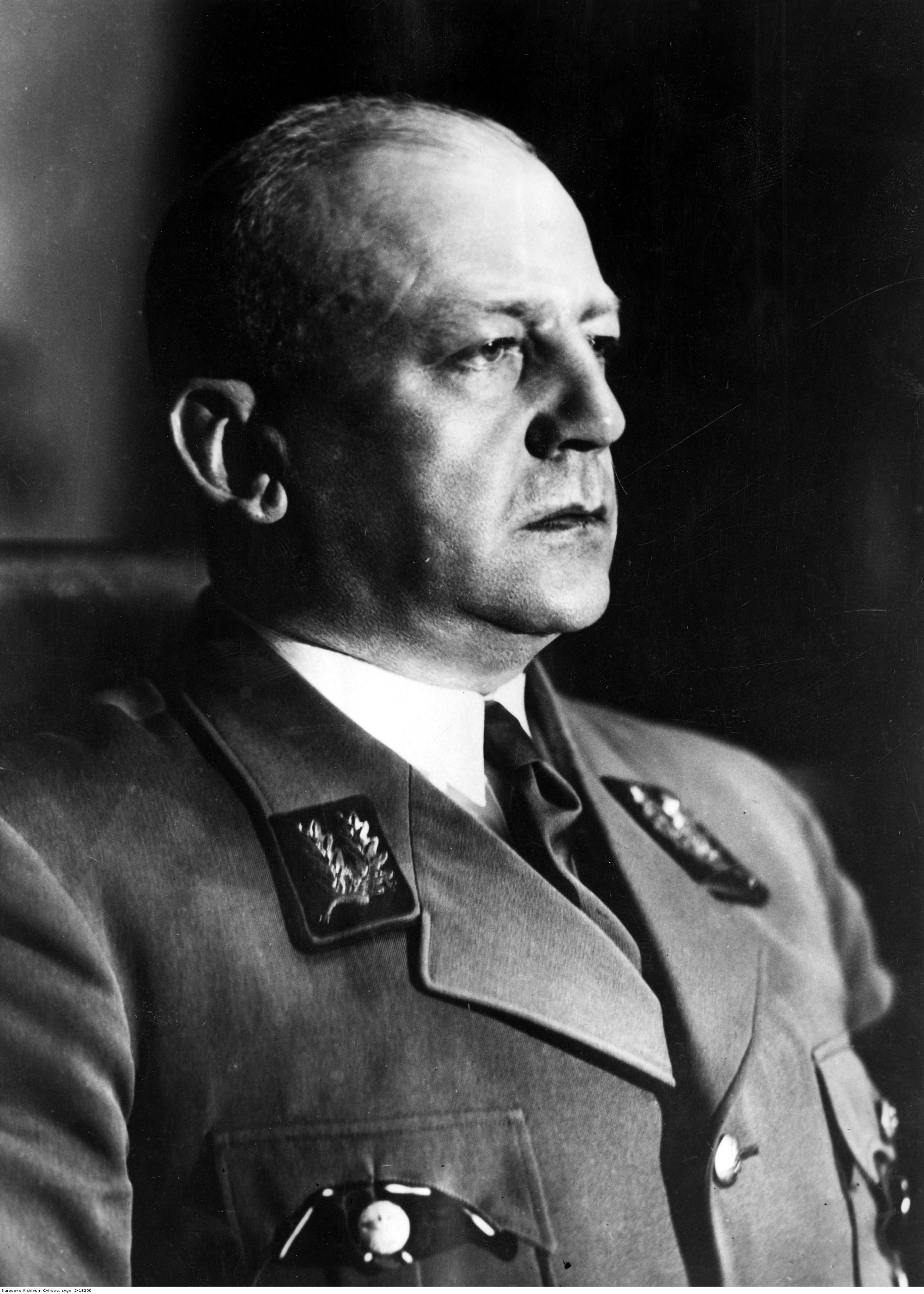
1933年改定版の大管区指導者の襟章(ミュンヘン＝オーバーバイエルン大管区指導者アドルフ・ワーグナー)
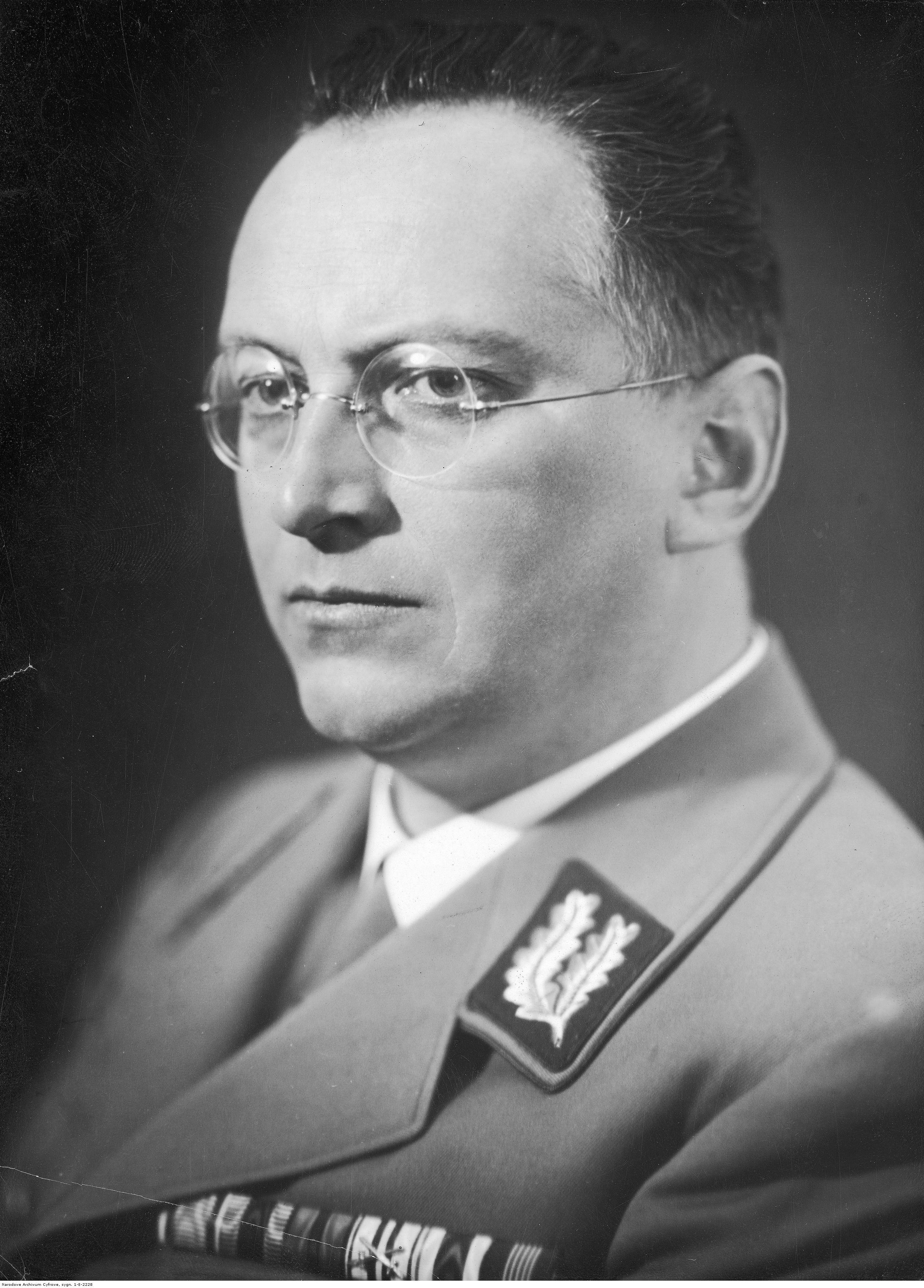
1936年改定版の大管区指導者の襟章(ズデーテンラント帝国大管区指導者コンラート・ヘンライン)
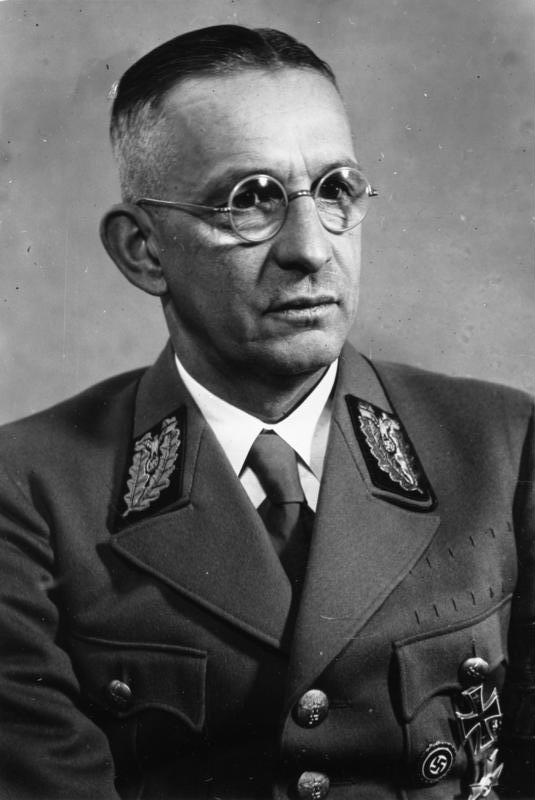
1938年改定版の大管区指導者の襟章(北ヴェストファーレン大管区指導者アルフレート・マイヤー)
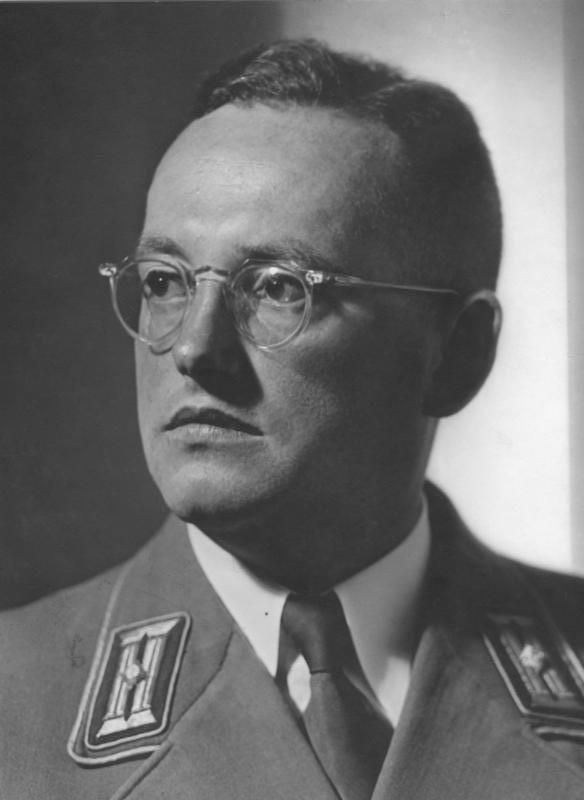
1936年頃の本部局長（Hauptamtsleiter）の襟章（党人種政策局（ドイツ語版）長ヴァルター・グロース（ドイツ語版））

| 区域                     | 識別色                             | 縁取                             |
| ------------------------ | ---------------------------------- | -------------------------------- |
| 全国指導部 Reichsleitung | ダークワインレッド (dunkelweinrot) | サルファイエロー (schwefelgelb)  |
| 大管区指導部 Gauleitung  | ヴァーミリオン (Zinnoberrot)       | バーガンディー (burgundrot)      |
| 管区指導部 Kreisleitung  | ダークブラウン (dunkelbraun)       | ブラック (schwarz)（1938年以前） |
| 管区指導部 Kreisleitung  | ダークブラウン (dunkelbraun)       | ホワイト (weiß)（1938年以降）    |
| 地区指導部 Ortsgruppen   | ライトブラウン (hellbraun)         | ライトブルー (hellblau)          |

### 肩章

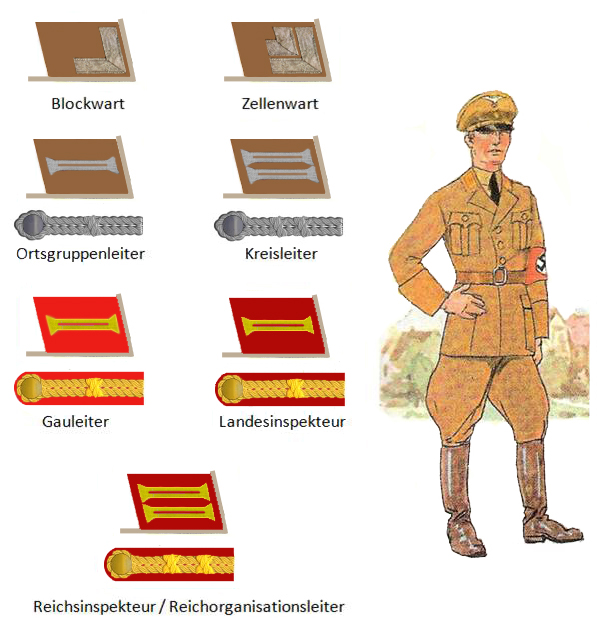
1932年頃の政治指導者用の階級章

政治指導者の制服には当初、肩章が採用されており、1932年に導入され政権掌握後の1933年中頃に廃止された。
肩章は以下の5等級に分類される。
- 全国組織指導者及び全国監査官 － カーマイン色台布と金色の組紐に結び目2つ
- 方面監査官 － カーマイン色台布と金色の組紐に結び目1つ
- 大管区指導者 － ブライトレッド色台布と金色の組紐に結び目1つ
- 管区指導者 － ライトブラウン色台布と銀色の組紐に結び目2つ
- 地区指導者 － ライトブラウン色台布と銀色の組紐に結び目1つ

（1932-33年）
| 階級                                                                                | 訳                                                      | 肩章 |
| ----------------------------------------------------------------------------------- | ------------------------------------------------------- | ---- |
| Reichsorganisationsleiter/Reichsinspekteur Haupt-Abteilungsleit.d.Reichsorg.-Leitg. | 全国組織指導者及び全国監督官 全国組織指導部高級分遣所長 |      |
| Landesinspekteur                                                                    | 方面監督官                                              |      |
| Gauleiter Abteilungsleiter der Reichsorg.-Leitg. Stabswalter der Landesinspektion   | 大管区指導者 全国組織指導部分遣所長 方面監督府監察参謀  |      |
| Kreisleiter Unter-Abteilungsleit.d.Reichsorg.-Leitg. Stabswalter des Gaues          | 管区指導者 全国組織指導部下級分遣所長 大管区監察参謀    |      |
| Ortsgruppenleiter Abteilungsleiter des Gaues Stabswalter des Kreises                | 地区指導者 大管区分遣所長 管区監察参謀                  |      |

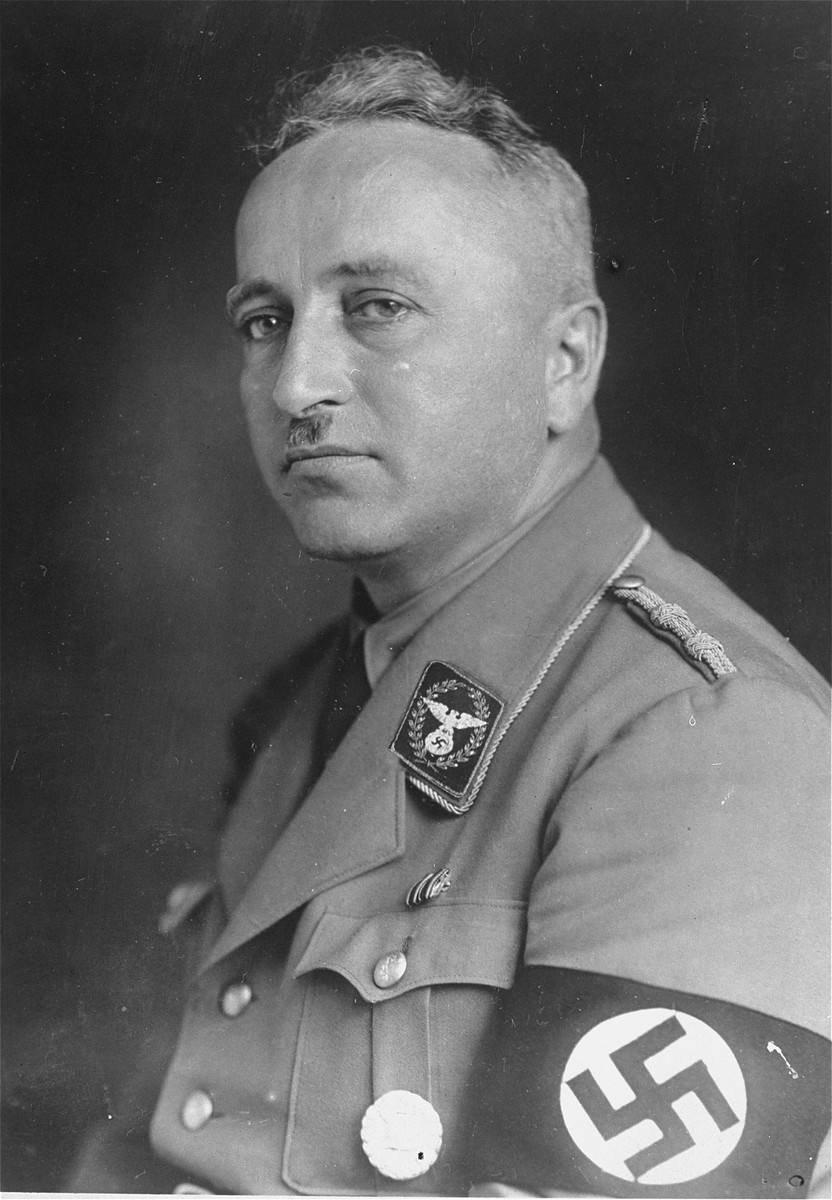
全国組織指導者の肩章を用いるロベルト・ライ
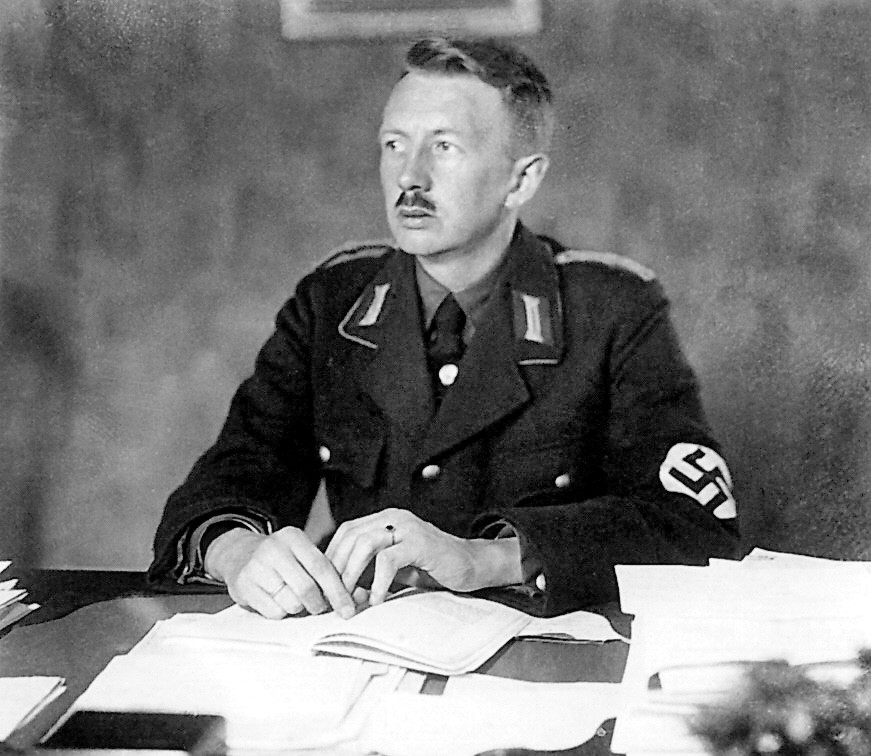
肩章のついた制服を用いるウルリッヒ・ブルクシュタラー（ドイツ語版）
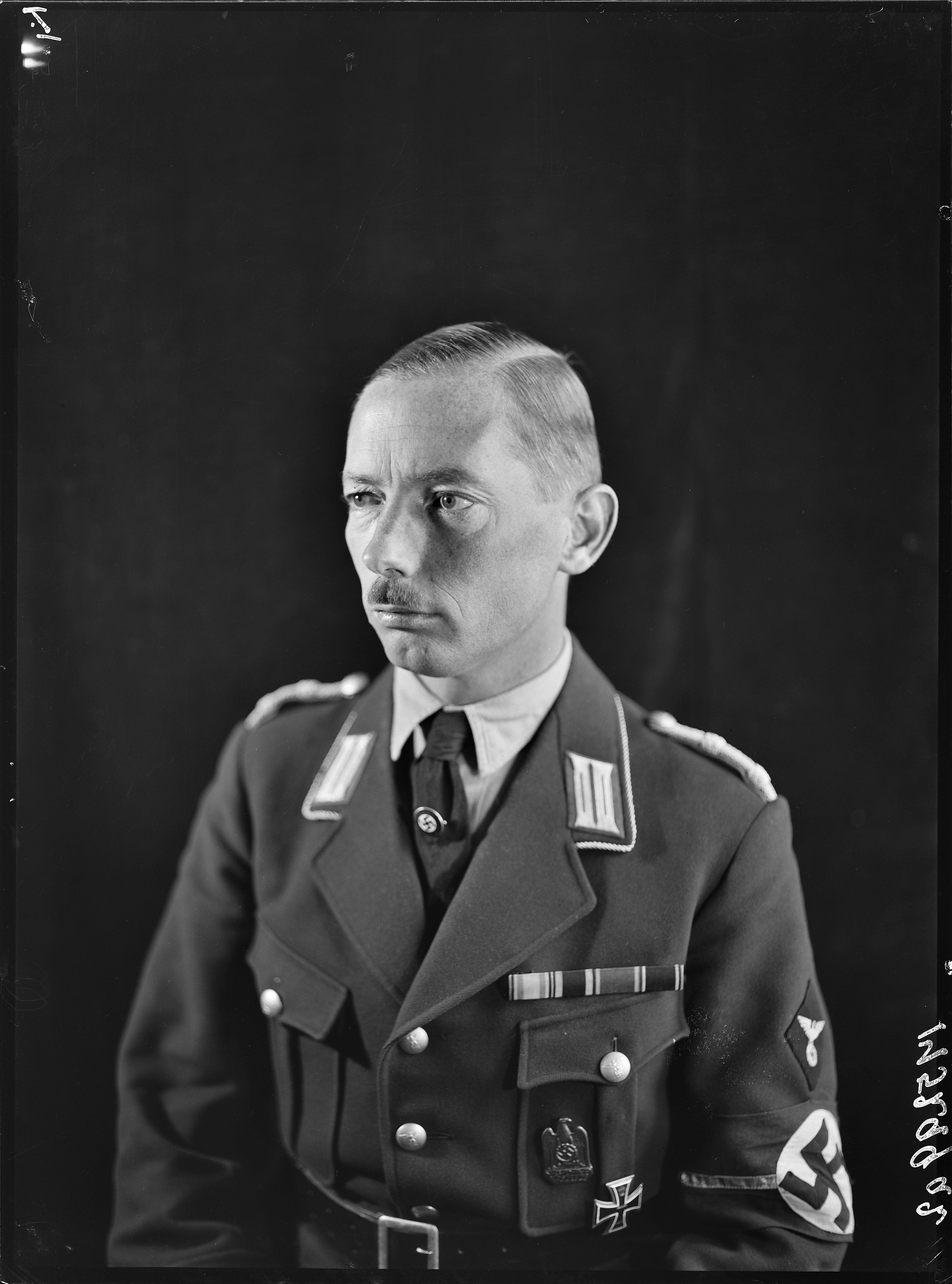
初期型の勤務服姿の『ミュンヘン＝北』管区指導者マックス・ラインハルト（ナチ党員）（ドイツ語版）（1933年）

### 袖章

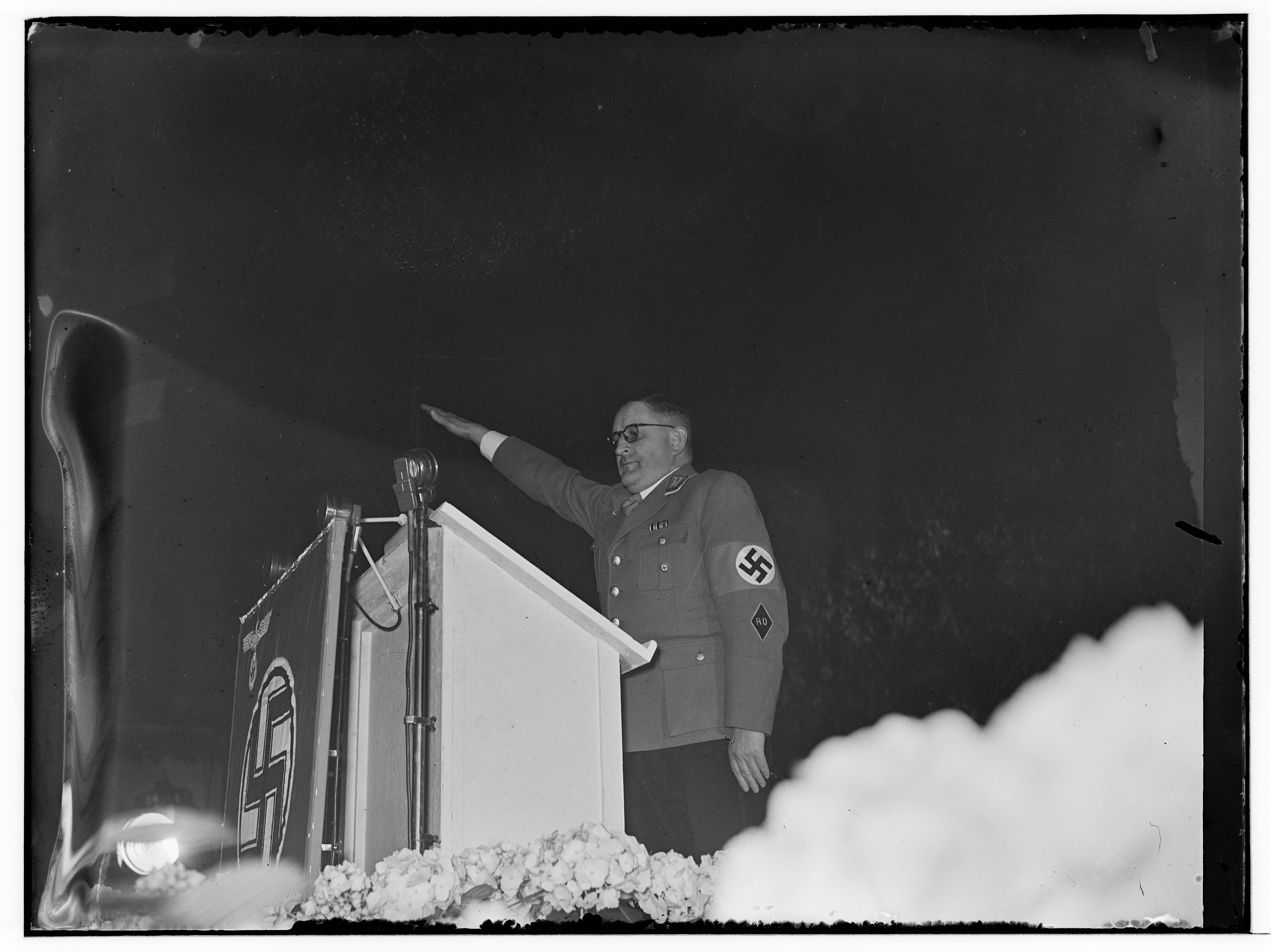
制服の左袖に党国外組織部の袖章を身に付けたヨーゼフ・テアボーフェン

1929年から1933年迄、党員の制服にはハーケンクロイツの腕章の他、特定の役職を示すワッペン型の袖章が導入されていた。黒い菱形のこの袖章は、制服の左袖上腕部に取り付けられ役職毎にそれぞれ、刺繍が施されていた。
- 党総長（Hoheitsträger）及び部局監査役（Amtswalter） － 袖章中央に党鷲章
- 党監察参謀（Stabswalter）及び指導部幕僚（Stabsleiter） － 丸型のハーケンクロイツ党章
- 党州議員団（Fraktionsführer (Stadtverordneter)） － 袖章中央に各郡市町の紋章（上記2つの袖章との併用で、左袖前腕部に取り付けられ、管区指導者以上の党議員団が使用した）
- 党国会議員団（Fraktionsführer des Reichstages） － 袖章中央に各州の紋章（併用は州議員団と同様で、方面監督官以上の党議員団が使用した）
- 党国外組織部 － 袖章中央にAO（Auslandsorganisation）の略号

また、他には古参党員用の入党年数が記された黒台布の長方形の袖章が存在したが、一部の袖章は1934年初頭に廃止された。

党総長及び部局監査役の袖章
党監察参謀及び指導部幕僚の袖章

## 階級制度

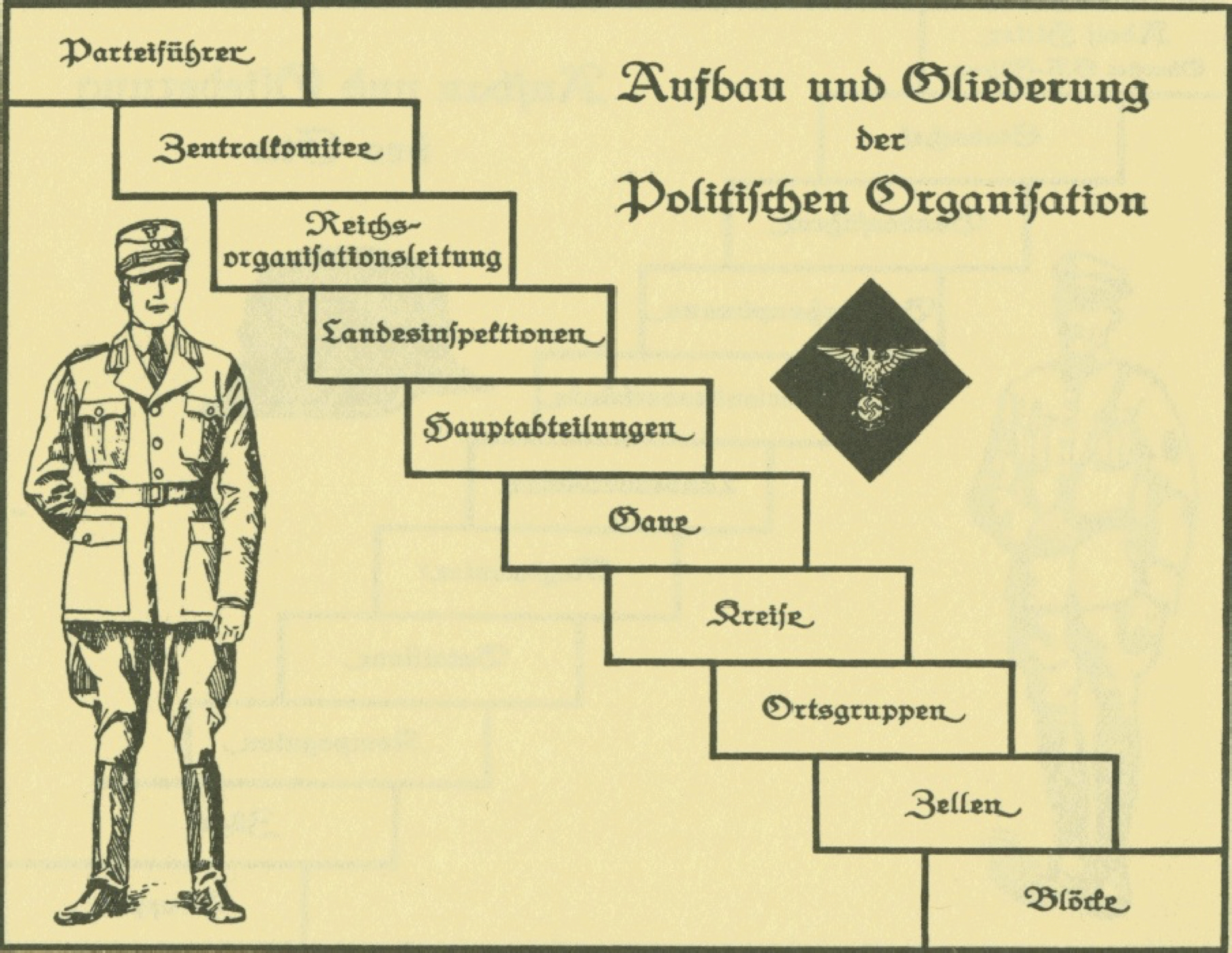
1933年制定の政治指導者の階級

ナチ党の政治指導部では、党の政治的階級と役職を示す二重階級制がとられており、これらは襟章と腕章で示された。

### 襟章による階級
襟章は1932年に導入され、その後、何度かの再編が行われたが、1938年の組織再編により襟章の大幅な改訂が行われた。1939年の導入以降、襟章には党鷲章のモノグラムとダイヤ星章などが追加された。この襟章は党員の政治的階級を示しこれらの階級は各指導部に区分されていた。
|  |  |

（1932-33年）
| 階級                                                                                | 訳                                                      | 襟章 |
| ----------------------------------------------------------------------------------- | ------------------------------------------------------- | ---- |
| Reichsorganisationsleiter/Reichsinspekteur Haupt-Abteilungsleit.d.Reichsorg.-Leitg. | 全国組織指導者及び全国監督官 全国組織指導部高級分遣所長 |      |
| Landesinspekteur                                                                    | 方面監督官                                              |      |
| Gauleiter Abteilungsleiter der Reichsorg.-Leitg. Stabswalter der Landesinspektion   | 大管区指導者 全国組織指導部分遣所長 方面監督府監察参謀  |      |
| Kreisleiter Unter-Abteilungsleit.d.Reichsorg.-Leitg. Stabswalter des Gaues          | 管区指導者 全国組織指導部下級分遣所長 大管区監察参謀    |      |
| Ortsgruppenleiter Abteilungsleiter des Gaues Stabswalter der Kreis                  | 地区指導者 大管区分遣所長 管区監察参謀                  |      |
| Zellenwart Abteilungsleiter des Kreises Stabswalter der Ortsgruppe                  | 細胞役員 管区分遣所長 地区監察参謀                      |      |
| Blockwart Stabswalter der Zellen                                                    | 街区役員 細胞監察参謀                                   |      |

（1933-34年）
| 指導部                      | 階級                     | 訳             | 襟章 |
| --------------------------- | ------------------------ | -------------- | ---- |
| 全国指導部（Reichsleitung） | Reichsleiter             | 全国指導者     |      |
| 全国指導部（Reichsleitung） | Amtsleiter               | 局長           |      |
| 全国指導部（Reichsleitung） | Abteilungsleiter         | 分遣所長       |      |
| 全国指導部（Reichsleitung） | Unterabteilungsleiter    | 下級分遣所長   |      |
| 大管区指導部（Gauleitung）  | Gauleiter                | 大管区指導者   |      |
| 大管区指導部（Gauleitung）  | Stellvertreter-Gauleiter | 副大管区指導者 |      |
| 大管区指導部（Gauleitung）  | Gauinspekteur            | 大管区監督官   |      |
| 大管区指導部（Gauleitung）  | Amtsleiter               | 局長           |      |
| 大管区指導部（Gauleitung）  | Abteilungsleiter         | 分遣所長       |      |
| 大管区指導部（Gauleitung）  | Unterabteilungsleiter    | 下級分遣所長   |      |
| 管区指導部（Kreisleitung）  | Kreisleiter              | 管区指導者     |      |
| 管区指導部（Kreisleitung）  | Amtsleiter               | 局長           |      |
| 管区指導部（Kreisleitung）  | Abteilungsleiter         | 分遣所長       |      |
| 管区指導部（Kreisleitung）  | Unterabteilungsleiter    | 下級分遣所長   |      |
| 地区指導部（Ortsgruppen）   | Ortsgruppenleiter        | 地区指導者     |      |
| 地区指導部（Ortsgruppen）   | Stützpunktleiter         | 拠点分区指導者 |      |
| 地区指導部（Ortsgruppen）   | Amtsleiter               | 局長           |      |
| 地区指導部（Ortsgruppen）   | Zellenleiter             | 細胞指導者     |      |
| 地区指導部（Ortsgruppen）   | Blockleiter              | 街区指導者     |      |

（1934-35年）
| 指導部                      | 階級                     | 訳             | 襟章 |
| --------------------------- | ------------------------ | -------------- | ---- |
| 全国指導部（Reichsleitung） | Reichsleiter             | 全国指導者     |      |
| 全国指導部（Reichsleitung） | Hauptdienstleiter        | 幹事長         |      |
| 全国指導部（Reichsleitung） | Dienstleiter             | 幹事           |      |
| 全国指導部（Reichsleitung） | Hauptamtsleiter          | 最高局長       |      |
| 全国指導部（Reichsleitung） | Amtsleiter               | 局長           |      |
| 全国指導部（Reichsleitung） | Hauptstellenleiter       | 統括官         |      |
| 全国指導部（Reichsleitung） | Stellenleiter            | 参事官         |      |
| 全国指導部（Reichsleitung） | Hilfsstellenleiter       | 副参事官       |      |
| 全国指導部（Reichsleitung） | Mitarbeiter              | 事務官         |      |
| 大管区指導部（Gauleitung）  | Gauleiter                | 大管区指導者   |      |
| 大管区指導部（Gauleitung）  | Stellvertreter-Gauleiter | 副大管区指導者 |      |
| 大管区指導部（Gauleitung）  | Amtsleiter               | 局長           |      |
| 大管区指導部（Gauleitung）  | Hauptstellenleiter       | 事務総長       |      |
| 大管区指導部（Gauleitung）  | Stellenleiter            | 事務長         |      |
| 大管区指導部（Gauleitung）  | Mitarbeiter              | 事務員         |      |
| 管区指導部（Kreisleitung）  | Kreisleiter              | 管区指導者     |      |
| 管区指導部（Kreisleitung）  | Hauptamtsleiter          | 本局長         |      |
| 管区指導部（Kreisleitung）  | Amtsleiter               | 局長           |      |
| 管区指導部（Kreisleitung）  | Hauptstellenleiter       | 事務総長       |      |
| 管区指導部（Kreisleitung）  | Stellenleiter            | 事務長         |      |
| 管区指導部（Kreisleitung）  | Mitarbeiter              | 事務員         |      |
| 地区指導部（Ortsgruppen）   | Ortsgruppenleiter        | 地区指導者     |      |
| 地区指導部（Ortsgruppen）   | Stützpunktleiter         | 拠点分区指導者 |      |
| 地区指導部（Ortsgruppen）   | Zellenleiter             | 細胞指導者     |      |
| 地区指導部（Ortsgruppen）   | Blockleiter              | 街区指導者     |      |
| 地区指導部（Ortsgruppen）   | Amtsleiter               | 室長           |      |
| 地区指導部（Ortsgruppen）   | Hauptstellenleiter       | 事務総長       |      |
| 地区指導部（Ortsgruppen）   | Stellenleiter            | 事務長         |      |
| 地区指導部（Ortsgruppen）   | Mitarbeiter              | 作業員/事務員  |      |

（1939-45年）
| 指導部区分                     | 階級                     | 訳                 | 襟章 |
| ------------------------------ | ------------------------ | ------------------ | ---- |
| 全国指導部員のみ               | Reichsleiter             | 全国指導者         |      |
| 全国指導部員のみ               | Gauleiter                | 大管区指導者       |      |
| 全国・大管区指導部員のみ       | Hauptbefehlsleiter       | 最高発令官         |      |
| 全国・大管区指導部員のみ       | Oberbefehlsleiter        | 上級発令官         |      |
| 全国・大管区指導部員のみ       | Befehlsleiter            | 発令官             |      |
| 全国・大管区指導部員のみ       | Hauptdienstleiter        | 最高幹事長         |      |
| 全国・大管区指導部員のみ       | Oberdienstleiter         | 幹事長             |      |
| 全国・大管区・管区指導部員のみ | Dienstleiter             | 幹事               |      |
| 全国・大管区・管区指導部員のみ | Hauptbereichsleiter      | 高級地域指導者     |      |
| 全国・大管区・管区指導部員のみ | Oberbereichsleiter       | 上級地域指導者     |      |
| 全国・大管区・管区指導部員のみ | Bereichsleiter           | 地域指導者         |      |
| 全国・大管区・管区指導部員のみ | Hauptabschnittsleiter    | 高級区域指導者     |      |
| 全指導部員                     | Oberabschnittsleiter     | 上級区域指導者     |      |
| 全指導部員                     | Abschnittsleiter         | 区域指導者         |      |
| 全指導部員                     | Hauptgemeinschaftsleiter | 高級集団指導者     |      |
| 全指導部員                     | Obergemeinschaftsleiter  | 上級集団指導者     |      |
| 全指導部員                     | Gemeinschaftsleiter      | 集団指導者         |      |
| 全指導部員                     | Haupteinsatzleiter       | 高級行動指導者     |      |
| 全指導部員                     | Obereinsatzleiter        | 上級行動指導者     |      |
| 全指導部員                     | Einsatzleiter            | 行動指導者         |      |
| 全指導部員                     | Hauptbereitschaftsleiter | 高級機動指導者     |      |
| 全指導部員                     | Oberbereitschaftsleiter  | 上級機動指導者     |      |
| 全指導部員                     | Bereitschaftsleiter      | 機動指導者         |      |
| 全指導部員                     | Hauptarbeitsleiter       | 高級作業指導者     |      |
| 全指導部員                     | Oberarbeitsleiter        | 上級作業指導者     |      |
| 全指導部員                     | Arbeitsleiter            | 作業指導者         |      |
| 全指導部員                     | Oberhelfer               | 上級補佐役         |      |
| 全指導部員                     | Helfer                   | 補佐役             |      |
| 全指導部員                     | Anwärter (Partei)        | 党員候補           |      |
| 全指導部員                     | Anwärter (Nicht Partei)  | （非党員）党員候補 |      |

（特別嘱託の襟章）
| 指導部区分   | 階級               | 訳       | 襟章 |
| ------------ | ------------------ | -------- | ---- |
| 全国指導部   | Sonderbeauftragter | 特別嘱託 |      |
| 大管区指導部 | Sonderbeauftragter | 特別嘱託 |      |
| 管区指導部   | Sonderbeauftragter | 特別嘱託 |      |

### 腕章による階級

1934年頃まで用いられた政治指導者用の腕章 階級はストライプ線で区別していた。画像の階級は全国指導者

腕章における階級表示は当初、1930年頃から党員の階級と役職を示すものとして用いられ、1934年から段階的に廃止されたが1938年の組織改訂以降、党の地方事務所や各政治指導部における役職を示すものとして復活し、党員の階級とは異なるものとして用いられた。
なお、全国指導者や大管区指導者といった高位の階級は固有のものであった。

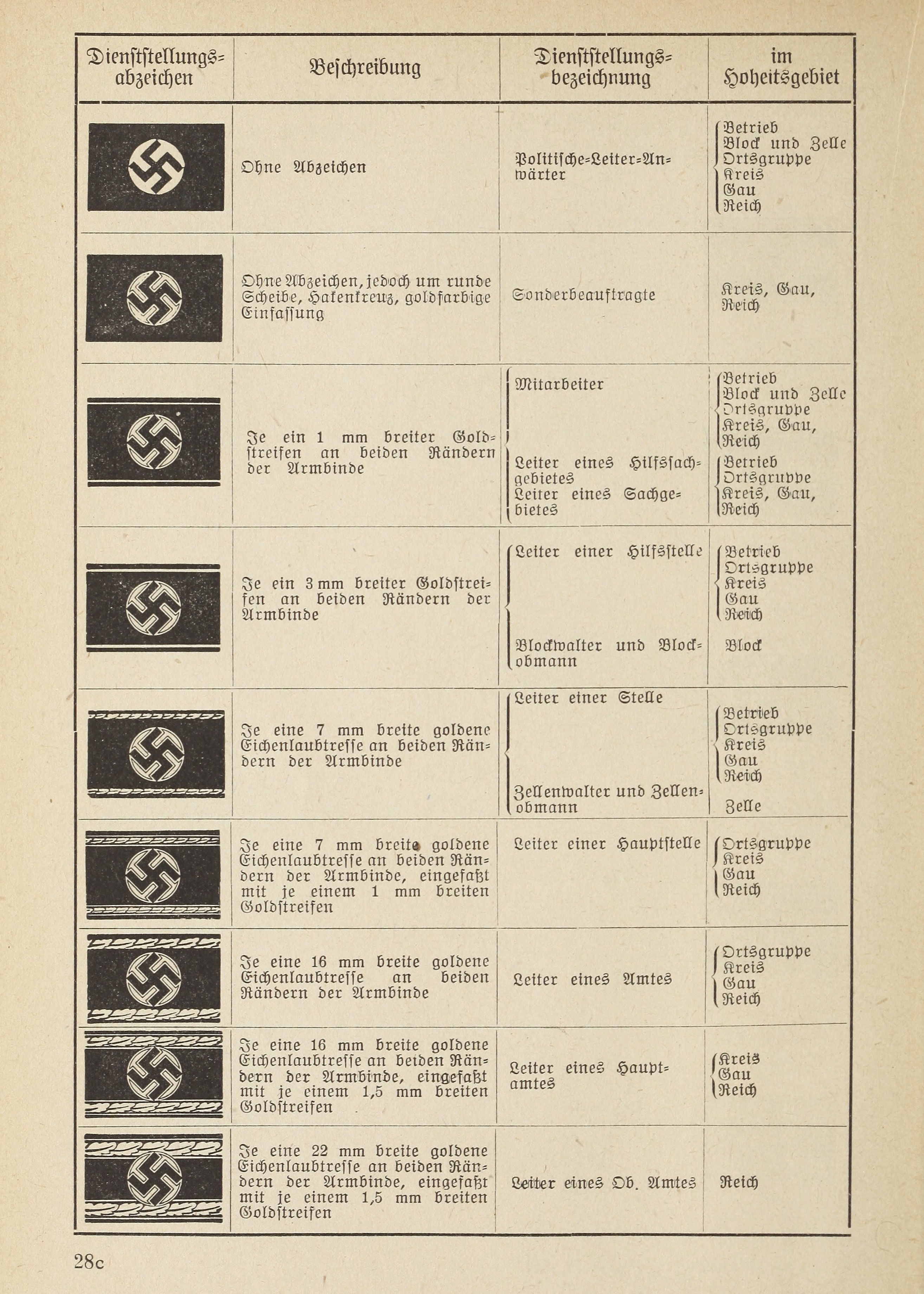
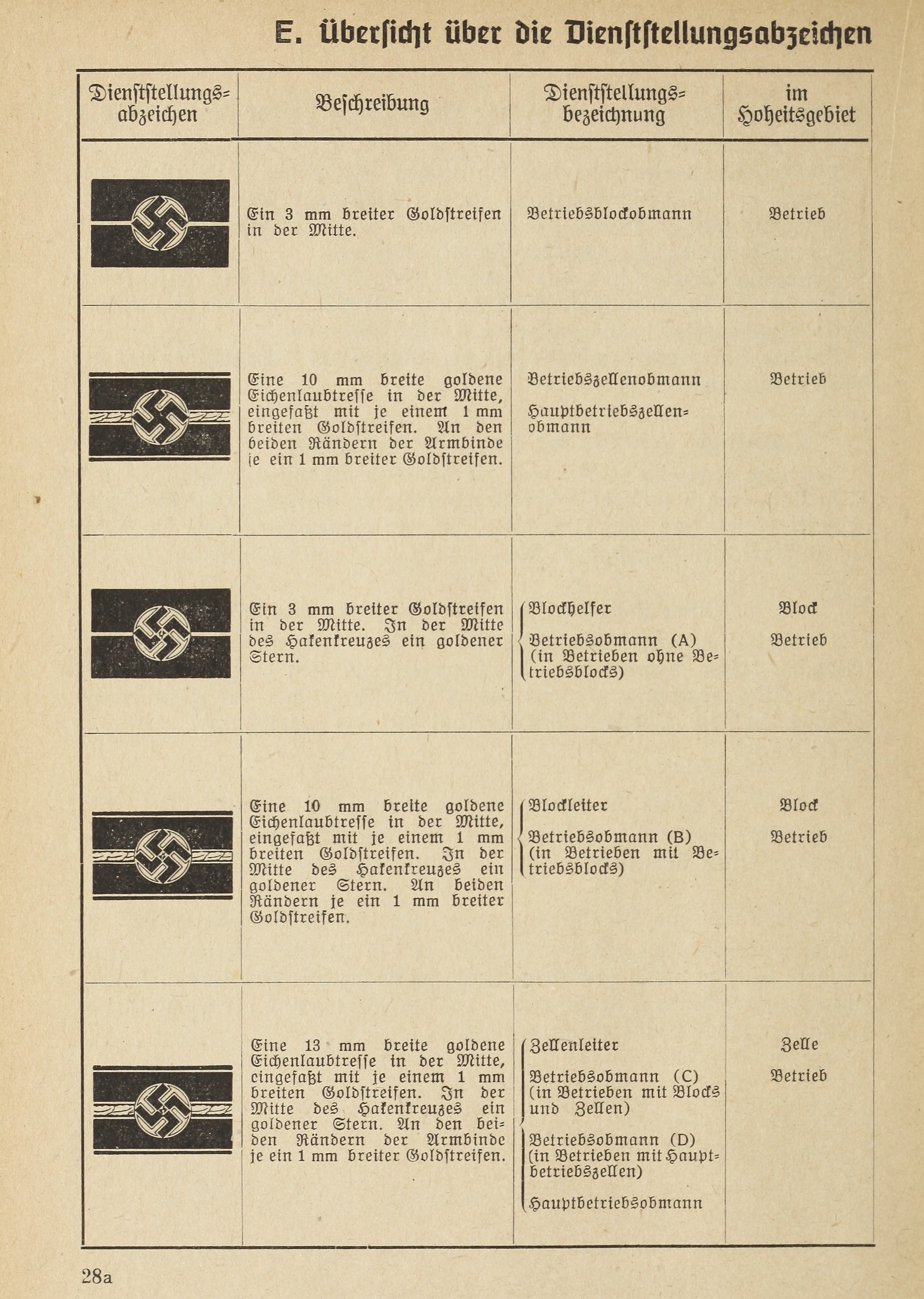
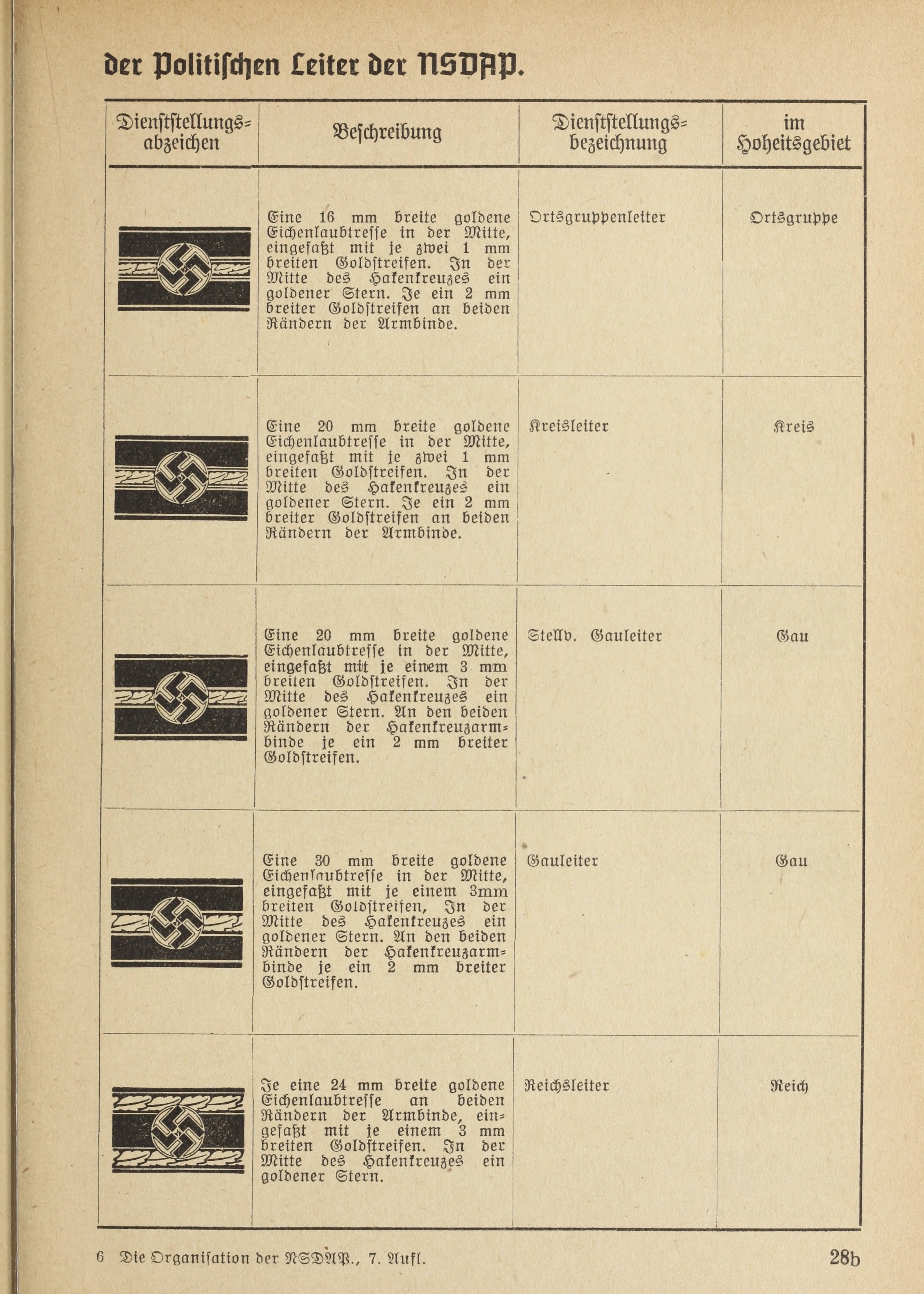

#### 1930～1934年までの階級及び腕章
| 階級                    | 訳                         | 装飾                                                               | 腕章 |
| ----------------------- | -------------------------- | ------------------------------------------------------------------ | ---- |
| Reichsleiter            | 全国指導者及び全国指導部員 | 幅10mmのストライプ線3本                                            |      |
| Landesleiter            | 方面指導者                 | 幅10mmのストライプ線2本の中央に幅5mmのストライプ線1本にロゼット1個 |      |
| Landes Geschäftsführer  | 方面指導部理事             | 幅10mmのストライプ線2本の中央に幅5mmのストライプ線1本              |      |
| Amtsleiter der LL.      | 方面指導部局長             | 幅10mmのストライプ線2本の中央に幅5mmのストライプ線1本              |      |
| Gauleiter               | 大管区指導者               | 幅10mmのストライプ線2本にロゼット1個                               |      |
| Gau=Geschäftsführer     | 大管区指導部理事           | 幅10mmのストライプ線2本                                            |      |
| Gau=Amtsleiter          | 大管区指導部局長           | 幅10mmのストライプ線2本                                            |      |
| Amtswalter der LL.      | 方面指導本部局監査役       | 幅10mmのストライプ線2本                                            |      |
| Bezirksleiter           | 郡指導者                   | 幅10mmのストライプ線1本にロゼット1個                               |      |
| Bezirks=Geschäftsführer | 郡指導部理事               | 幅10mmのストライプ線1本                                            |      |
| Bezirks=Amtsleiter      | 郡指導部局長               | 幅10mmのストライプ線1本                                            |      |
| Gau=Amtswalter          | 大管区本部局監査役         | 幅10mmのストライプ線1本                                            |      |
| Ortsgruppenleiter       | 地区指導者                 | 幅5mmのストライプ線1本にロゼット1個                                |      |
| Bezirks=Amtswalter      | 郡本部局監査役             | 幅5mmのストライプ線1本                                             |      |
| BG.=Kassenwart          | 郡団出納役員               | 幅5mmのストライプ線1本                                             |      |
| OG.=Schriftwart         | 地区団書記役員             | 幅5mmのストライプ線1本                                             |      |
| OG.=Propagandawart      | 地区団宣伝役員             | 幅5mmのストライプ線1本                                             |      |
| Stützpunktleiter        | 拠点分区指導者             | 幅5mmのストライプ線1本                                             |      |
| Zellenleiter            | 細胞指導者                 | 幅5mmのストライプ線1本                                             |      |

#### 1939年以降の階級区分一覧
| 指導部                     | 階級                           | 訳                 | 腕章 |
| -------------------------- | ------------------------------ | ------------------ | ---- |
| 全国指導部 (Reichsleitung) | Reichsleiter                   | 全国指導者         |      |
| 全国指導部 (Reichsleitung) | Reichs Obersten Amtes          | 全国党最高指導局長 |      |
| 全国指導部 (Reichsleitung) | Leiter eines Hauptamtes        | 最高局長           |      |
| 全国指導部 (Reichsleitung) | Leiter eines Amtes             | 局長               |      |
| 全国指導部 (Reichsleitung) | Leiter einer Hauptstelle       | 統括官             |      |
| 全国指導部 (Reichsleitung) | Leiter einer Stelle            | 参事官             |      |
| 全国指導部 (Reichsleitung) | Leiter einer Hilfsstelle       | 副参事官           |      |
| 全国指導部 (Reichsleitung) | Mitarbeiter                    | 事務官             |      |
| 全国指導部 (Reichsleitung) | Leiter eines Sachgebietes      | 担当官             |      |
| 全国指導部 (Reichsleitung) | Leiter eines hilfsSachgebietes | 担当補佐官         |      |
| 全国指導部 (Reichsleitung) | Sonderbeauftragter             | 特別嘱託           |      |
| 全国指導部 (Reichsleitung) | Anwärter                       | 役員候補           |      |
| 大管区指導部 (Gauleitung)  | Gauleiter                      | 大管区指導者       |      |
| 大管区指導部 (Gauleitung)  | Stellvertreter Gauleiter       | 副大管区指導者     |      |
| 大管区指導部 (Gauleitung)  | Leiter eines Hauptamtes        | 本局長             |      |
| 大管区指導部 (Gauleitung)  | Leiter eines Amtes             | 局長               |      |
| 大管区指導部 (Gauleitung)  | Leiter einer Hauptstelle       | 本部長             |      |
| 大管区指導部 (Gauleitung)  | Leiter einer Stelle            | 部長               |      |
| 大管区指導部 (Gauleitung)  | Leiter einer Hilfsstelle       | 課長               |      |
| 大管区指導部 (Gauleitung)  | Mitarbeiter                    | 事務員             |      |
| 大管区指導部 (Gauleitung)  | Leiter eines Sachgebietes      | 担当員             |      |
| 大管区指導部 (Gauleitung)  | Leiter eines hilfsSachgebietes | 補助担当員         |      |
| 大管区指導部 (Gauleitung)  | Sonderbeauftragter             | 特別嘱託           |      |
| 大管区指導部 (Gauleitung)  | Anwärter                       | 役員候補           |      |
| 管区指導部 (Kreisleitung)  | kreisleiter                    | 管区指導者         |      |
| 管区指導部 (Kreisleitung)  | Leiter eines Hauptamtes        | 本局長             |      |
| 管区指導部 (Kreisleitung)  | Leiter eines Amtes             | 局長               |      |
| 管区指導部 (Kreisleitung)  | Leiter einer Hauptstelle       | 本部長             |      |
| 管区指導部 (Kreisleitung)  | Leiter einer Stelle            | 部長               |      |
| 管区指導部 (Kreisleitung)  | Leiter einer Hilfsstelle       | 課長               |      |
| 管区指導部 (Kreisleitung)  | Mitarbeiter                    | 事務員             |      |
| 管区指導部 (Kreisleitung)  | Leiter eines Sachgebietes      | 担当員             |      |
| 管区指導部 (Kreisleitung)  | Leiter eines hilfsSachgebietes | 補助担当員         |      |
| 管区指導部 (Kreisleitung)  | Sonderbeauftragter             | 特別嘱託           |      |
| 管区指導部 (Kreisleitung)  | Anwärter                       | 役員候補           |      |
| 地区指導部 (Ortsgruppen)   | Ortsgruppenleiter              | 地区指導者         |      |
| 地区指導部 (Ortsgruppen)   | Zellenleiter                   | 細胞指導者         |      |
| 地区指導部 (Ortsgruppen)   | HauptBetriebsobmann            | 代表執行役取締     |      |
| 地区指導部 (Ortsgruppen)   | Betriebsobmann（C,D）          | 代表執行役（C,D）  |      |
| 地区指導部 (Ortsgruppen)   | Blockleiter                    | 街区指導者         |      |
| 地区指導部 (Ortsgruppen)   | Betriebsobmann（B）            | 代表執行役（B）    |      |
| 地区指導部 (Ortsgruppen)   | Blockhelfer                    | 街区補助員         |      |
| 地区指導部 (Ortsgruppen)   | Betriebsobmann（A）            | 代表執行役（A）    |      |
| 地区指導部 (Ortsgruppen)   | HauptBetriebs zellenobmann     | 細胞代表執行役取締 |      |
| 地区指導部 (Ortsgruppen)   | Betriebszellenobmann           | 細胞代表執行役     |      |
| 地区指導部 (Ortsgruppen)   | Betriebsblockobmann            | 街区代表執行役     |      |
| 地区指導部 (Ortsgruppen)   | Leiter eines Amtes             | 室長               |      |
| 地区指導部 (Ortsgruppen)   | Leiter einer Hauptstelle       | 本部長             |      |
| 地区指導部 (Ortsgruppen)   | Leiter einer Stelle            | 部長               |      |
| 地区指導部 (Ortsgruppen)   | Zellenwalter                   | 細胞監査員         |      |
| 地区指導部 (Ortsgruppen)   | Zellenobmann                   | 細胞代表員         |      |
| 地区指導部 (Ortsgruppen)   | Leiter einer Hilfsstelle       | 課長/副部長        |      |
| 地区指導部 (Ortsgruppen)   | Blockwalter                    | 街区監査員         |      |
| 地区指導部 (Ortsgruppen)   | Blockobmann                    | 街区代表員         |      |
| 地区指導部 (Ortsgruppen)   | Mitarbeiter                    | 作業員/事務員      |      |
| 地区指導部 (Ortsgruppen)   | Leiter eines Sachgebietes      | 係員               |      |
| 地区指導部 (Ortsgruppen)   | Leiter eines hilfsSachgebietes | 補助係員           |      |
| 地区指導部 (Ortsgruppen)   | Anwärter                       | 役員候補           |      |